# Agustín de Iturbide
Agustín Cosme Damián de Iturbide y Arámburu (Valladolid, Nueva España, 27 de septiembre de 1783-Padilla, México, 19 de julio de 1824) fue un militar y político novohispano que se desempeñó como emperador de México entre el 22 de mayo de 1822 y el 19 de marzo de 1823 bajo el título de Agustín I.
Durante las primeras cuatro etapas de la guerra de la Independencia de México, Iturbide militó en el Ejército realista combatiendo a los insurgentes; durante el marco del trienio liberal en España, fue designado comandante para combatir a Vicente Guerrero, jefe de los rebeldes en la Sierra Madre del Sur. En febrero de 1821 se unió al bando insurgente con el Abrazo de Acatempan y proclamando el Plan de Iguala en que ambos bandos se unían para formar el Ejército Trigarante, del cual fue líder. En agosto del mismo año firmó los Tratados de Córdoba con Juan O'Donojú y tras la entrada del Ejército Trigarante a la Ciudad de México el 27 de septiembre de 1821 se consumó la Independencia.
Presidió la regencia del primer gobierno provisional mexicano. El 18 de mayo de 1822 fue proclamado emperador en las calles de la capital y el Congreso al día siguiente, el 19 de mayo, lo eligió formalmente para jurar su investidura solemne el 22 de mayo siguiente, y coronado dos meses más tarde con el nombre de Agustín I. En diciembre de 1822, Antonio López de Santa Anna proclamó el Plan de Veracruz, provocando que los antiguos insurgentes de ideas republicanas e inconformes con el régimen imperial se levantaran en armas. En febrero de 1823, se firmó el Plan de Casa Mata, como resultado, los borbonistas y republicanos unieron sus fuerzas para apoyar el derrocamiento de Iturbide. El emperador decidió abdicar en marzo de 1823 y se exilió en Europa. Durante su ausencia, el Congreso Mexicano, previamente reinstalado por Agustín I, lo declaró «traidor y fuera de la ley en caso de que se presente en el territorio mexicano, declarándolo como enemigo público del Estado, y a todo aquel que le ayude a su regreso». Iturbide, sin conocer esta resolución, regresó a México en julio de 1824 para advertir al gobierno sobre una conspiración para reconquistar México. Al desembarcar en Tamaulipas fue arrestado y posteriormente ejecutado por un pelotón de fusilamiento.
En 1838, sus restos mortales fueron trasladados a la Ciudad de México e inhumados con honores en la Capilla de San Felipe de Jesús en la catedral Metropolitana, donde se exhiben en una urna de cristal. Su nombre en asociación con la bandera nacional, fue conservado durante mucho tiempo en una estrofa de la letra original del Himno Nacional de México, la cual fue suprimida en 1943. Paradójicamente, el sable que utilizó Iturbide durante el desfile de entrada del Ejército Trigarante a Ciudad de México, fue colocado en el salón del Congreso junto con los nombres escritos en letras de oro de los insurgentes a quienes había combatido.

## Biografía
Nació el 27 de septiembre de 1783 en Valladolid —ciudad que corresponde a la moderna Morelia—, capital del estado de Michoacán, México. Sus padres fueron José Joaquín de Iturbide y Arregui, nacido en 1742 en la ciudad de Peralta, Navarra, y María Josefa de Arámburu y Carrillo de Figueroa, originaria también de Valladolid, Michoacán.  Los Aramburu eran originarios de Oyarzun, Guipúzcoa. Ingresó en el Seminario Tridentino para estudiar gramática latina, pero abandonó los estudios cuando tenía quince años de edad, para enrolarse en el ejército.
En 1800, se integró en el servicio militar como alférez del regimiento provincial de Valladolid, el cual estaba bajo el mando del conde de Rul. El 27 de febrero de 1805, contrajo matrimonio con Ana María Josefa Huarte y Muñiz, hija de Isidro Huarte, también español peninsular, intendente provincial del distrito y a la vez nieta del marqués de Altamira. Josefa Huarte, con la dote recibida de cien mil pesos, compró la hacienda de Apeo en Maravatío.

## Trayectoria

### Militar realista

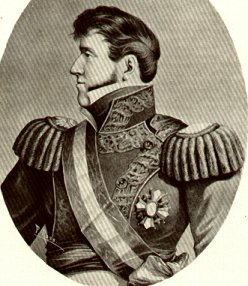
Grabado del basado en un retrato al óleo de Agustín de Iturbide

Durante la crisis política de 1808 en México, Iturbide simpatizó con el movimiento golpista encabezado por Gabriel de Yermo. En 1809, con el grado de teniente, fue partícipe en la represión de la Conjura de Valladolid, que encabezaron los conspiradores José Mariano Michelena y José María García Obeso. En octubre de 1810, durante la toma de Valladolid, se negó a colaborar en el alzamiento independentista de Miguel Hidalgo y Costilla, quien le había ofrecido el rango de teniente general. Ante el avance de los insurgentes, decidió huir a la Ciudad de México. Tiempo después, participó en la batalla del Monte de las Cruces, bajo las órdenes de Torcuato Trujillo. Su actuación fue premiada por el virrey Francisco Xavier Venegas, quien lo nombró capitán de la compañía de Huichapan del batallón de Toluca. Su trayectoria se distinguió por sofocar varias insurrecciones de rebeldes que luchaban por la independencia de México. En 1811, fue destinado al sur del país, donde combatió contra las guerrillas independentistas de Albino García Ramos, a quien capturó en 1812, y de Ramón López Rayón, a quien derrotó en el Puente de Salvatierra en 1813. Ese año, recibió los despachos de coronel, y continuó combatiendo contra los independentistas como comandante general de la provincia de Guanajuato.
En 1815, derrotó a José María Morelos, pero fue vencido en Cóporo por Ignacio López Rayón. Sus logros le valieron el ascenso a coronel. El cura de Guanajuato, Antonio Labarrieta, acusó a Iturbide de haber destruido y monopolizado el comercio de la localidad, y de detener los convoyes y acaparar la venta de lana, azúcar, aceite y cigarros, fingiendo expediciones del real servicio. Las denuncias acumuladas en su contra, sumadas a nuevas protestas de los comerciantes de Guanajuato, llevaron al virrey Félix María Calleja a destituirlo en 1816, acusado de malversación de fondos y abuso de autoridad. Aunque fue absuelto por mediación del auditor de guerra real, no regresó al mando de su ejército, sino que se retiró a sus propiedades en Michoacán. Al año siguiente, se estableció en la Ciudad de México, en donde estuvo inactivo.
Según Zárate, según lo registrado en el libro Historia de México, del historiador Lucas Alamán, cuando Iturbide fue vencido en Cóporo se lamentó con el capitán Vicente Filisola por el derramamiento de sangre, y expresó que la independencia se podría lograr con suma facilidad realizando un pacto entre los insurgentes y las tropas del rey, pero consideraba que era necesario «"exterminar a los primeros", por el gran desorden que los distinguía y después poner en planta un plan regular».

### La conspiración de la Profesa
El triunfo de la revolución liberal de Rafael de Riego en España en 1820 desencadenó en Nueva España varios temores: por un lado, los sectores conservadores deseaban evitar la aplicación de las medidas radicales que estaban impulsando los diputados en las Cortes de Madrid; por el otro, los liberales novohispanos quisieron aprovechar el restablecimiento de la constitución liberal española de 1812 para obtener la autonomía del virreinato. Los conservadores, conformados por la clase aristócrata y el clero, comenzaron a reunirse en el Oratorio de San Felipe Neri. A dichas reuniones se les conoce como la Conspiración de la Profesa y fueron dirigidas por el canónigo Matías de Monteagudo. Por ser de índole secreta, no se conocen con certeza los nombres de todos los participantes. Sin embargo, algunos de ellos habían colaborado en el golpe de Estado durante la crisis política de 1808 en México, con el objetivo de desconocer a la constitución liberal y mantener la vigencia de las leyes viejas para gobernar la colonia.
Se trazaron diversos planes durante el desarrollo de los acontecimientos que ocurrieron en la metrópoli. El último consistió en proclamar la independencia de Nueva España para establecer una monarquía, la cual sería dirigida por un infante de España. Para realizar este propósito, se requería un jefe militar de prestigio en el ejército y que mereciese la confianza absoluta de los conservadores. De esta manera, los participantes de dichas reuniones convencieron al virrey Juan Ruiz de Apodaca para que designara a Iturbide comandante general del Sur. El 9 de noviembre de 1820, con motivo de la renuncia del comandante en funciones, Gabriel Armijo, el virrey mandó llamar a Iturbide para sustituirlo. El 13 de noviembre, le fue otorgado el cargo. El día 15, un día antes de salir hacia el sur, el nuevo comandante fue reiterado en el cargo, además solicitó el grado de brigadier y la asignación del antiguo regimiento de Celaya, lo cual le fue concedido.

Así, pues, mi amado y respetado general, me tomo la libertad de rogarle particularmente con el mayor encarecimiento, que se digne poner á mis órdenes toda la tropa que le he pedido para esta campaña. Un esfuerzo de V.E. hecho en el momento, es el que va á decidir de la acción. Lo espero con la mayor confianza, porque V.E. no puede dejar de conocer con su perspicacia y ojo militar, que la oportunidad perdida en la guerra suele ser la desgracia de un reino, y que esta oportunidad muchas veces no es de un mes ni de un día, sino acaso de un segundo. Ejecutado el golpe que tengo meditado, las tropas podrán volver á sus demarcaciones respectivas, y si entretanto la capital (lo que Dios no permita) llamase la atención, volaré á su socorro lo mismo que á cualquiera otro punto de preferencia...
Carta de Agustín de Iturbide al virrey Apodaca del 19 de noviembre de 1820.

Mientras tanto, los liberales planeaban que el compadre de Iturbide, Juan Gómez Navarrete, recién elegido diputado a las Cortes, promoviera un Plan de Independencia en Madrid, que consistía en llamar a uno de los miembros de la familia real para gobernar México. Al mismo tiempo que esto ocurriera, Iturbide debía marchar al sur con sus tropas, supuestamente para combatir al general Vicente Guerrero, uno de los pocos dirigentes independentistas que quedaban, pero también para convencerlo de unirse a un nuevo plan que conciliaba tanto los intereses y posiciones de los liberales como de los conservadores.

### Campaña contra Guerrero y Ascencio
La Comandancia General del Sur abarcaba desde los distritos de Taxco e Iguala hasta la costa del océano Pacífico. Los soldados realistas controlaban la zona norte, que comprendía Zacualpan, Cuernavaca y Cuautla; la zona poniente, bajo el mando del coronel Ráfols (Tejupilco, Sultepec y Temascaltepec); la zona oriente, bajo el mando del teniente coronel Miota (Ometepec, Tlapa y la Mixteca Alta); y el curso del río Mezcala, desde la confluencia del Cutzamala hasta la desembocadura en el océano, a cargo del teniente coronel Juan Isidro Marrón. El resto de la tropa, que había sido comandada por Armijo, se encontraba en Acapulco, Tixtla, Chilapa, Teloloapan y otros pequeños pueblos. Por su parte, Pedro Ascencio (segundo de Guerrero) se encontraba en la Ajuchitlán y las montañas de la Coronilla.
Quinientos diecisiete hombres del antiguo regimiento de Celaya, mandados por el capitán Francisco Quintanilla, se concentraron en Acámbaro y partieron hacia Teloloapan para quedar a disposición de Iturbide en el mes de diciembre de 1820. Otro contingente de doscientos hombres del batallón de Murcia se reunió con el comandante en Tejupilco. Iturbide se entrevistó con Quintanilla y le confió el borrador de lo que sería el Plan de Iguala. A pesar de ser contrario a las órdenes con las que había salido de la capital, Quintanilla decidió apoyarlo al igual que los capitanes Manuel Díaz de Lamadrid y José María González. El cuerpo de caballería de Frontera, al mando del coronel Epitacio Sánchez, que también había combatido en el Bajío, se unió a las fuerzas realistas. Para el 21 de diciembre, un total de 2500 efectivos formaban la tropa principal.
El 22 de diciembre, el teniente coronel Carlos Moya, con un grupo de cuatrocientos hombres, persiguió a las fuerzas comandadas por Vicente Guerrero en la sierra de Jaliaca. Al mismo tiempo, el coronel José Antonio de Echávarri persiguió a las fuerzas del insurgente Pedro Ascencio. Dos cuerpos de tropas realistas partieron del Fuerte de San Diego y se colocaron en las cercanías de Mezcala para cortar la comunicación de las fuerzas de los insurgentes.
Pedro Ascencio, con un grupo de ochocientos hombres, venció a la retaguardia de Iturbide cerca de Tlatlaya el 28 de diciembre de 1820. En consecuencia, murieron ciento ocho soldados realistas, entre los que se encontraba el capitán José María González. La acción oportuna del capitán Quintanilla, al mando de los granaderos de la Corona y de los dragones de España, permitió que Iturbide se replegara a Teololapan. Para apoyar a la tropa, el virrey envió 35 000 pesos reunidos por la Audiencia de México y 25 000 pesos enviados por el obispo de Guadalajara, Juan Ruiz de Cabañas.
Cinco días más tarde, el 2 de enero de 1821, el propio Guerrero con cuatrocientos hombres venció a una columna subalterna al mando de Carlos Moya en la batalla de Zapotepec, cerca de Chilpancingo. Cuando Iturbide se percató de que los insurgentes tenían la ventaja de conocer mejor el terreno y que vencerlos podría llevarle largo tiempo, decidió adelantar el plan que había dado a conocer a sus capitanes, y envió a Vicente Guerrero una carta el 10 de enero, en la cual le proponía una alianza.

... Sin andar con préambulos, que no son el caso, hablaré con franqueza que es inseparable de mi carácter ingenuo. Soy interesado como el que más en el bien de esta Nueva España, país en que como Ud. sabe he nacido, y debo procurar por todos medios su felicidad. Ud. está en el caso de contribuir á ella de un modo muy particular, y es, cesando las hostilidades, y sugetándose con las tropas de su cargo á las órdenes del gobierno, en el concepto de que yo dejaré á Ud. el mando de su fuerza, y aun le proporcionaré algunos auxilios para la subsistencia de ella...
Carta de Agustín de Iturbide dirigida a Vicente Guerrero del 10 de enero de 1821.

En el documento informó a Guerrero que los antiguos insurgentes José Sixto Verduzco, Nicolás Bravo e Ignacio López Rayón habían sido liberados de su prisión; que diputados novohispanos habían partido a España para manifestar en el Congreso de la Península y ante Fernando VII el deseo de que alguno de los infantes —Carlos María Isidro de Borbón o Francisco de Paula de Borbón— gobernasen la Nueva España. Al mismo tiempo, le comentó que tenía fuerzas suficientes para vencerlo y que podía contar con mayores recursos militares, los cuales le serían enviados desde la capital.
Guerrero, que había rechazado una oferta de indulto con anterioridad, tomó con cautela la propuesta de Iturbide y le respondió, en una carta fechada el 20 de enero, que había percibido ciertas ideas de liberalismo. Explicó bajo su punto de vista, cómo los americanos se habían levantado en armas durante la cautividad de Fernando VII, en contra de los peninsulares para no subyugarse al designio de las Juntas españolas. Además, expresó la inconformidad que los insurgentes sintieron cuando se enteraron del trato inequitativo que se había dado a los diputados americanos en las Cortes de Cádiz y de la forma en que el virrey Francisco Xavier Venegas había rechazado sus propuestas.

Usted y todo hombre sensato, lejos de irritarse con mi rústico discurso, se gloriarán de mi resistencia; y sin faltar á la racionalidad, justicia y sensibilidad no podrán redargüir á estas mis reflexiones, supuesto que no tienen otros principios que la salvación de la patria, por la que Ud. se manifiesta interesado. Si ésta inflama á Ud., ¿qué, pues, le retarda para declararse por la más pura de todas las causas? Sepa Ud. distinguir, y no se confunda; defienda Ud. sus verdaderos derechos, y esto le labrará la corona más grande: entienda Ud. que yo no soy de aquellos que aspiran á dictar leyes, ni pretendo erigirme en tirano de mis semejantes; decídase Ud. por los verdaderos intereses de la nación, y entonces tendrá la satisfacción de verme militar á sus órdenes, y conocerá un hombre desprendido de la ambición, y que sólo aspira á sustraerse de la opresión, y no á elevarse sobre las ruinas de sus compatriotas...
Carta de Vicente Guerrero dirigida a Agustín de Iturbide, el 20 de enero de 1821.

Guerrero expresó el poco optimismo al respecto de los diputados que habían viajado a la península, y reiteró que la divisa de su causa era independencia y libertad. Puntualizó que no se amedrentaba ante las fuerzas militares y que todo lo que no fuera concerniente con la independencia, se disputaría en el campo de batalla.
El 25 de enero, Pedro Ascencio atacó a las tropas del coronel Ráfols en Totomaloya, obligando a los realistas a replegarse hacia Sultepec. El 27 de enero, el coronel realista Francisco Antonio Berdejo, con una fuerza de trescientos hombres, combatió a los insurgentes en las cercanías de Chichihualco en un lugar denominado el Espinazo o la Cueva del Diablo. Durante la escaramuza los realistas tuvieron cincuenta y un bajas, y se vieron forzados a retirarse cuando se les acabaron las municiones.

### Abrazo de Acatempan

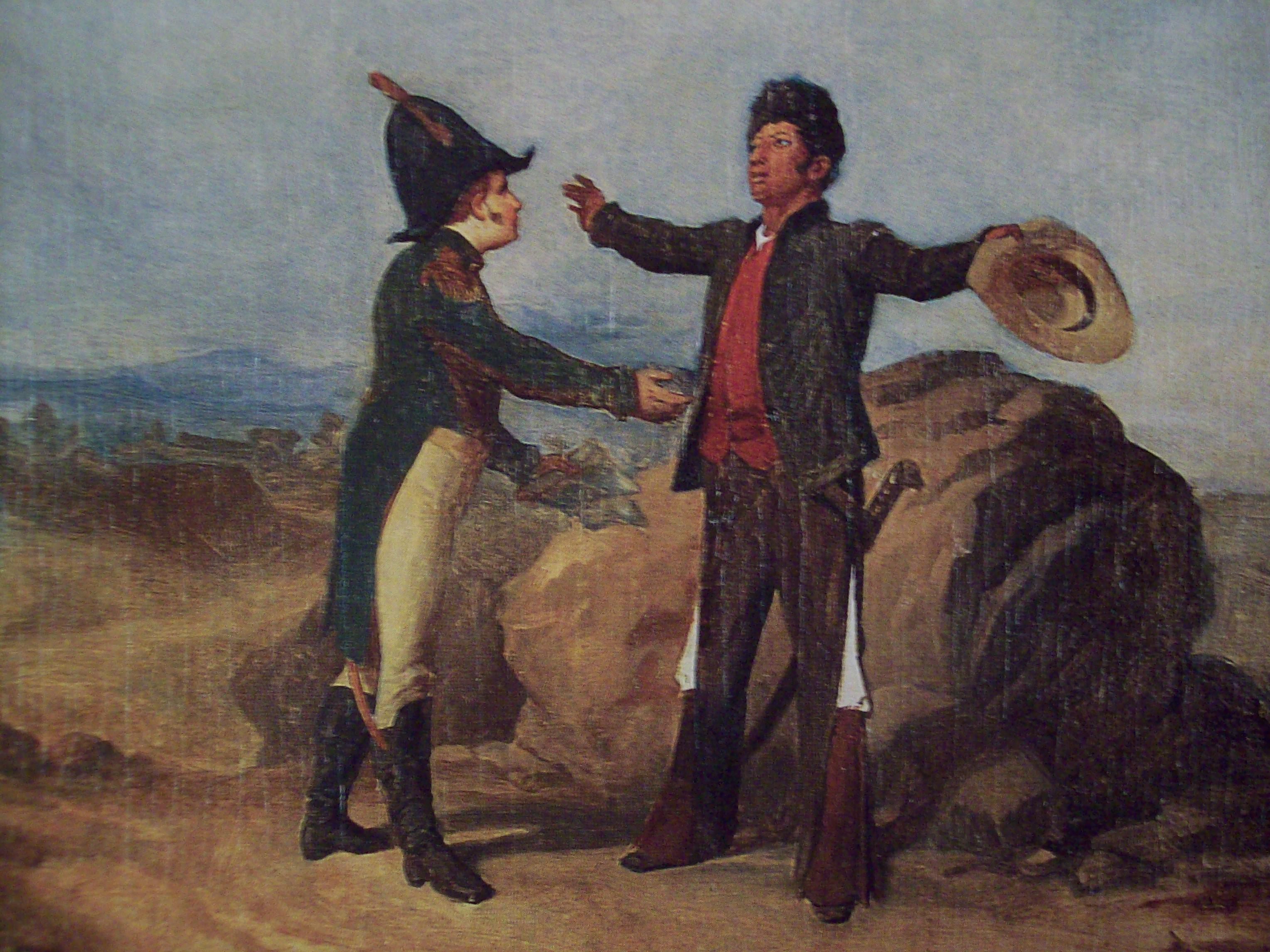
Vicente Guerrero y Agustín de Iturbide en el Abrazo de Acatempan (óleo sobre tela de 1870 de Román Sagredo, colección del Museo Nacional de Historia, INAH, México).

El 4 de febrero, desde Tepecuacuilco, Iturbide escribió una segunda carta a Guerrero en la que le propuso reunirse cerca de Chilpancingo para sellar un pacto de paz, enviando a Antonio Mier y Villagómez como su emisario. El 10 de febrero, de acuerdo a Lorenzo de Zavala, se efectuó una reunión en Acatempan en donde Guerrero e Iturbide, respaldados por sus tropas, se reunieron, conversaron y se abrazaron para sellar la paz. De acuerdo con Lucas Alamán, fue José Figueroa el comisionado por los insurgentes para reunirse con el comandante realista. A partir de entonces, las fuerzas militares de Guerrero se pusieron a las órdenes de Iturbide. Este último informó a Apodaca la noticia el 18 de febrero, quien la recibió con júbilo sin sospechar el desenlace.
El capitán Manuel Díaz de Lamadrid partió de Teloloapan con las órdenes de reunirse con el brigadier Pedro Celestino Negrete para solicitar su cooperación. El capitán Francisco Quintanilla salió hacia Valladolid y Guanajuato con la misma misión de contactar con el coronel Quintanar, con el coronel Anastasio Bustamante y con el teniente coronel Luis Cortázar. Por su parte, Iturbide se reunió en Sultepec con el teniente coronel Miguel Torres. En Veracruz, los diputados que estaban dispuestos a viajar al Congreso de España, se enteraron por Juan Gómez Navarrete —representante de Michoacán e íntimo amigo de Iturbide— del plan que se iba a proclamar, pero la mayor parte de ellos vio con desconfianza la noticia. El 13 de febrero, casi todos ellos se embarcaron en la fragata Pronta, a excepción de Zozaya, González Angulo y Cantarines, representantes de Guanajuato, Puebla y Oaxaca.

### Plan de Iguala

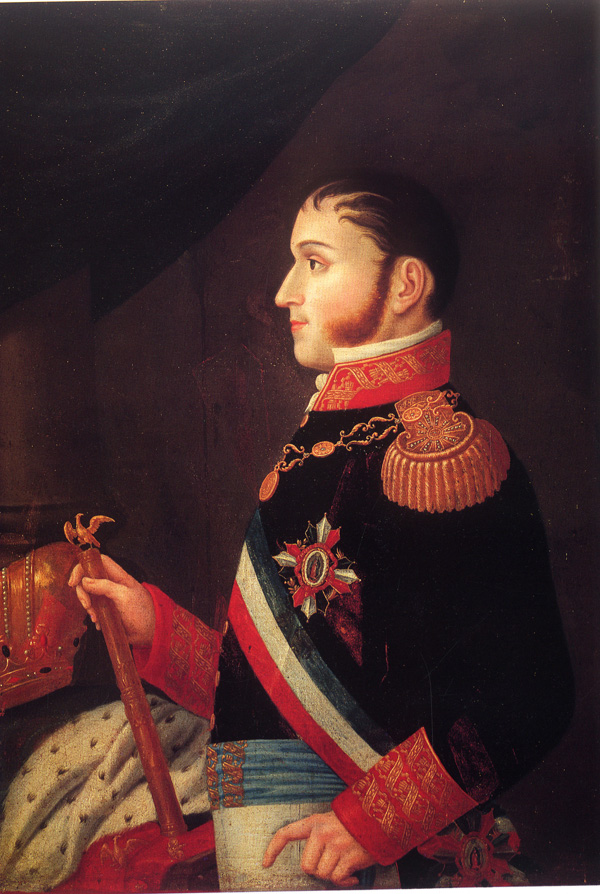
Agustín de Iturbide (retrato del, tomado del libro de Guadalupe Jiménez Codinach, México. Su tiempo de nacer. 1750-1821).

El 24 de febrero de 1821 se proclamó el Plan de Iguala, un programa político de veinticuatro puntos, cercano tanto a los tradicionalistas católicos como a los liberales. Entre los puntos más importantes se declaraba la independencia de Nueva España, se proponía un régimen monárquico moderado constitucional adecuado a la entidad cuyo trono era ofrecido a Fernando VII de España o a alguno de sus hermanos, así como la exclusividad de la religión católica «sin tolerancia de otra alguna». Iturbide envió el documento al virrey Apodaca, al arzobispo Pedro de Fonte, al canónigo Matías Monteagudo, a los oidores Isidro Yánez y José María Fagoaga, al síndico Juan Francisco Azcárate y Lezama, así como a otros personajes importantes de la capital. Propuso además formar la Junta Gubernativa tal y como lo señalaba el punto cinco del documento. En una carta particular dirigida a Apodaca, Iturbide le pidió presidir la Junta Gubernativa, le expuso que no creía que Fernando VII hubiese jurado voluntariamente la Constitución de Cádiz y que si el monarca o su familia accedían a gobernar Nueva España, se podría redactar una constitución moderada, la cual permitiría el fuero del clero y reintegraría las preeminencias de las que habían sido despojados los miembros de la Iglesia.
Para sostener el plan, se conformó el llamado Ejército Trigarante (religión, independencia y unión) que reunía a las tropas de Iturbide y de los insurgentes, y al que se irían uniendo poco a poco la mayoría de las demás guarniciones realistas del país. El 2 de marzo, Iturbide se reunió con sus oficiales en Celaya, se celebró una misa y se juró obediencia a la religión, a la independencia y a Fernando VII. En la capital, el 3 de marzo, el virrey Apodaca publicó una proclama para exhortar a los habitantes para no leer los planes seductores emanados del jefe rebelde, los cuales eran contrarios a la Constitución que se había jurado ocho meses antes. El mismo día, también el Ayuntamiento de México publicó una proclama dirigida a los habitantes para resistir los ataques e intrigas del servil despotismo, exhortándolos en nombre de la religión a permanecer fieles al rey, a la Constitución y a las autoridades legítimas. Los absolutistas que habían participado en la Conspiración de la Profesa, vieron con recelo que el Plan de Iguala desvanecía sus ilusiones y trastornaba sus planes; irritados, se unieron al gobierno en la tarea de reprimir a Iturbide.
El 14 de marzo, el virrey declaró que Iturbide estaba fuera de la protección de la ley, ofreció un indulto general a quienes hubiesen jurado el Plan de Iguala, siempre y cuando reiterasen su juramento de fidelidad a la Constitución y al rey. En Ciudad de México se formó el Ejército del Sur con una tropa de cinco mil hombres inicialmente bajo el mando del mariscal de campo Pascual de Liñán y del brigadier Javier de Gabriel. El coronel José Gabriel de Armijo fue nombrado nuevamente comandante general del Sur. A la milicia se unieron el batallón de Castilla del coronel Francisco Hevia, el batallón del Infante Carlos, parte de la caballería del regimiento del Príncipe y el coronel Juan Ráfols que se encontraba en Tejupilco.

### Campaña del Ejército Trigarante
El panorama de las fuerzas realistas fieles al virrey desplegadas en Nueva España no era halagüeño para el Ejército Trigarante. En La Mixteca se encontraba el coronel Samaniego; en Oaxaca el coronel Manuel de Obeso; en San Luis Potosí la caballería de fieles bajo el mando del coronel Zarzosa; en Puebla el batallón Extremadura; en las Provincias Internas de Oriente el brigadier Joaquín Arredondo; en las Provincias Internas de Occidente el mariscal de campo Alejo García Conde; en Durango el brigadier Diego García Conde; en Nueva Galicia el mariscal José de la Cruz; el Batallón Navarra en Zacatecas; en Michoacán el teniente coronel Manuel Rodríguez de Cela; en Querétaro y la Sierra Gorda el brigadier Luaces; en Orizaba y Córdoba el coronel Francisco Hevia; en la costa de sotavento cubriendo Alvarado, Tlacotalpan y la sierra de Tuxtepec el capitán de fragata Juan Bautista Topete; en la costa de barlovento el capitán Antonio López de Santa Anna; en Tampico y la Huasteca potosina el capitán Carlos María Llorente; en Jalapa y Perote se encontraban los regimientos de Tlaxcala, dragones de España y la columna de granaderos mandadas por los coroneles Calderón, Juan Horbegoso y Agustín de la Viña, respectivamente.
El 16 de marzo, Iturbide envió dos cartas: la primera iba dirigida a Fernando VII notificándole los acontecimientos recientes e invitándolo a Nueva España para asumir el trono; la segunda se dirigía a las Cortes españolas. En la misiva hacía patente su desdén por Hidalgo, los insurgentes y los acontecimientos bélicos que se habían desarrollado, pero advertía estar al frente de un ejército organizado, el cual defendería la independencia de la colonia y conminaba a los diputados a permitir la separación pacífica de América para evitar un nuevo derramamiento de sangre.
Durante los primeros días las condiciones para Iturbide no fueron del todo favorables. El teniente coronel realista Francisco Rionda retomó la plaza de Acapulco. El teniente coronel Vicente Marmolejo, que se encontraba bajo sus órdenes, defeccionó en Cuernavaca al igual que los tenientes coroneles Tomás Cajigal en Taxco y Martín Almela en Temalaca, y el general Pascual Liñán en San Antonio. El primer avance lo realizó el coronel Márquez Donayo hacia Cuernavaca y Temixco, obligando al propio Iturbide a replegarse a Teloloapan. En contraste, el teniente Celso de Iruela —que había militado en el regimiento de Celaya— se proclamó a favor del Plan de Iguala en Perote, obligando al comandante Agustín de la Viña a parapetarse en la Fortaleza de San Carlos. Muy pronto el teniente coronel José Joaquín de Herrera se incorporó con ochocientos hombres a los trigarantes para dirigirse a Tepeyehualco y San Juan de los Llanos. El 23 de marzo, el cura José Rincón marchó desde Jalapa para tomar la plaza de Orizaba. En el lugar se hallaba Antonio López de Santa Anna, quien pudo repeler el ataque del día 25, pero el día 29 Herrera llegó a la plaza. Santa Anna no tuvo más alternativa que adherirse al Plan de Iguala. En Izúcar, el antiguo insurgente Nicolás Bravo había rechazado una primera invitación para unirse al movimiento, pues desconfiaba de Iturbide. No obstante, fue visitado por el comisionado Mier y Villagómez, quien lo convenció. Bravo reunió una fuerza de quinientos hombres y se dirigió a Chilpancingo y Tixtla.
En la zona de El Bajío, los coroneles Anastasio Bustamante y Luis Cortázar secundaron el Plan de Iguala. Juntos avanzaron a Salvatierra, Celaya y Guanajuato. En este lugar, Bustamante ordenó descender los cráneos de Hidalgo, Allende, Aldama y Jiménez que se exhibían dentro de jaulas en las esquinas de la Alhóndiga de Granaditas de manera siniestra desde 1811. Al unirse la compañía de ligeros de Querétaro y los dragones de Sierra Gorda, el contingente avanzó hacia Salamanca, Irapuato, Silao, León y San Miguel el Grande logrando reunir a 6000 efectivos. El 29 de marzo, Apodaca pidió inútilmente a la tropa desertar a la bandera alzada por Iturbide. El sargento mayor Juan Domínguez, acantonado en Apatzingán, y el teniente coronel Miguel Barragánen en Ario, se unieron a los planes independentistas y avanzaron hacia Pátzcuaro. Los capitanes Vicente Filisola y Juan José Codallos se pronunciaron a favor de Iturbide en la villa de Tuzantla. Iturbide se dirigió a El Bajío, no sin antes ordenar a Echávarri y Guerrero defender la zona sur en las cercanías de Mezcala para posteriormente recuperar el puerto de Acapulco. Ramón López Rayón se unió a Iturbide en Cutzamala, quien le dio órdenes para dirigirse al cerro de Cóporo en Zitácuaro. En Acámbaro, el primer jefe Iturbide se reunió con Bustamante y Cortázar.
El mariscal de campo realista Pascual de Liñán se mantuvo a la expectativa en la hacienda de San Antonio durante el mes de marzo. A principios de abril, los comandantes realistas Márquez Donayo y Gabriel de Armijo realizaron un avance hacia Zacualpan con la finalidad de confrontar a Pedro Ascencio. Las fuerzas realistas fueron vencidas en la sierra de Sultepec el 9 y 10 de abril. Un segundo intento desde Ixtlahuaca, comandado por Francisco Salazar a la cabeza de trescientos realistas, fue nuevamente repelido. El 14 de abril en Lerma, el capitán Ignacio Inclán se pronunció a favor de la independencia y atacó la retaguardia de los realistas, pero fue derrotado. José Joaquín de Herrera se dirigió a Puebla en donde se enfrentó a los realistas del general Ciriaco del Llano que eran dirigidos por el teniente coronel Zarzosa. Como resultado, varios integrantes de la tropa realista defeccionaron y se unieron a Herrera. Zarzosa tuvo que replegarse a la ciudad de Puebla con un puñado de hombres. Herrera avanzó a Chalchicomula y Tepeaca. El coronel realista Hevia inició la persecución de Nicolás Bravo quien se había dirigido a Huejotzingo. Desde esa plaza los independentistas fingieron tomar posición para realizar un ataque sobre Puebla. El engaño resultó un éxito, pues Hevia se vio forzado a regresar a Izúcar. De esta manera, Bravo avanzó a Tlaxcala y Huamantla. El 20 de abril, el insurgente Guadalupe Victoria, quien había permanecido refugiado en la «Cueva de la Tía Chana», se reunió con Santa Anna emitiendo un manifiesto, y sus antiguos compañeros lo secundaron.
Hevia envió a 1400 hombres dirigidos por Ciriaco del Llano para combatir a las fuerzas de José Joaquín de Herrera en Tepeaca. Nicolás Bravo partió en su ayuda, llegando a la zona el 21 de abril. Después de tres días de sitio, con bajas por ambas partes, los trigarantes dejaron la plaza. El 25 de abril, Antonio López de Santa Anna se dirigió a Alvarado en donde venció a los realistas al mando del capitán Juan Bautista Topete, a quien Santa Anna permitió retirarse a Veracruz. Las fuerzas de Herrera se trasladaron a Córdoba y fueron perseguidas por Hevia, quien sitió la plaza el 15 de mayo. El asalto fue dirigido por el propio comandante Hevia, quien cayó muerto en la acción. El teniente coronel Blas del Castillo y Luna continuó el ataque, pero fue rechazado por los oficiales Francisco de la Llave y José Velázquez. Las acciones militares de los realistas prosiguieron hasta el día 18 sin lograr el éxito. El día 19 Santa Anna llegó en ayuda de los independentistas para romper el sitio con una fuerza de 300 hombres de infantería y 250 hombres de caballería. Los hombres de Blas del Castillo resistieron el embate. El día 20 los realistas pidieron una tregua pero reiniciaron el ataque por la noche. El tiroteo cesó en la madrugada del día 21. Los asaltantes abandonaron sus posiciones y fueron perseguidos por la caballería hasta Orizaba.
El 1 de mayo, el primer jefe del Ejército Trigarante se encontraba en León y decidió ponerse en marcha hacia la capital de Nueva Galicia para entrevistarse con el mariscal realista José de la Cruz. Iturbide, acompañado de Bustamante, se reunió con José de la Cruz y Pedro Celestino Negrete el 6 de mayo en Yurécuaro. Pidió a De la Cruz que intentara convencer al virrey la aceptación del Plan de Iguala, ofreciendo por su parte el cese inmediato de hostilidades. De la Cruz aceptó enviar la oferta al virrey, regresó a Guadalajara y comisionó al teniente coronel Yandiola para viajar a Ciudad de México con las proposiciones de Iturbide. El virrey rechazó con furia la propuesta. Mientras tanto, el jefe máximo del Ejército Trigarante se dirigió a la plaza de Valladolid, la cual estaba resguardada por el coronel Quintanar, quien contaba con 1600 hombres y 45 piezas de artillería. El 12 de mayo la caballería del Trigarante avanzó a Huaniqueo mientras que la infantería se estableció en Chucándiro junto al Lago de Cuitzeo. Los días 13 y 14, Iturbide envió cartas a Quintanar y al Ayuntamiento en las que pedía la adhesión al Plan de Iguala. La primera reacción de los realistas fue negativa. Sin embargo, al igual que en otras ocasiones, parte de la tropa desertó. Juan José Andrade, con una gran parte del regimiento de dragones de Nueva Galicia, se sumó a las fuerzas sitiadoras. El día 18 la ciudad fue rodeada por los trigarantes. Ante este panorama, Quintanar optó por capitular. La ciudad fue tomada sin dispararse un solo tiro.
En Ixmiquilpan, el doctor José Antonio Magos proclamó el Plan de Iguala y un grupo numeroso de habitantes armados lo secundó. Sin embargo, el 23 de mayo el coronel realista José María Novoa atacó este nuevo levantamiento. Los realistas provocaron 60 bajas a los independentistas y dispersaron al grupo. En el sur, el coronel trigarante Juan Álvarez había mantenido sitiado Acapulco. El comandante realista Márquez Donayo se había dirigido al puerto, pero recibió órdenes directas del virrey para reunirse con Cristóbal Húber en Tixtla, quien se encontraba combatiendo a las fuerzas de Pedro Ascencio. El 3 de junio, en las proximidades de Tetecala, las fuerzas realistas obtuvieron la victoria. Ascencio murió en combate, su cabeza fue degollada y posteriormente enviada a Cuernavaca para ser expuesta a la población como un trofeo.
En la Ciudad de México, la noticia fue recibida con alegría, pero durante los primeros días de junio, más de doscientos hombres de las guardias de San Lázaro, Candelaria y Belén desertaron y se marcharon para unirse a los trigarantes. En respuesta, el virrey declaró el alistamiento forzoso de todos los varones que tuviesen entre 16 y 50 años de edad. El 13 de junio en Guadalajara, la división de Pedro Celestino Negrete se proclamó a favor de la independencia al igual que el coronel José Antonio Andrade. José de la Cruz tuvo que huir de la capital en dirección de Zacatecas para unirse a las tropas realistas de Hermenegildo Revueltas, mientras que el día 14 en la capital de Nueva Galicia, la diputación provincial, el cabildo eclesiástico y el tribunal del Consulado juraron el Plan de Iguala. El arzobispo celebró una misa y se cantó el Te Deum.
Por su parte, José de la Cruz se dirigió a Durango. En Saín Alto el batallón mixto de Zacatecas, al mando de José María Borrego, defeccionó y regresó a su plaza en donde se proclamó el Plan de Iguala. El resto de las tropas de De la Cruz llegaron a Durango el 4 de julio, en donde fueron bien recibidas por el obispo Juan Francisco Castañiza, quien era contrario al plan de Iturbide. Por otra parte, el 6 de julio, Negrete entró en la ciudad de Aguascalientes en donde la independencia fue aclamada. En San Juan del Río, la guarnición realista, compuesta por 1100 efectivos, comenzó a desertar de forma masiva. De esta forma, el coronel Novoa, al mando de la plaza con solo 400 hombres fieles al virrey, decidió capitular el 7 de junio. Iturbide se dirigió a la plaza con una escolta de treinta hombres dirigida por Mariano Paredes. Fueron atacados sin éxito en la barranca de Arroyo Hondo, cerca de El Pueblito (Querétaro), por una tropa de 400 realistas comandada por el teniente coronel Froilán Bocinos, quienes sufrieron más de cuarenta bajas. Esta defensa militar estuvo primordialmente a cargo del capitán Mariano Paredes, por lo que Iturbide le otorgó un escudo con el lema de treinta contra cuatrocientos.
Guadalupe Victoria se entrevistó con Iturbide en San Juan del Río. De acuerdo a Lucas Alamán, el antiguo insurgente propuso al jefe máximo adoptar un gobierno republicano sin llamar a Fernando VII o cualquier otro Borbón. A cambio, recomendó llamar a algún antiguo insurgente que fuese soltero y que no hubiese sido indultado, el cual se casaría con alguna india guatemalteca para formar con ambos países una sola nación. Guadalupe Victoria era el único que reunía dichas características. De acuerdo a Vicente Rocafuerte, en la entrevista el antiguo insurgente mostró algunos apuntes y pidió corregir el Plan de Iguala para adaptar un sistema de monarquía moderada. Las dos versiones coinciden en una negativa por parte de Iturbide, incluso, con una respuesta del jefe máximo basada en el refrán «si con atolito va sanando, atolito vámosle dando». La relación entre ambos personajes fue de apoyo para la independencia, pero con mutuo recelo personal.
El 10 de junio, el brigadier realista Luaces se encontraba en Querétaro con una fuerza de 650 hombres. El día 15, 800 hombres al mando del teniente coronel Pedro Pérez de San Julián y del teniente coronel Bracho partieron desde San Luis Potosí con dirección a San Luis de la Paz con órdenes de apoyar la plaza. Iturbide giró órdenes a José Antonio de Echevárri para interceptar al contingente realista, a quien además se unieron las fuerzas del coronel Arlegui de Chichimequillas, del teniente coronel Gaspar López de San Miguel el Grande y de Juan José Codallos de San Juan del Río. El día 20, en las inmediaciones de San Luis de la Paz, Echávarri se reunió con los realistas para entablar un diálogo de paz. Mientras tanto, nuevas tropas trigarantes, al mando de los coroneles Moctezuma, Anastasio Bustamante y Juan Domínguez, llegaron a la plaza. El día 23, San Julián y Bracho depusieron las armas en San Luis de la Paz. Las fuerzas del Trigarante sumaban 10 000 hombres en la zona. Cuando el brigadier Luaces se enteró de que no recibiría refuerzos, decidió atrincherarse en el convento de la Cruz de Querétaro, pero el día 27 se rindió sin ofrecer resistencia. En ese lugar, Iturbide decidió eximir el impuesto de alcabala a los indígenas.
El jefe máximo del Trigarante ordenó a Vicente Filisola dirigirse al Valle de Toluca. La zona estaba resguardada desde Lerma por el coronel realista Ángel Díaz del Castillo, quien al tener conocimiento del avance emprendió su marcha a la ciudad de Toluca con una tropa de 800 hombres. El 18 de junio los defensores fueron rodeados, y se entabló una batalla en la que murieron 300 realistas, entre ellos el mayor Ramón Puig, así como quince trigarantes.
En Perote, Antonio López de Santa Anna había mantenido sitiadas a las fuerzas realistas del comandante Agustín de la Viña en la Fortaleza de San Carlos. El día 11, el coronel realista Samaniego rompió el sitio obligando a Santa Anna a replegarse a La Hoya. José Joaquín de Herrera se reunió con Santa Anna, y ambos decidieron que el primero se dirigiría a Puebla y el segundo a Veracruz para cortar los suministros a las fuerzas realistas. El 29 de junio, Santa Anna sostuvo un combate de poca importancia en el baluarte de Santa Bárbara, que fue rechazado. El 4 de julio se trasladó a Casa Mata, en donde planeó tomar el baluarte de la Merced. El día 7 tomó por asalto los baluartes de Santa Lucía y Santa Bárbara. Alentado por el resultado, decidió marchar a la Escuela de Práctica de Artillería y al baluarte de Santiago, así como tomar el cuartel de Fijo defendido por el coronel José Rincón. Durante la batalla un fuerte aguacero cayó en la región: las municiones de los trigarantes se mojaron y en consecuencia la acción militar fue un desastre. Los soldados del realista García Dávila causaron más de cien bajas a los asaltantes. Santa Anna se vio forzado a replegarse a Córdoba, desde donde envió un expedición a Puente del Rey para cortar un posible avance de los realistas hacia Xalapa.
En la Ciudad de México, las noticias de las derrotas realistas provocaron indignación. Como resultado, se llevó a cabo una conjura para deponer al jefe político superior de Nueva España Juan Ruiz de Apodaca. El 5 de julio, fueron detenidos los coroneles Francisco Javier Llamas y Blas del Castillo y Luna, jefes del regimiento Órdenes Militares y del batallón Castilla. Estos cuerpos militares, que fueron aumentados en número rápidamente, rodearon el palacio virreinal. Las fuerzas conspiradoras dirigidas por el teniente coronel Francisco Buceli, así como los capitanes Lara, Llorente, Carballo y Béistegui, irrumpieron en el salón donde se encontraba reunido Apodaca con los jefes militares Liñán, Novella, Espinosa Tello y Sociats. Los amotinados pidieron la renuncia de Apodaca, a pesar de las protestas del mariscal Liñán, y después de discutir varias alternativas, el jefe superior político cedió el puesto a Francisco Novella. El nuevo jefe continuó el alistamiento forzoso y nombró comandante militar de México al coronel González del Campillo.
Entretanto, Nicolás Bravo había realizado una campaña por Zacatlán, Tulancingo, San Cristóbal y Pachuca, con una fuerza de 4000 hombres se reunió el 1 de julio con el ex insurgente Manuel Mier y Terán en Cholula. El objetivo era avanzar sobre la ciudad de Puebla. La plaza estaba resguardada por Ciriaco del Llano. Acudió en su ayuda el coronel José Morán, quien se desplazó desde San Martín Texmelucan. El 6 de julio, los sitiados realizaron un infructuoso avance contra los trigarantes, quienes aumentaron en número con el apoyo de José Joaquín de Herrera. El día 8 comenzaron las negociaciones de paz, pero fue hasta el 17 cuando finalmente se convino un armisticio. El coronel realista Epitacio Sánchez, procedente de Querétaro, avanzó con un grupo de caballería de 500 hombres hasta San Martín Texmelucan. Iturbide ordenó avanzar varias divisiones comandadas por Quintanar y Bustamante hacia Ciudad de México para comenzar a cercarla. Al mando del regimiento de Celaya, se desplazó desde Arroyo Zarco hacia Cuernavaca, en donde realizó una proclama a la población el 23 de julio:

«Ya no sufriréis el yugo de los opresores, cuyo lenguaje es el insulto, el artificio y la mentira, y cuya ley está cifrada en su ambición, venganzas y resentimientos. La Constitución española en la parte que no contradice á nuestro sistema de independencia, arregla provisionalmente nuestro gobierno, mientras que reunidos los diputados de nuestras provincias dictan y sancionan la forma que más convenga para nuestra felicidad social.«
Agustín de Iturbide, 23 de julio de 1821.

El jefe máximo del Trigarante se dirigió a Cholula el día 28. Ciriaco del Llano concertó la capitulación de Puebla a través de los coroneles Horbergoso y Samaniego. El 2 de agosto, Iturbide entró triunfalmente en Puebla, que era considerada la segunda ciudad en importancia de Nueva España. Fue bien recibido por el obispo Antonio Joaquín Pérez. Mier, Bravo y Herrera, que habían realizado la campaña militar, se vieron opacados ante los gritos de la población que decían: «¡Viva Agustín I!».
En Monterrey, el brigadier realista Joaquín Arredondo concentró sus fuerzas militares, y desde ahí ordenó traer el tesoro que se encontraba en Saltillo. Sin embargo, el tesorero se negó a obedecer. Arredondo encargó al capitán Nicolás del Moral para hacer cumplir la orden y arrestar al tesorero. En lugar de obedecer la orden realista, el 1 de julio al llegar a Saltillo, Del Moral proclamó el Plan de Iguala. El 3 de julio, Arredondo comprendió que la resistencia sería inútil, entregó el mando a Gaspar López y se marchó a Tampico, en donde se embarcó hacia La Habana.
En Oaxaca, el presbítero y antiguo insurgente José María Sánchez tomó las armas y se dirigió a Tehuacán, mientras que el teniente coronel Pedro Miguel Monzón ocupaba Teotitlán. El antiguo capitán realista Antonio de León se unió al Plan de Iguala, entró en Tezoatlán para avanzar de inmediato a Huajuapan, desde ahí entabló comunicación con el teniente coronel Antonio Aldao quien defendía la plaza de Yanhuitlán, al no convencer a este último, el lugar fue sitiado durante ocho días. El 14 de julio, el coronel realista Manuel de Obeso acudió en ayuda de los sitiados acercándose a Huitzo. El 17 de julio, León realizó un ataque infructuoso a esta plaza, no obstante logró a cambio la capitulación de Yanhuitlán. El 25 de julio, con un numeroso contingente de mixtecos y doscientos cincuenta hombres de caballería dirigidos por Francisco Miranda, emprendió un nuevo ataque contra el destacamento que había quedado en Huitzeo, el cual finalmente fue arrollado. Obeso se encontraba en Etla, ahí fue atacado por fuego de artillería durante más de tres horas, después de las cuales solicitó parlamento y rendición. De esta forma, el 30 de julio, los trigarantes y el grupo de mixtecos entraron sin resistencia a la ciudad de Oaxaca. Poco después, la independencia fue proclamada en Villa Alta por Nicolás Fernández del Campo y en la Costa Chica por el teniente coronel Reguera.

### Tratados de Córdoba

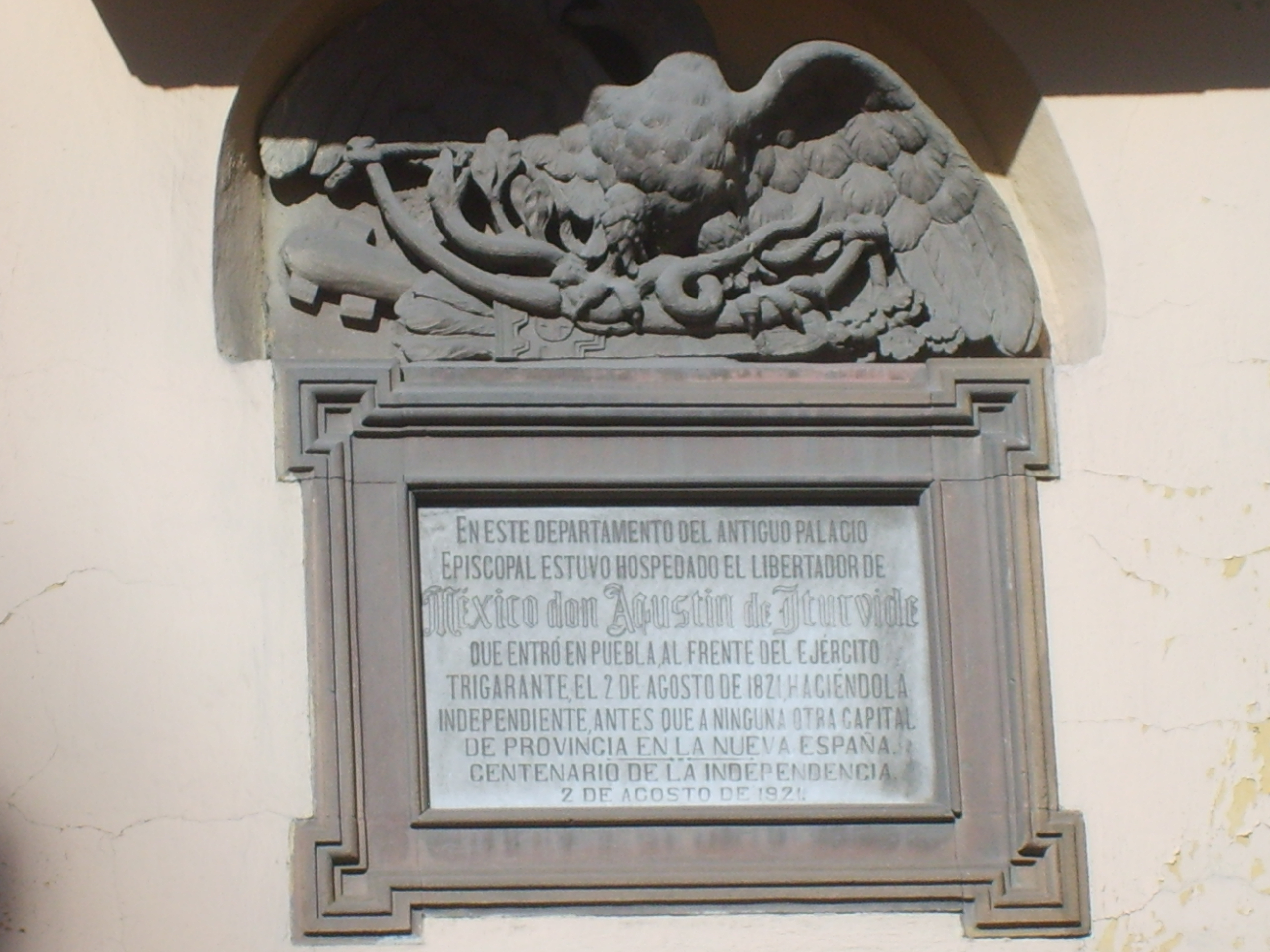
Placa conmemorativa de la llegada de Iturbide y el Ejército Trigarante a Puebla (2 de agosto de 1821)

Durante su estancia en Puebla, Iturbide fue notificado del desembarco en San Juan de Ulúa de Juan de O'Donojú. El recién nombrado capitán general y jefe político superior de Nueva España, había salido de Cádiz el 30 de mayo en el navío Asia acompañado de un convoy de tropas destinadas a Puerto Cabello, lugar en donde había hecho escala previamente. O'Donojú había conspirado contra el primer régimen absolutista de Fernando VII. En 1821, fue jefe de armas en Sevilla y acaudilló el movimiento para la restauración constitucional. Una vez restablecida la Constitución fue nombrado jefe político de Sevilla, poco después fue recomendado por los diputados novohispanos —especialmente por Miguel Ramos Arizpe— para sustituir a Juan Ruiz de Apodaca.

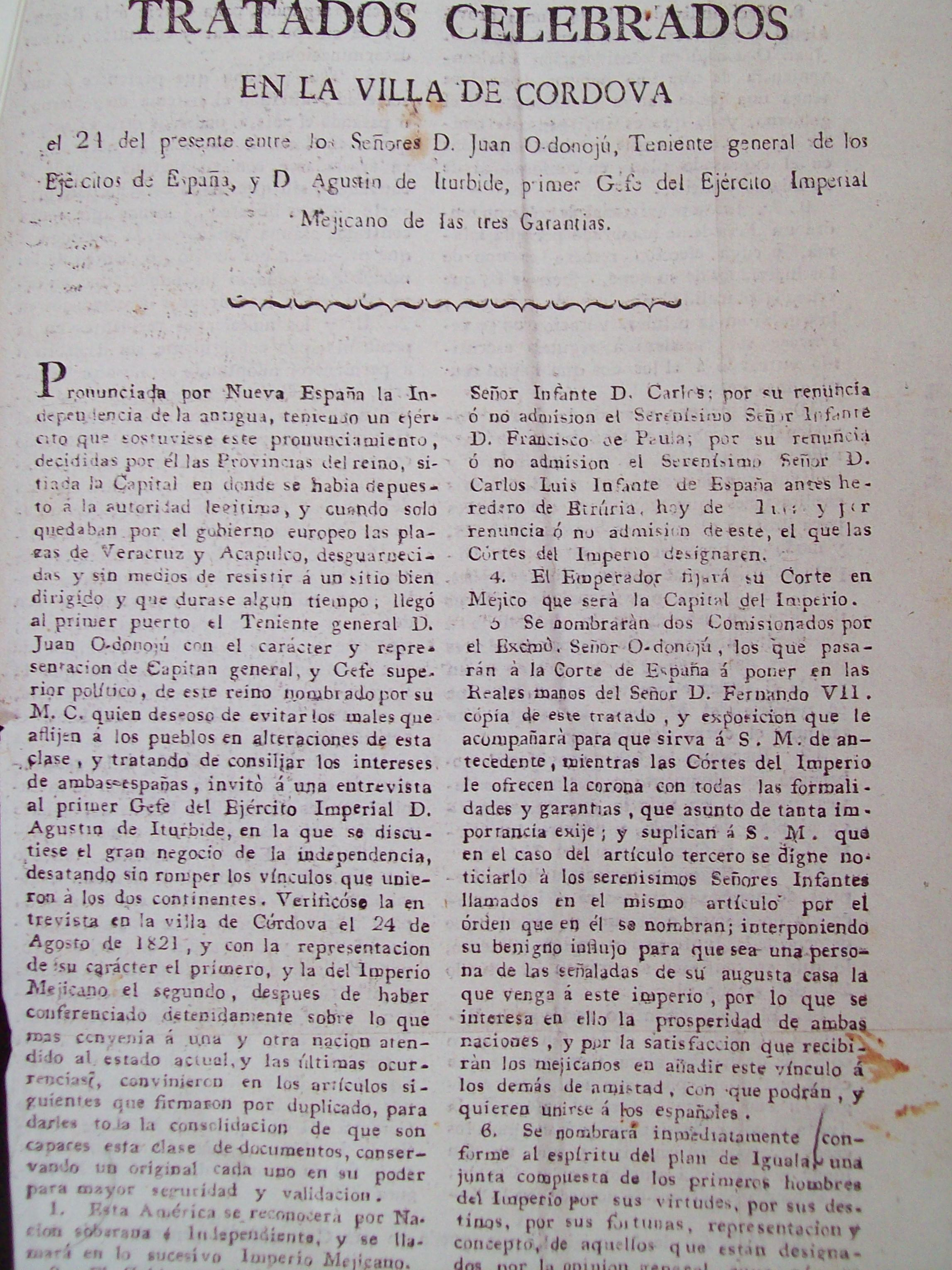
Versión impresa de los Tratados de Córdoba, firmados el 24 de agosto de 1821 (Archivo General de la Nación de México)

El 3 de agosto, O'Donojú pasó a la ciudad de Veracruz, en donde tomó posesión de su cargo y se le rindieron los honores por parte del general García Dávila. En su discurso dejó muy en claro ser un liberal de claras y rectas intenciones para el país. De inmediato se le confirmó que a excepción de la Ciudad de México, Veracruz, Durango, Chihuahua, Acapulco y la fortaleza de San Carlos de Perote, el resto de la Nueva España se encontraba libre del dominio español. Ese mismo día, dirigió una proclama a los habitantes en la que reiteraba la rectitud de sus intenciones, increpaba la precipitación del movimiento que se había adelantado a la resolución de las Cortes y pedía que se le aceptase a prueba su mando, señalando estar dispuesto a renunciar si el pueblo elegía a otro jefe.
O´Donojú giró instrucciones para detener las hostilidades por parte de los realistas. El día 5 de agosto, envió al teniente coronel Gual y al capitán Pedro Pablo Vélez con dos cartas dirigidas a Iturbide, en las cuales confirmaba estar enterado de la situación que imperaba en la provincia, manifestándole además el deseo de reunirse para dialogar. El día 11, Iturbide envió la respuesta afirmativa a O'Donojú. El lugar del encuentro sería Córdoba para lo cual dispuso que una escolta acompañara al recién llegado. Por otra parte se dirigió a Texcoco, desde donde envió un comunicado a Novella así como las proclamas publicadas por O'Donojú. Novella solicitó un armisticio y permiso de enviar al coronel Castro, al teniente Castillo y Luna y al capitán Carballo para encontrarse con O'Donojú. Iturbide negó el permiso y de inmediato se dirigió a Córdoba, lugar al que llegó la noche del 23 de agosto.
El 24 de agosto de 1821 Iturbide se reunió con O'Donojú. Después de oír misa, se firmaron los Tratados de Córdoba. Entre los artículos principales destacan:
I. Esta América se reconocerá por nación soberana e independiente, y se llamará en lo sucesivo «Imperio Mexicano».
II. El gobierno del Imperio será monárquico constitucional moderado.
III. Será llamado a reinar en el Imperio mexicano (previo juramento que designa el artículo 4.º del plan), en primer lugar el señor don Fernando VII, rey católico de España; y por su renuncia o no admisión, su hermano el serenísimo señor infante don Carlos; por su renuncia o no admisión, el serenísimo señor infante don Francisco de Paula; por su renuncia o no admisión, el serenísimo señor don Carlos Luis de Borbón Parma, infante de España, antes heredero de Etruria, hoy de Lucca; y por renuncia o no admisión de este, el que las Cortes del Imperio designen.
VI. Se nombrará inmediatamente, conforme al espíritu del Plan de Iguala, una junta compuesta de los primeros hombres del Imperio por sus virtudes, por sus destinos, por sus fortunas, representación y concepto, de aquellos que estén designados por la opinión general, cuyo número sea bastante considerable para la reunión de luces asegure el acierto en sus determinaciones, que serán emanaciones de la autoridad y facultades que les conceden los artículos (del propio Tratado).
VII. La junta de que trata el artículo anterior, se llamará Junta Provisional Gubernativa.
XII. Instalada la Junta Provisional gobernará interinamente conforme a las leyes vigentes en todo lo que no se oponga al Plan de Iguala y mientras las Cortes formen la constitución del Estado.
En Ciudad de México, Novella había ordenado encarcelar a algunos simpatizantes de la independencia, entre ellos al padre Villaseñor, al franciscano Guisper y al presbítero Casanova, entre otros. El 25 de julio, Gabriel de Armijo, Húber, el brigadier Melchor Álvarez y el coronel Concha habían regresado, de esta forma el cuerpo de efectivos en la guarnición era de cinco mil hombres. Quintanar, Bustamante y otros jefes del Trigarante rodearon a la capital ocupando Chalco, Ixtapaluca, Tepotzotlán, Huehuetoca y Cuautitlán. Las fuerzas de Novella se distribuyeron en Tacuba, Tacubaya, Mixcoac, Coyoacán y el Peñón.
A pesar de la vigencia del armisticio, la cercanía de las tropas propició un encuentro el 19 de agosto, conocido como la batalla de Azcapotzalco. El capitán trigarante Velázquez realizó un avance de reconocimiento en Tacuba durante el cual sostuvo un tiroteo con tropas realistas, quienes defendieron el paso de un puente situado entre Tacuba y Azcapotzalco y fueron obligados a abandonarlo. Anastasio Bustamante acudió en ayuda de la columna de Acosta y juntos se dirigieron a la hacienda de Santa Mónica. La tropa realista al mando del teniente coronel Buceli y del coronel Manuel de la Concha iniciaron la persecución de los independentistas atacando su retaguardia. El enfrentamiento se prolongó hasta la noche, Bustamante ordenó la retirada. Como resultado, en el encuentro murieron doscientos realistas y doscientos trigarantes, entre estos últimos el ex insurgente Encarnación Ortiz. Enardecidos, los independentistas pasaron por las armas al teniente realista Vicente Gil que había sido hecho prisionero durante el combate. Los realistas abandonaron sus puestos de avanzada y se replegaron a la ciudad.
Santa Anna envió al capitán Juan Nepomuceno Fernández, al frente de cuatrocientos hombres, hacia Acayucan y Coatzacoalcos. El avance llegó hasta Villahermosa, Huimanguillo, San Antonio y Cunduacán, lugares en donde se proclamó la independencia el 31 de agosto. Durante la misma fecha, el antiguo realista Llorente hizo lo mismo en Túxpam. El día 26 de agosto, el mariscal de campo y comandante general de las Provincias Internas de Occidente, Alejo García Conde, había proclamado la independencia en la ciudad de Chihuahua.
En Durango, José de la Cruz se había atrincherado con mil hombres del brigadier Diego García Conde. El trigarante Pedro Celestino Negrete llegó a la zona el 4 de agosto y solicitó la rendición a los realistas explcándoles la situación que reinaba en Nueva España. La respuesta fue negativa. El día 14, Negrete insistió con una nueva carta señalando que su tropa ascendía a más de dos mil seiscientos efectivos. Los realistas solicitaron un armisticio, pero no para negociar la rendición sino para saber el sesgo que tomaban los asuntos en la capital. El gobernador militar Diego García Conde nuevamente rehusó la capitulación. Por tal motivo, Negrete decidió atacar la plaza. El asalto comenzó el día 29; al día siguiente, Negrete fue herido por una bala de fusil en el rostro, la cual le destrozó las mandíbulas superiores. Finalmente, el 31 de agosto, los realistas agitaron una bandera blanca en la torre de la catedral. Se confirmó la capitulación, y el día 6, Negrete entró a la ciudad acompañado de sus hombres. José de la Cruz se dirigió al puerto de Veracruz para embarcarse con rumbo a España.

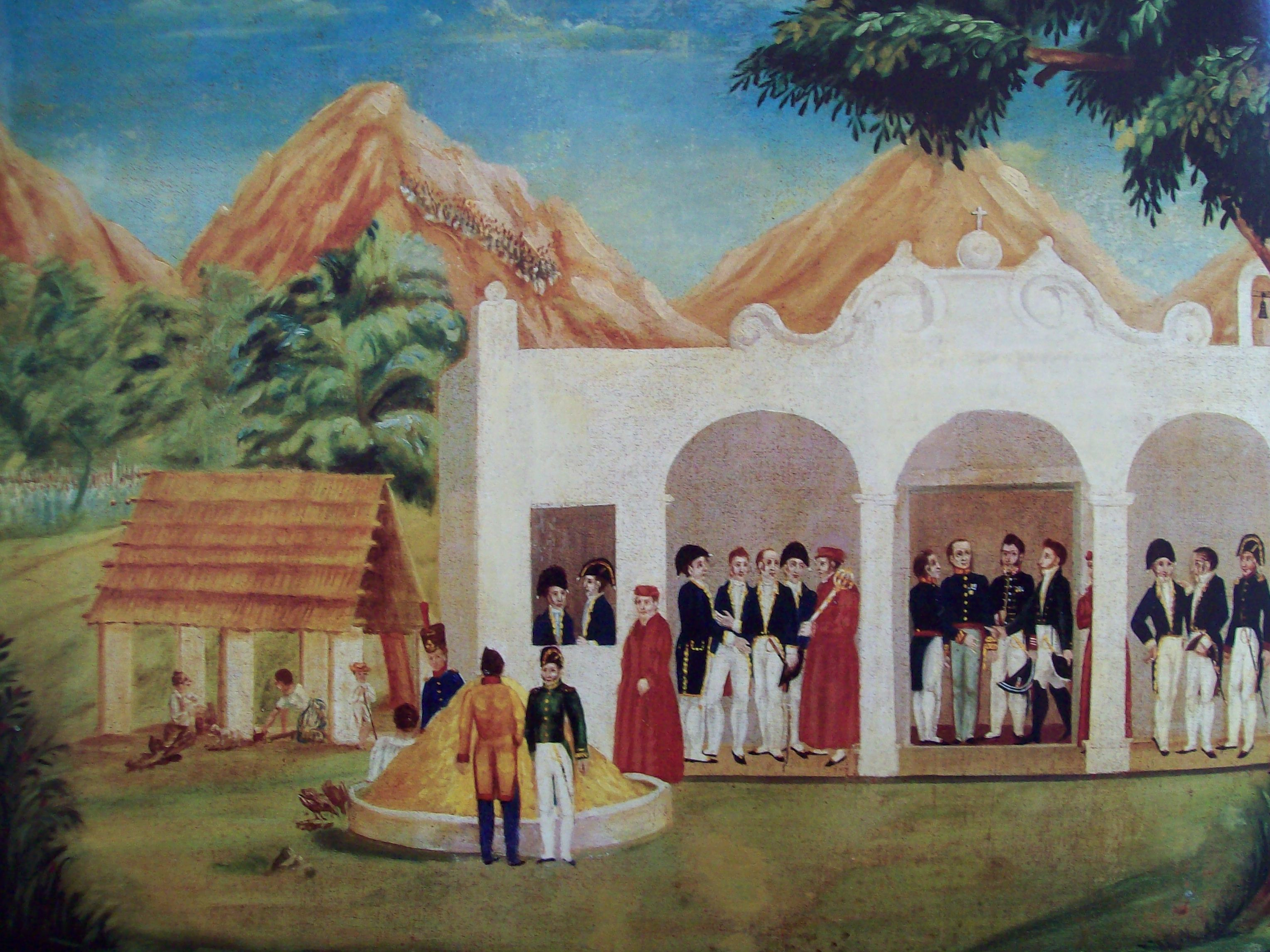
Entrevista de O'Donojú, Novella e Iturbide en Tacubaya el 13 de septiembre de 1821

O'Donojú envió una copia de los tratados a Novella quien, al recibirlos en la capital, celebró una junta general de guerra a la cual asistieron el arzobispo Fonte, el doctor Guridi y Alcocer y Juan Bautista Lobo de la diputación provincial, los miembros del Ayuntamiento Juan Acha y Francisco Manuel Sánchez de Tagle, los canónigos Bucheli y Matías de Monteagudo, los oidores de la Audiencia Yáñez y Osés, el conde de la Cortina representante del Consulado de México, algunos otros civiles y los altos jefes militares. Se argumentó que O'Donojú no tenía facultades para firmar los tratados, los cuales debían ser ratificados por el Congreso y que contradecían a las primeras proclamas hechas en Veracruz. Además, se concluyó que el jefe político superior debería acudir a la capital para explicar su postura. Fueron comisionados el doctor Alcocer y el coronel Castillo y Luna para notificar de forma personal a O'Donojú la resolución de la junta.
El 5 de septiembre, Iturbide estableció su cuartel general en Azcapotzalco. El Ejército Trigarante estaba conformado por dieciséis mil hombres. El día 10 distribuyó la fuerza militar en tres frentes: el de la vanguardia quedó al mando de Morán —marqués de Vivanco— que fue apoyado por Vicente Guerrero y se situaron al norte de la ciudad, el frente del centro se ubicó en el poniente bajo las órdenes del brigadier Luaces y del coronel Anastasio Bustamante y el frente de la retaguardia que se instaló en el oriente del Valle de México bajo las órdenes de los coroneles Quintanar y Barragán. Iturbide nombró al brigadier Melchor Álvarez —quien acababa de abandonar a los realistas— como su jefe de Estado Mayor, secundado por los coroneles Joaquín Parres, Ramón Parres y Juan Davis Bradburn.
El 7 de septiembre, Novella solicitó un armisticio para poder entablar un diálogo con O'Donojú. Los comisionados presentaron la resolución de la junta a O'Donojú solicitándole a la vez que este debería reconocer a Novella con carácter de Jefe Político Superior. La respuesta de O'Donojú fue negativa, incluso se aludió la violenta y criminal destitución de Apodaca. Novella decidió entregar el mando a O'Donojú, siempre y cuando este último lo recibiese con su carácter de capitán general, puntualizando que si el recién llegado traía instrucciones para hacer la independencia, podría actuar en consecuencia sin oposición de su parte. O'Donojú, irritado, contestó que no reconocía la autoridad legítima de Novella, la cual le había sido usurpada a Apodaca. Ambas partes accedieron a reunirse en la Hacienda La Patera, cerca de la Villa de Guadalupe el 13 de septiembre, junta a la que asistió Iturbide. Después de dos horas de reunión a puertas cerradas, Novella, en compañía de miembros del Ayuntamiento y de los diputados provinciales, dieron por válido el nombramiento de O'Donojú. El armisticio se prorrogó hasta el día 16, los participantes de la junta regresaron a sus respectivos cuarteles.

### Entrada del Ejército Trigarante a Ciudad de México, firma del acta de independencia

Mapa donde se muestra la división territorial del Primer Imperio Mexicano
Tratados de Córdoba
Adquisiciones (1821-1822)

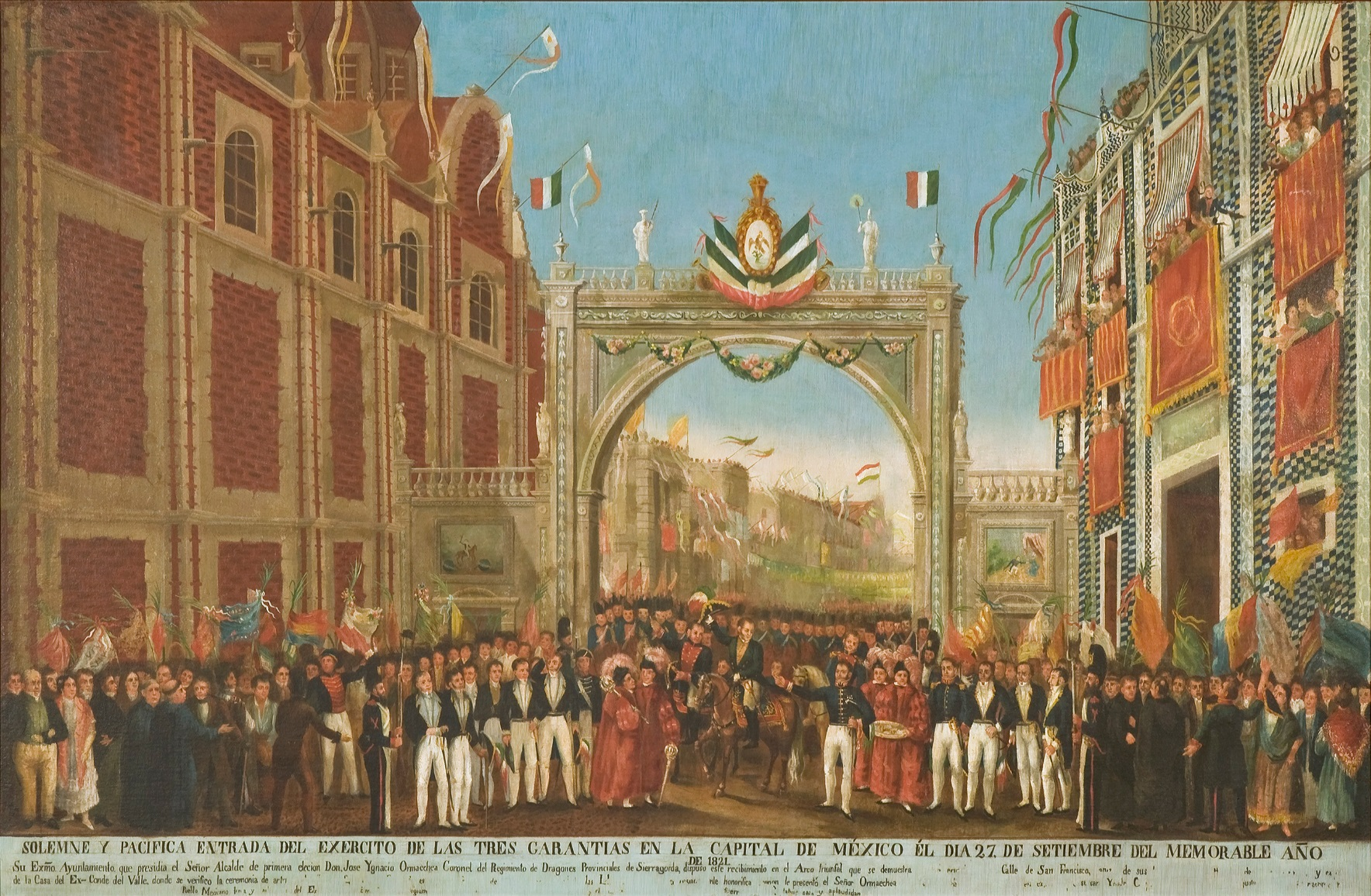
Entrada del Ejército Trigarante a la Ciudad de México el 27 de septiembre de 1821

El 15 de septiembre, en Ciudad de México, Novella hizo público el reconocimiento de O'Donojú, se nombró al mariscal de campo Liñán encargado del mando militar y del mando político al intendente Ramón Gutiérrez del Mazo. Se liberó de la cárcel a los simpatizantes de la independencia, se restableció la libertad de prensa y se suprimió la necesidad de pasaportes para entrar y salir de la ciudad. El día 16 de septiembre en Tacubaya, O'Donojú anunció la terminación de la guerra. El mismo día, Iturbide publicó una proclama dirigida a la guarnición de la capital, exhortándola a reparar con servicios importantes los males que se hubiesen causado e invitando a toda la población a reunirse bajo las banderas de la libertad para que participasen de los beneficios de la victoria.
La península de Yucatán era gobernada por Juan María Echeverri, capitán general que dependía en lo judicial del virreinato de la Nueva España y quien había permanecido a la expectativa. El 15 de septiembre Echeverri, enterado de los movimientos independentistas de Tabasco, convocó en Mérida a la diputación provincial y al ayuntamiento. En consecuencia, se declaró de forma unánime la independencia de la Capitanía General de Yucatán. El coronel Juan Rivas Vértiz y el abogado Francisco Antonio Tarrazo fueron designados para presentarse ante Iturbide y O'Donojú. Durante la primera quincena de septiembre, la provincia de Chiapas, perteneciente a la Capitanía General de Guatemala, declaró su independencia. El intendente Juan Nepomuceno Batres juró el Plan de Iguala. Los habitantes de Chiapas manifestaron su interés por incorporarse al Imperio mexicano.
Asistieron a Tacubaya para reunirse con O'Donojú e Iturbide el gobernador de la mitra de Michoacán Manuel de la Bárcena, el oidor José Isidro Yáñez, el obispo de Puebla Antonio Joaquín Pérez, miembros de la diputación provincial, del Ayuntamiento de México, así como miembros de la aristocracia de Nueva España que habían sido contrarios a la revolución iniciada por el Grito de Dolores. Iturbide escogió a los treinta y ocho integrantes de la Junta Provisional Gubernativa, casi todos notables por su posición social, por sus riquezas y títulos. Con la excepción del coronel Anastasio Bustamante, que se había unido al Trigarante seis meses antes, el resto habían sido fervientes sostenedores de la dominación española, ninguno de los antiguos insurgentes fue llamado a participar en la Junta. Vicente Guerrero, Nicolás Bravo, Ignacio López Rayón, Guadalupe Victoria, José Sixto Verduzco y Andrés Quintana Roo fueron omitidos para participar. Los días 22 y 25 se septiembre los miembros celebraron dos juntas preparatorias, mientras tanto, los cuerpos expedicionarios abandonaron la ciudad. El día 23, José Joaquín de Herrera, al mando de los granaderos imperiales, ocupó el fuerte del Bosque de Chapultepec. El día 24, el coronel Vicente Filisola con una división de cuatro mil hombres entró a la capital. El día 26, O'Donojú fue recibido con una ceremonia. Mediante un comunicado, Iturbide anunció la entrada del Ejército Trigarante para el día 27 y señaló que los valientes hijos de la patria habían peleado prácticamente desnudos por hacerla independiente y feliz: «¿no empeñaréis vuestra generosidad en vestir a los defensores de vuestras personas, de vuestros bienes y que os redimieron de la esclavitud?». La ciudad respondió al llamado, enviando al cuartel general todo el vestuario que se hallaba en los almacenes y se anunció en el teatro que el producto de tres funciones sería destinado para el calzado del ejército libertador.

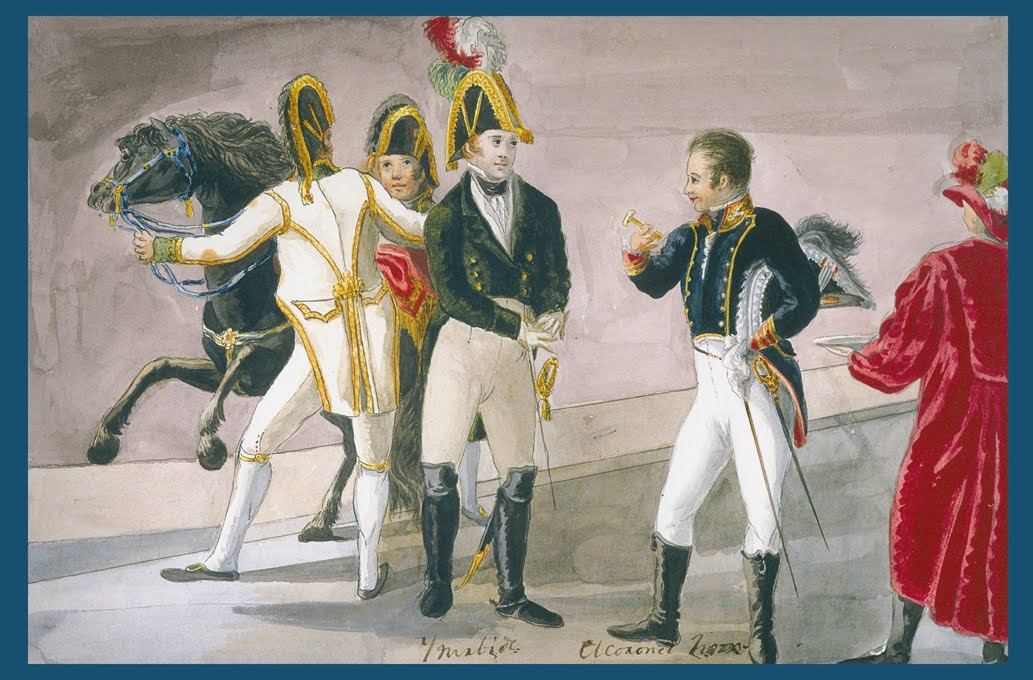
El general Iturbide recibe las llaves de Ciudad de México del coronel Ormaechea. Acuerela de Theubet de Beauchamp.

El día 27 de septiembre de 1821 —fecha del cumpleaños de Iturbide—, la división de Filisola salió desde Chapultepec para reunirse con el grueso de las tropas en Tacuba. A las diez de la mañana, el jefe máximo del Ejército Trigarante, montado en un caballo negro y seguido del Estado Mayor, avanzó por el paseo Nuevo hasta llegar a la avenida de Corpus Christi, deteniéndose en la esquina del convento de San Francisco bajo un soberbio arco triunfal. Fue recibido por el alcalde más antiguo, José Ignacio Ormaechea, quien le entregó las llaves de la ciudad. El paso del contingente fue vitoreado con gritos de «¡Viva Iturbide!, ¡Viva el Ejército Trigarante!, ¡Viva el emperador Iturbide!». Fueron 16 134 hombres los que entraron a la ciudad, 7416 infantes, 7955 dragones y 763 artilleros con 68 cañones de diferentes calibres. Entre los oficiales se encontraban Domingo Estanislao Luaces, Pedro Celestino Negrete, Epitacio Sánchez, José Morán, Vicente Guerrero, Nicolás Bravo, Anastasio Bustamante, José Joaquín Parrés, José Antonio Echávarri, José Joaquín de Herrera, Luis Quintanar, Miguel Barragán, Vicente Filisola, José Antonio Andrade, Felipe de la Garza, Manuel de Iruela, Antonio López de Santa Anna, Gaspar López, Mariano Laris y Juan José Zenón Fernández. La mayor parte del ejército estaba formada por la tropa de exvirreinales que se habían adherido al Plan de Iguala. Solo una mínima parte eran exinsurgentes del Sur. Al terminar el desfile, O'Donojú, Iturbide y una numerosa comitiva se dirigieron a la Catedral de México en donde se entonó el Te Deum. Después el caudillo emitió una proclama a la población.

Mexicanos: Ya estáis en el caso de saludar a la patria independiente como os anuncié en Iguala; ya recorrí el inmenso espació que hay desde la esclavitud a la libertad, y toqué los diversos resortes para que todo americano manifestase su opinión escondida [...] Ya me veis en la capital del imperio más opulento sin dejar atrás ni arroyos de sangre, ni campos talados, ni viudas desconsoladas, ni desgraciados hijos que llenen de maldiciones al asesino de su padre; por el contrario, recorridas quedan las principales provincias de este reino, y todas uniformadas en la celebridad han dirigido al ejército trigarante vivas expresivos y al cielo votos de gratitud [...] Se instalará la Junta; se reunirán las Cortes; se sancionará la ley que debe haceros venturosos, y yo os exhortó a que olvidéis las palabras alarmantes y de exterminio, y sólo pronunciéis unión y amistad íntima...
Agustín de Iturbide, 27 de septiembre de 1821.

El día siguiente, a las nueve de la mañana, la Junta Provisional Gubernativa, conformada por treinta y ocho miembros nombrados previamente por el propio Iturbide, se reunió en el salón de acuerdos del recién nombrado Palacio Imperial. Después de un discurso inaugural pronunciado por Iturbide, fue declarada formalmente instalada la Junta Gubernativa, acto seguido, los integrantes se dirigieron a la Catedral para jurar el Plan de Iguala y los Tratados de Córdoba. Después del juramento, Agustín de Iturbide fue elegido por unanimidad como presidente de la Junta. Tras la celebración de otra misa, se citó una reunión para las nueve de la noche, en la cual se llevó a cabo la firma del Acta de Independencia del Imperio Mexicano.

## Regencias del Imperio Mexicano

### Gobierno provisional

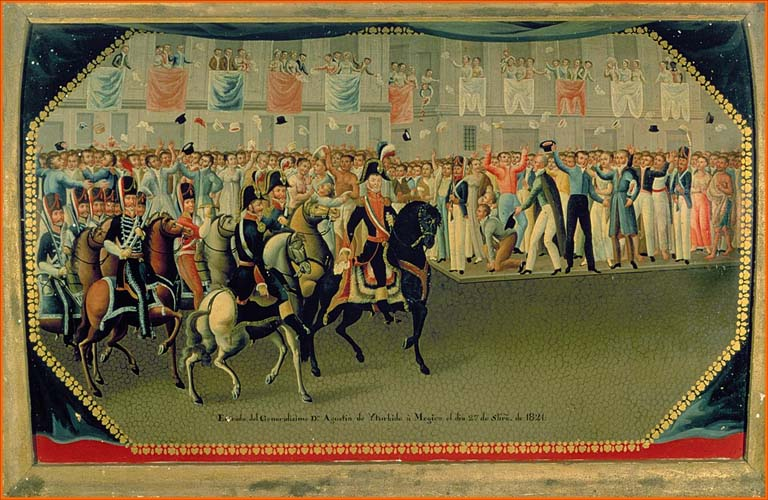
Entrada triunfal del general Agustín de Iturbide a la Ciudad de México

La Junta constituyó una Regencia de cinco miembros, la cual ejercería el Poder Ejecutivo: Iturbide como presidente, O'Donojú, el doctor Manuel de la Bárcena, Isidro Yáñez y Manuel Velázquez de León, quien había sido secretario del virreinato. Al darse cuenta de que en Iturbide habían recaído ambas presidencias y que esto era incompatible, se eligió como presidente de la Junta al obispo de Puebla Antonio Joaquín Pérez. De esta forma el Poder Ejecutivo residió en la Regencia y el Poder Legislativo en la Junta.
La Junta declaró que el puesto de primer regente no era incompatible con el puesto de jefe del ejército, de esta forma nombró a Iturbide generalísimo de armas de mar y tierra del imperio o generalísimo almirante con un sueldo de 120 000 pesos anuales, un millón de capital, veinte leguas cuadradas de terreno en Texas y el tratamiento de Alteza Serenísima. A su padre José Joaquín Iturbide, se le concedieron los honores de regente, y cuando la regencia cesase, sería consejero de Estado. Iturbide renunció al sueldo correspondiente del 24 de febrero al 28 de septiembre y cedió 71 000 pesos, para sanear las necesidades del ejército.
Mientras en Ciudad de México se realizaron las primeras acciones del nuevo imperio, en las provincias se llevaron a cabo manifestaciones de júbilo. Los últimos realistas que rechazaron la independencia se encontraban en Acapulco, Perote y Veracruz. Antonio López de Santa Anna llevó a cabo las acciones militares que lograron la capitulación del castillo de Perote el 9 de octubre. Isidoro Montes de Oca designó al coronel Juan Álvarez para lograr lo misma tarea en el fuerte de San Diego de Acapulco, la plaza se rindió el 15 de octubre. En Veracruz, el general José García Dávila prefirió mantenerse bajo la tutela del antiguo régimen. Dávila ofreció varias veces entregar la plaza a Santa Anna, pero durante la noche del 26 de octubre, el jefe español decidió resguardarse con su tropa y armamento en la fortaleza de San Juan de Ulúa. Este fue el último reducto español que resistió y capituló hasta el 18 de noviembre de 1825. Sin embargo, Manuel Rincón, gobernante interino de Veracruz, levantó una acta de adhesión al plan de independencia.
El 8 de octubre, O'Donojú falleció víctima de pleuresía. El puesto vacante de la regencia fue ocupado por el obispo de Puebla, quien dejó a su vez la presidencia de la Junta, la cual ocupó el doctor José Miguel Guridi y Alcocer. Se nombraron cuatro secretarios: José Pérez Maldonado en Hacienda, Antonio Medina Manzo en Guerra, José Domínguez —secretario de Iturbide— en Justicia y José Manuel de Herrera en Relaciones Interiores y Exteriores. Iturbide instituyó las Capitanías Generales de provincia. Nombró gobernadores a Anastasio Bustamante para las Provincias Internas de Oriente y Occidente; a Pedro Celestino Negrete para Nueva Galicia, Zacatecas, y San Luis Potosí; a Manuel de la Sotarriva para México, Querétaro, Valladolid y Guanajuato; y a Vicente Guerrero para Tlapa, Chilapa, Tixtla, Ajuchitlán, Ometepec, Tecpan, Jamiltepec y Teposcolula.
En noviembre de 1821, algunos de los antiguos insurgentes, quienes tenían ideas de establecer un gobierno republicano, celebraron una serie de reuniones en la casa de Miguel Domínguez en Querétaro. Asimismo, escribieron a Guadalajara a Pedro Celestino Negrete para invitarlo a participar, pero este consideró que se trataba de una conspiración y dio aviso a Iturbide. Fueron arrestadas diecisiete personas, entre ellos Guadalupe Victoria, Nicolás Bravo, Miguel Barragán, el licenciado Juan Bautista Morales, el padre Carvajal y el padre Jiménez, entre otros. La conspiración resultó ser tan solo reuniones en las que se charlaba sobre el futuro del gobierno. Casi de inmediato, se otorgó la libertad a los participantes, a excepción de Guadalupe Victoria, quien permaneció encarcelado pero poco después logró fugarse de su prisión.
Desde las primeras sesiones, la Junta se autonombró Soberana Junta Provisional Gubernativa. Los miembros eran de diversas ideologías: algunos habían simpatizado con las ideas autonomistas durante la crisis política de 1808, otros habían sido diputados de las Cortes de Cádiz, simpatizantes del manifiesto de los persas o participado en la conspiración de la Profesa. Lógicamente se formó una división de partidos al interior de la Junta: los iturbidistas, cuyos miembros principales eran del alto clero, oficiales de alto rango del ejército y los hacendados; los de ideas republicanas, cuyos miembros eran casi todos abogados o pertenecían al bajo clero; y los borbonistas. Antes de nombrar al Congreso constituyente, la Junta trató de resolver algunos asuntos. El 9 de noviembre, se solicitó que se abrieran los noviciados, la reposición de los hospitalarios y de la Compañía de Jesús. La moción fue apoyada por los miembros del clero en voz de Monteagudo, pero puso de manifiesto la oposición de los liberales en voz de José María Fagoaga. Las solicitudes fueron rechazadas, aprobadas y discutidas repetidas veces sin lograr un consenso definitivo. Como resultado, se profundizaron las diferencias y el antagonismo entre los partidos.
Una vez que la Junta se concentró en la forma de constituir el Congreso, fueron presentados tres planes. El de Iturbide propuso una cámara única con representación proporcional a la importancia de clases y elección directa. Esta propuesta daba predominio a los grupos privilegiados y eliminaba el papel elector de los ayuntamientos. El plan de la Regencia coincidía con el plan de Iturbide, pero proponía dos cámaras, una alta formada por el clero, ejército y diputaciones y una baja formada por ciudadanos. El tercer proyecto —que fue apoyado por la mayoría de los miembros de la Junta— proponía una sola cámara sin separación de clases ni representación proporcional y con elección indirecta. Esta propuesta favorecía a los cabildos, a los abogados, y al clero bajo. Este último fue básicamente el plan adoptado, aunque no se admitió que fuera proporcional tal y como lo había pretendido Iturbide. De esta forma, los ayuntamientos deberían elegir a sus diputados, los cuales se presentarían en la capital el 13 de febrero de 1822, para instaurar el Congreso el día 24, fecha de aniversario del Plan de Iguala. El número de diputados sería de ciento sesenta y dos con veintinueve suplentes.

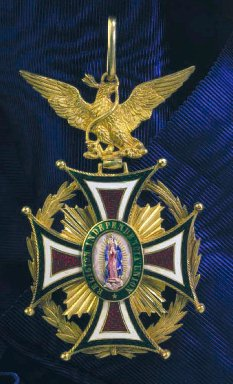
Cruz de la Orden Imperial de Nuestra Señora de Guadalupe

Mientras tanto, Iturbide, como presidente de la Regencia, tomó una actitud paternalista y redujo algunos impuestos y eliminó otros. Rechazó el «diezmo real» sobre la minería, liquidó los estancos de pólvora y azogue, redujo los derechos de importación y de exportación, redujo la tasa de la alcabala del 10 al 6 %, y suprimió el impuesto de cuatro pesos por barril al aguardiente de caña. Como resultado, la captación de ingresos disminuyó un 57 %, lo cual representó dejar de percibir más de cinco millones de pesos.
Si bien la libertad de prensa se había restituido, el 22 de octubre la Regencia había proclamado un manifiesto pidiendo moderación a los escritores con la finalidad de evitar discordias y desunión. El 11 de diciembre, el escritor Francisco Lagranda publicó el Consejo prudente sobre una de las tres garantías en el que exhortaba a los españoles enajenar sus bienes y salir del país. El pánico cundió entre la clase privilegiada, pero la Regencia actuó con rapidez, desmintió el impreso y apresó al autor. Carlos María Bustamante fundó el periódico republicano La Avispa de Chilpancingo en el cual rememoró a José María Morelos y a los antiguos insurgentes, criticó los desaciertos de la Junta, el proyecto de convocatoria de Iturbide y la política económica que se había seguido. Carlos María Bustamante fue encarcelado, la prisión duró solo algunas horas pues fue absuelto por el jurado. Sin embargo, varios escritores se pronunciaron abiertamente en contra del Plan de Iguala, algunos sugirieron optar por un gobierno republicano y otros alentaron a Iturbide a ceñirse la corona imperial.
Debido al déficit presupuestario del erario, la Junta se vio obligada a imponer préstamos forzosos a la población, pero la recaudación fue insuficiente. Se priorizó el pago de salarios a la tropa y en segundo término al sueldo de los oficiales. El Trigarante fue renombrado Ejército Imperial y fue reestructurado por el generalísimo Iturbide. Los oficiales que nombró a cargo de los regimientos fueron José Joaquín Herrera, José Antonio Matiauda, Pedro Otero, Lobato, Santa Anna, Epitacio Sánchez, Echávarri, Cortazar, Moncada, Zenón Fernández, Parrés, Gabriel de Armijo, Guerrero, Bravo, Bustillo, Barragán, Filisola, Andrade, y Laris, pero se reservó para sí mismo, el mando del regimiento de Celaya. El 9 de noviembre, Iturbide propuso la creación de una o dos órdenes militares. La idea fue aprobada por la Junta, de esta manera se fundó la Orden Imperial de Guadalupe, la cual fue destinada para premiar el mérito militar, los servicios prestados en el orden civil o eclesiástico, los servicios prestados a la nación, o bien, a la causa de la independencia.
Como medida popular la Junta propuso suprimir a los indígenas el pago de las contribuciones llamadas de «medio real de ministros», «medio de hospital» y el «uno y medio de cajas de comunidad». Estas contribuciones formaban un fondo para solventar los frecuentes pleitos en cuestiones de tierras y agua, para financiar el funcionamiento del Hospital Real y para contar con un fondo el cual podía ser destinado para gastos de culto, mantenimiento de escuelas y apoyo para calamidades como epidemias o pérdidas de cosecha. A pesar de que Fagoaga se opuso a la eliminación de esta contribución sistematizada, la medida se llevó a cabo. Como resultado los indígenas quedaron sin recursos para estos gastos, pues no se proveyeron fondos de sustitución de los mismos. En contraste, Juan Francisco Azcárate propuso formalizar la abolición de la esclavitud en base al artículo doce del Plan de Iguala, para así manumitir a los esclavos que existían en el imperio y erradicar esta institución, sin embargo, el dictamen no se llevó a cabo, pues se consideró que este tema debería ser tratado hasta el establecimiento del Congreso.

### Capitanía General de Guatemala
El 15 de septiembre de 1821 en la Provincia de Guatemala, Gabino Gaínza convocó una junta con las autoridades del lugar, se decidió proclamar la independencia del Gobierno Español, una vez que Ciudad Real, Comitán y Tuxtla habían "proclamado y jurado dicha independencia".
En los meses siguientes, la Provincia de San Salvador prestó juramento a la independencia, la Provincia de Comayagua y la Provincia de Nicaragua y Costa Rica declararon su independencia, pero en general existían disidencias en la región: las provincias más lejanas, al igual que Chiapas y Quetzaltenango quisieron anexarse al Imperio mexicano, pero en la ciudad nicaragüense de Granada, así como en las localidades hondureñas de Trujillo, Omoa, Gracias a Dios y Tegucigalpa la población expresó su rechazo a esta idea. El gobernador de Honduras se levantó en armas ocupando Omoa.
El general Gaínza comunicó los hechos a Iturbide, ante la diversidad de opiniones se dispuso que cada pueblo eligiese la incorporación. El 5 de enero de 1822, el escrutinio de los votos dio como resultado una mayoría que deseaba la unión a México, pero en San Salvador no había la misma disposición. Por otra parte, el brigadier Vicente Filisola y el coronel Felipe Codallos se habían puesto en marcha hacia Guatemala. Gaínza declaró rebelde a la provincia de San Salvador, presidida por el cura José Matías Delgado, y destacó una fuerza de mil hombres al mando del coronel Manuel Arzú, quien atacó y ocupó la plaza. Cuando llegó Filisola se suspendieron las hostilidades. A pesar de la inconformidad, se le nombró jefe político superior y comandante general de la provincia, la que declaró anexada el 9 de febrero de 1823. En Ciudad de México, Iturbide, en su carácter de presidente de la Regencia, propuso a la Junta que las provincias de Centroamérica tuviesen sus diputados correspondientes en el Congreso. La extensión territorial del imperio alcanzó la cifra de 4 871 733 kilómetros cuadrados, abarcando hacia el sur alcanzando Costa Rica y hacia el norte las Californias, Nuevo México y Texas.

### El Congreso constituyente
El día 13 de febrero, las Cortes españolas declararon ilegales, nulos y de ningún efecto, los Tratados de Córdoba. Los diputados americanos regresaron con la negativa de aceptación a la corona del Imperio mexicano por parte de los herederos borbonistas. Sin conocerse aún la noticia, se instaló el 24 de febrero de 1822 el Congreso Constituyente del Imperio. Los miembros formaron un grupo heterogéneo, destacando entre los liberales Servando Teresa de Mier, José María Fagoaga, el general Horbegoso, José Miguel Guridi y Alcocer y Carlos María Bustamante —quien fue nombrado primer presidente del Congreso—. Por los borbonistas se encontraba el obispo Castañiza. Los diputados casi de inmediato entraron en roces con la Regencia: el Congreso se autoproclamó único representante de la soberanía de la nación cuando Fagoaga preguntó: «¿La soberanía nacional reside en este Congreso Constituyente?» Acto seguido, y de acuerdo a lo preestablecido, se realizó la división de poderes, el Congreso delegó el Ejecutivo a la Regencia y el Judicial a los tribunales. Se redactó el juramento de la Regencia de la siguiente manera:

¿Reconocéis la soberanía de la nación mexicana, representada por los diputados que ha nombrado para este Congreso constituyente? Sí reconozco. ¿Jurais obedecer sus decretos, leyes, órdenes y Constitución que este establezca, conforme al objeto para que se ha convocado, y mandarlos observar y hacer ejecutar? ¿Conservar la religión católica, apostólica y romana, con intolerancia de otra alguna, conservar el gobierno monárquico moderado del imperio, y reconocer los llamamientos al trono, conforme al tratado de Córdoba, y promover en todo el bien del imperio? Si así lo hiciéreis, Dios os ayude; y si no, os lo demande.
Juramento de la Regencia ante el Congreso.

El Congreso citó a Iturbide y a los miembros de la Regencia para prestar el juramento. Durante el acto el generalísimo quiso tomar el asiento principal de la tribuna, pero el diputado Pablo Obregón le negó el lugar, pues este correspondía al presidente del Congreso. Desairado, el generalísimo pronunció un discurso inicial, realizó el juramento, y recordó al Congreso que se debería hacer la separación de cámaras, pero esta no se llevó a cabo. La oposición de republicanos y monarquistas se hizo evidente, los primeros aspiraban a una forma diferente de gobierno, los segundos, cuando se enteraron del rechazo en Madrid a los Tratados de Córdoba y que la nación podría escoger a su monarca, ya no deseaban la presencia de un Borbón en México, sino volver a la antigua dependencia peninsular. El Congreso prohibió los gastos no autorizados por él y eliminó los empréstitos forzosos. El presupuesto anual era de once millones de pesos, de los cuales casi diez millones estaban destinados a los gastos del ejército y marina. La tropa estaba conformada por 68 000 efectivos, es decir, casi el doble de los que se tenían en 1810. La reducción de estos gastos ocasionó una disputa abierta entre los diputados e Iturbide, pues el ejército era el baluarte de la Regencia. Iturbide retrasó la expedición de los decretos en materia fiscal.
El Congreso siguió sesionando diversos asuntos sin agenda establecida. Entre los acontecimientos más notables destacó la prisión de fray Servando Teresa de Mier, quien había sido elegido diputado por Nuevo León, pero durante las elecciones se encontraba en Estados Unidos. A su regreso, desembarcó en San Juan de Ulúa y fue hecho prisionero por José García Dávila. Carlos María Bustamante, a la sazón presidente del Congreso, pidió a la Regencia actuar en consecuencia. Los reclamos no se hicieron esperar y Dávila accedió a liberar a Mier, aunque dilató la respuesta. El suceso fue aprovechado para revisar el caso de Guadalupe Victoria, quien también había sido elegido diputado por Durango, pero se encontraba prófugo y acusado de cargos de conspiración. Se solicitó un salvoconducto para que Victoria se pudiera presentar a ocupar su cargo, pero el proceso no se concluyó; por su parte, el ex insurgente prefirió mantenerse oculto en Paso de Ovejas.
La relación de Iturbide con el Congreso se volvió más tensa cuando el ministro de Guerra presentó un informe en el cual se solicitaba que el Ejército Imperial tuviese 35 900 efectivos, por su parte, los diputados José María Fagoaga y José Hipólito Odoardo protestaron ante tal requerimiento y propusieron una reducción a 20 000 efectivos. Durante el transcurso de las negociaciones, una contrarrevolución española había iniciado en el sureste de la capital. Iturbide irrumpió en el salón del Congreso fuera de protocolo y sin compañía de los otros miembros de la Regencia, cuando se le cuestionó el motivo, respondió que había traidores en la Regencia o en el Congreso. Posteriormente mostró una correspondencia de García Dávila, en la cual el comandante español de San Juan de Ulúa de forma vaga ofrecía el apoyo al partido español. Los diputados, al verse inculpados, acusaron a Iturbide de traidor, pues era él quien había mantenido la correspondencia con García Dávila durante la prisión de Servando Teresa de Mier. Los ánimos se crisparon: el diputado Melchor Múzquiz propuso la destitución de Iturbide, pero Fagoaga logró persuadirlo para desistir.
El generalísmo acusó a once diputados de traidores y envió a Epitacio Sánchez al mando de un regimiento de caballería para custodiar el Congreso. Los diputados temieron que este sería disuelto. El Jueves Santo el Congreso se reunió para analizar la acusación a los once diputados, se llamó al ministro de Guerra y después de deliberar y con votación unánime, se determinó que los inculpados no habían desmerecido confianza alguna. Mientras tanto, el general Anastasio Bustamante, al mando de cuatrocientos hombres, había llegado a Tenango del Aire. En las cercanías de Cuautla pudo vencer a la tropa de españoles que había salido desde Texcoco para iniciar la contrarrevolución. Fueron hechos prisioneros cuarenta y cuatro oficiales y trescientos ochenta soldados. El Congreso felicitó a la Regencia por el triunfo obtenido, pero se determinó sustituir al obispo Pérez, al doctor Bárcena y a Manuel Velázquez, cuyos lugares ocuparon Nicolás Bravo, el conde de Heras y el cura de Huamantla Miguel Valentín.

### La proclamación

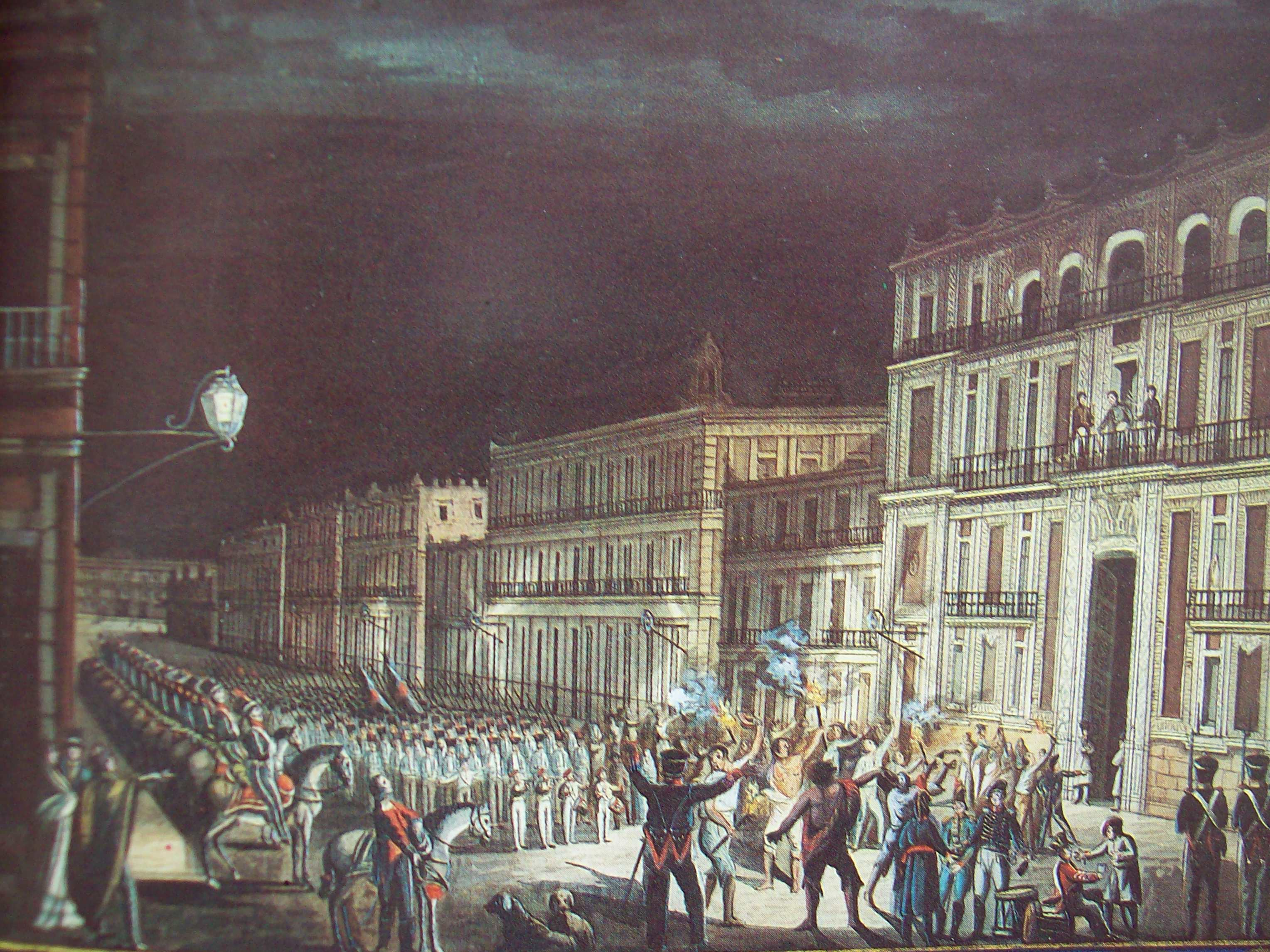
Proclamación de Iturbide en la noche del 18 de mayo de 1822

A principios de mayo de 1822, el distanciamiento entre Iturbide y el Congreso se había acrecentado. Durante una sesión en el salón del Congreso se leyó una felicitación al undécimo regimiento de caballería, el documento decía entre otras cosas que «la América del Septentrión detestaba a los monarcas porque los conoce» y se añadía «que debía adoptarse el sistema de las repúblicas que se habían adoptado en Colombia, Chile y Buenos Aires». La lectura del documento fue interrumpida por el diputado Alcocer, se creyó que el documento no era un incidente aislado y se sospechó que el general Nicolás Bravo había participado en la redacción del mismo. Con los ánimos exaltados se prosiguió la lectura, los republicanos aplaudieron el documento. La división en el ejército también se hizo notoria. Los generales ituribidistas eran Anastasio Bustamante, Antonio Andrade, Luis Quintanar, Manuel de la Sota Riva, Zenón Fernández, Manuel Rincón, José Rincón, Antonio López de Santa Anna, Luis Cortázar y Rábago, José Antonio de Echávarri y Vicente Filisola; en contra de Iturbide estaban Miguel Barragán, Juan Horbegozo, Guadalupe Victoria, Pedro Celestino Negrete, José Morán, Nicolás Bravo y Vicente Guerrero.

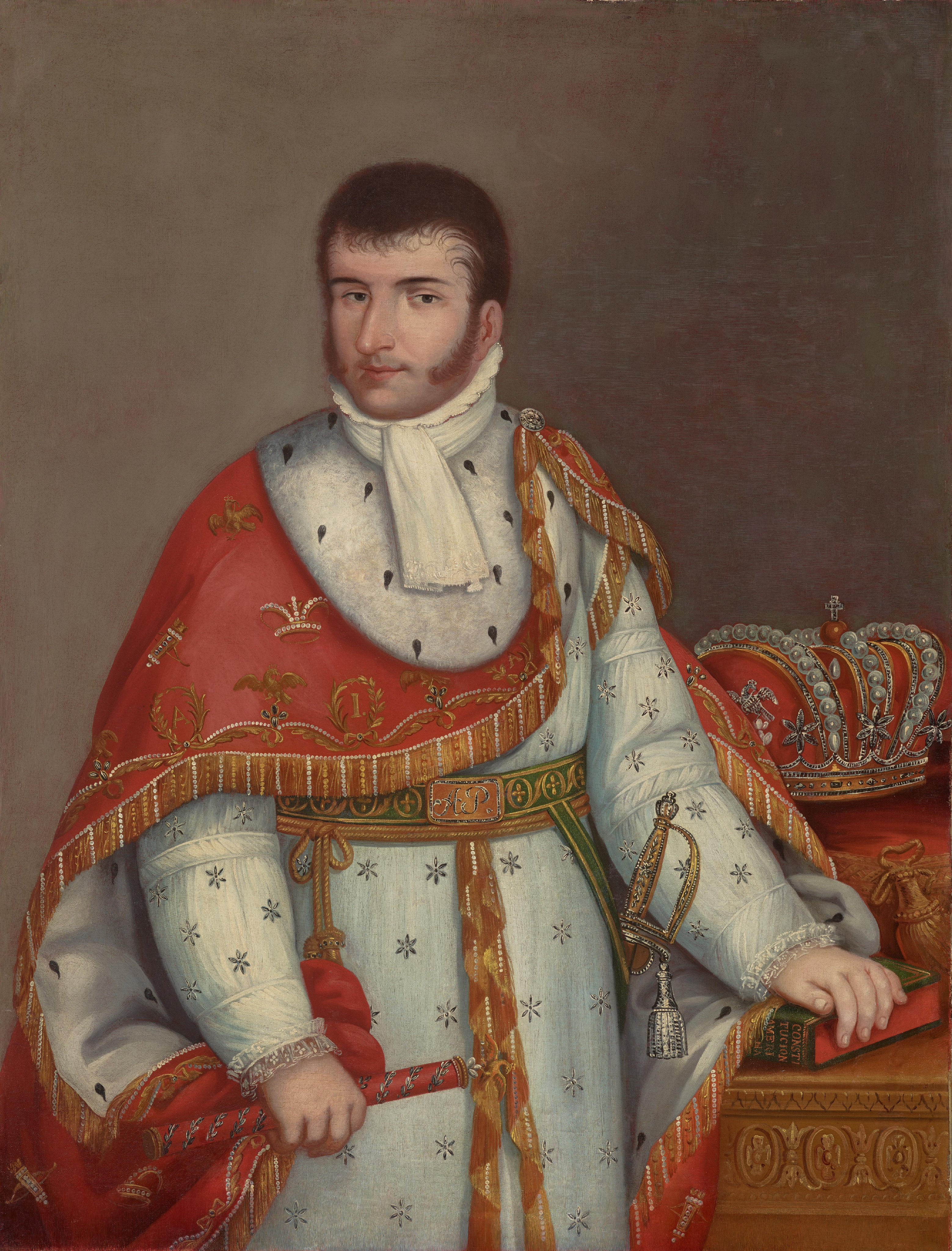
El emperador Agustín I. Retrato de Josephus Arias Huerta, 1822

Un grupo de masones pertenecientes al rito escocés llegó a México durante el viaje de O'Donojú, el cual contactó a la logia existente en México. Entre sus adeptos se encontraban miembros del ejército y del Congreso. Los masones conspiraban en contra de la posible coronación de Iturbide. Durante una discusión acalorada en donde había más de cien concurrentes, un coronel expresó que «si faltaban puñales para libertarse del tirano —nombre que le daban a Iturbide— ofrecía su brazo vengador a la patria». La noticia llegó hasta los oídos del generalísimo.
A las diez de la noche del 18 de mayo, un grupo de soldados de diversas guarniciones comenzaron a vitorear en la ciudad. El sargento Pío Marcha del regimiento de Celaya hizo tomar lar armas a la tropa de su cuartel. El grupo se lanzó a la calle proclamando a Iturbide con el título de Agustín I, parte de la población de los barrios de El Salto del Agua, San Pablo, La Palma y San Antonio Abad se unió al grupo. El estrépito aumentó con el repique general de campanas, con las salvas de artillería y los gritos de «¡Viva Agustín I!». El coronel Rivero, a la sazón ayudante de Iturbide, irrumpió en el teatro e hizo proclamar al generalísimo por la concurrencia.

Ese día memorable, á las diez de la noche, el pueblo y la guarnición de México me proclamaron emperador..[..]..Inmediatamente, y como si todos los habitantes estuviesen animados de los mismos sentimientos, aquella vasta capital se vio iluminada, los balcones se cubrieron de cortinas y se ocuparon de los más respetables habitantes que oían repetir con gozo las aclamaciones de la multitud que llenaba las calles..[..]..Ni un solo ciudadano expresó la menor desaprobación, prueba evidente de la debilidad de mis enemigos y de la unanimidad de la opinión pública en mi favor. Mi primer deseo fue el de presentarme y declarar mi determinación de no ceder á los votos del pueblo. Si me abstuve de hacer esto, fue únicamente porque me pareció prudente deferir á los consejos de un amigo que estaba en aquellos momentos conmigo. Apenas tuvo tiempo de decirme: "Se considerará vuestro no consentimiento como un insulto, y el pueblo no conoce límites cuando está irritado. Debéis hacer este nuevo sacrificio al bien público; la patria está en peligro; un rato más de indecisión por vuestra parte bastaría para convertir en gritos de muerte estas aclamaciones." Conocí que era necesario resignarse á ceder á las circunstancias, y empleé toda esta noche en calmar el entusiasmo general y en persuadir al pueblo y á las tropas que me permitiesen tiempo para decidirme, y entretanto prestar obediencia al Congreso...
Manifiesto al mundo de Agustín de Iturbide.

Portada del Acta de la jura y proclamación del emperador Agustín I (1823), documento que se encuentra en el Museo Soumaya de Plaza Loreto, Ciudad de México

A la mañana siguiente, apareció fijada una exhortación de Iturbide dirigida a los mexicanos, en la cual confirmaba que «el ejército y el pueblo de esta capital acababan de tomar partido» y que al resto de la nación correspondía aprobar o reprobar la moción, también pedía a la población que no se exaltaran las pasiones pues correspondía a los diputados la representación de la nación, y enfatizó que la ley era la voluntad del pueblo y que no había nada sobre ella. La tensa situación obligó al Congreso a reunirse de inmediato en una sesión extraordinaria. Se pidió a la Regencia la tranquilidad pública para poder deliberar un asunto tan delicado, pero Iturbide no actuó hasta que los diputados solicitaron su presencia en el salón del Congreso. Se presentó con un séquito de oficiales del ejército, forzando de esta manera a que el Legislativo se reuniése en sesión pública. En las tribunas del Congreso, hubo presencia de «masas», mezcla de diputados, paisanos, frailes y militares. Entre los agitadores iturbidistas se encontraba el fraile mercedario Aguilar.
Los diputados Alcocer, Gutiérrez, Ansorena, Terán, Rivas, San Martín y otros, afrontaron la excitación popular tratando que al menos, el pronunciamiento se legalizase mediante un plebiscito. El diputado Valentín Gómez Farías, apoyado por cuarenta y seis de sus colegas, señaló que una vez rotos los Tratados de Córdoba y el Plan de Iguala —ya que no habían sido aceptados en España— correspondía a los diputados emitir su voto para que Iturbide fuese declarado emperador. Gómez Farías añadió que este debería obligarse a obedecer la Constitución, leyes, órdenes y decretos que emanasen del Congreso mexicano. Los diputados comenzaron a debatir en medio de gritos e interrupciones, después, se procedió a la votación. Iturbide resultó elegido por sesenta y siete sufragios contra quince. La multitud aclamó el resultado y acompañó al generalísimo vitoreándolo desde el salón de Congreso hasta su casa. La aprobación no había sido legal, pues solamente contó con ochenta y nueve sufragios, y en el reglamento del Congreso se requería una concurrencia de ciento un diputados, la cual fue confirmada legalmente más tarde por el Congreso en su plenitud. El acta de la elección del 18 de mayo de 1822 estableció que el día 21 de mayo Iturbide debería acudir al Congreso para prestar el juramento correspondiente que lo investía como emperador constitucional. Por otro lado, los borbonistas que todavía mantenían esperanzas de hacer cumplir el Plan de Iguala se decepcionaron, incluso, el arzobispo de México Pedro de Fonte decidió abandonar el país. Y a continuación, los diputados trabajaron en la redacción del juramento que debería de prestar el nuevo emperador:

Agustín, por la Divina Providencia, y por nombramiento del Congreso de representantes de la nación, emperador de México, juro por Dios y por los santos evangelios, que defenderé y conservaré la religión católica, apostólica y romana, sin permitir otra alguna en el imperio: que guardaré y haré guardar la Constitución que formare dicho Congreso, y entre tanto la española en la parte que está vigente, y asimismo las leyes, órdenes y decretos que ha dado y en lo sucesivo diere el repetido Congreso, no mirando en cuanto hiciere, sino al bien y provecho de la nación: que no enagenaré, cederé, ni desmembraré parte alguna del imperio: que no exigiré jamás cantidad alguna de frutos, dinero ni otra cosa, sino las que hubiere decretado el Congreso; que no tomaré jamás á nadie sus propiedades, y que respetaré sobre todo la libertad política de la nación y la personal de cada individuo...
Juramento de Agustín I.

De esta forma quedaría claro que la legislación vigente era la Constitución de Cádiz y las órdenes o decretos emitidos por el Congreso. Los altos oficiales del ejército enviaron cartas de felicitaciones al generalísimo. Después de prestar el juramento, el emperador pronunció un discurso en el que llegó a exclamar:

Quiero, Mexicanos, que si no hago la felicidad del Septentrión, si olvido algún día mis deberes, cese mi Imperio; observad mi conducta, seguros de que, si no soy para ella digno de vosotros, hasta la existencia me será odiosa. ¡Gran Dios! no suceda que yo olvide jamás; que el Príncipe es para el Pueblo y no el Pueblo para el Príncipe.
Fragmento del discurso de Agustín I

## Gobierno

### Decreto
El Soberano Congreso Mexicano Constituyente decretó el 22 de junio de 1822 lo siguiente:

- Art 1.º. La Monarquía Mexicana, además de ser moderada y Constitucional, también es hereditaria.
- Art 2.º. De consiguiente, la Nación llama a la sucesión de la Corona por muerte del actual Emperador, a su hijo primogénito el señor Don Agustín Jerónimo de Iturbide y Huarte. La Constitución del Imperio fijará el orden de suceder del trono.
- Art 3.º. El Príncipe heredero se denominará «Príncipe Imperial» y tendrá el tratamiento de Alteza Imperial.
- Art 4.º. A los hijos e hijas legítimos de S.M.I se llamarán «Príncipes Mexicanos», y tendrán el tratamiento de Alteza.
- Art 5.º. Al señor Don José Joaquín de Iturbide y Arreguí, Padre de S.M.I, se le condecora con el título de «Príncipe de la Unión» y el tratamiento de Alteza, durante su vida.
- Art 6.º. Igualmente se le concede el título de «Princesa de Iturbide» y el tratamiento de Alteza, durante su vida, a la señora Doña María Nicolasa de Iturbide y Arámburo, hermana del Emperador.

### Coronación

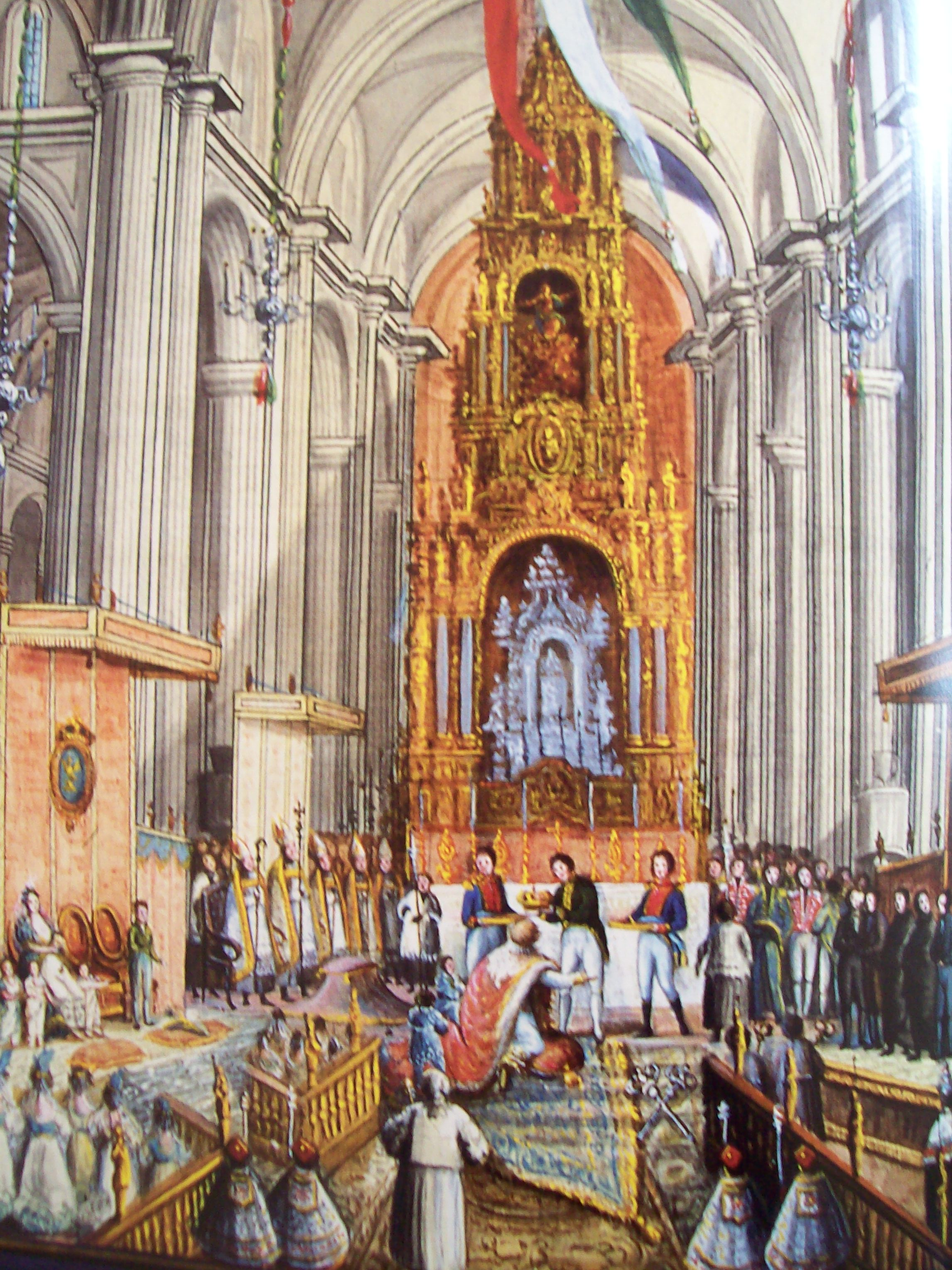
Coronación de Iturbide el 21 de julio de 1822

El 23 de mayo se inició la discusión del funcionamiento del imperio y la previsión de la sucesión. Se determinó que el hijo primogénito del emperador, al igual que los hermanos, recibiría tratamiento de príncipe y alteza imperial, su padre Joaquín sería el príncipe de la Unión y su hermana María Nicolasa la princesa de Iturbide. También se crearía la moneda oficial del imperio y un Consejo provisional de Estado. Durante el virreinato, la corte de los virreyes estaba reducida a la mayor sencillez, no obstante se previno que la Casa Imperial debería contar con mayordomo mayor, caballerizo mayor, capitán de guardia, ayudantes del emperador, limosnero mayor, capellanes de S.M., capellanes honorarios, capellán mayor, teniente de capellanía mayor, capellán privado de la familia, confesores, predicadores, predicadores honorarios, ayo de los príncipes, maestro de ceremonias, sumiller de palacio, gentiles hombres de cámara con ejercicio, mayordomos de semana, camarera mayor, dama primera y guardamayor, damas, damas honorarias, camaristas, médico y cirujano de cámara de S.M., médico y cirujano de la familia imperial, maestro de los caballeros, pajes, maestro de los príncipes, pedagogos, ujieres de palacio, ayudas de cámara, peluqueros, guardarropas del emperador y la emperatriz, impresor de cámara e introductor de embajadores.
Se crearon los estatutos de la Orden de Guadalupe para que Iturbide pudiese entregar esta distinción, además de grados y ascensos militares. Entre los nombramientos figuraron el marqués de Aguayo como mayordomo mayor, el conde de Regla como caballerizo mayor, el marqués de Salvatierra como capitán de la guardia, el conde de Rul y los hijos del conde de Agreda como mayordomos de la semana, entre algunos otros. Debido a los bajos recursos del erario, fue necesario pedir joyas prestadas para las coronas del emperador y la emperatriz.
El 21 de julio de 1822, fue el día de la coronación. Desde temprano sonaron las salvas de veinticuatro cañones, se adornaron balcones y las fachadas de los edificios públicos fueron engalanadas, así como atrios y portales de iglesias. En la catedral metropolitana se colocaron dos tronos, el principal junto al presbítero y el menor cerca del coro. Poco antes de las nueve de la mañana, los miembros del Congreso y del Ayuntamiento ocuparon sus lugares destinados. Tropas de caballería e infantería hicieron valla al futuro emperador y a su séquito. Tres obispos oficiaron la misa. El presidente del Congreso, Rafael Mangino y Mendívil, fue el encargado de colocar la corona a Agustín I, acto seguido el propio emperador ciñó la corona a la emperatriz. Otras insignias les fueron impuestas a los recién coronados por los generales y damas de honor, el obispo Juan Cruz Ruiz de Cabañas y Crespo exclamó ¡Vivat Imperator in aeternum!, «¡vivan el emperador y la emperatriz!». Terminada la ceremonia, el tañido de las campanas y el estrépito de los cañones comunicaron al pueblo que la coronación se había consumado.

### Primeros meses

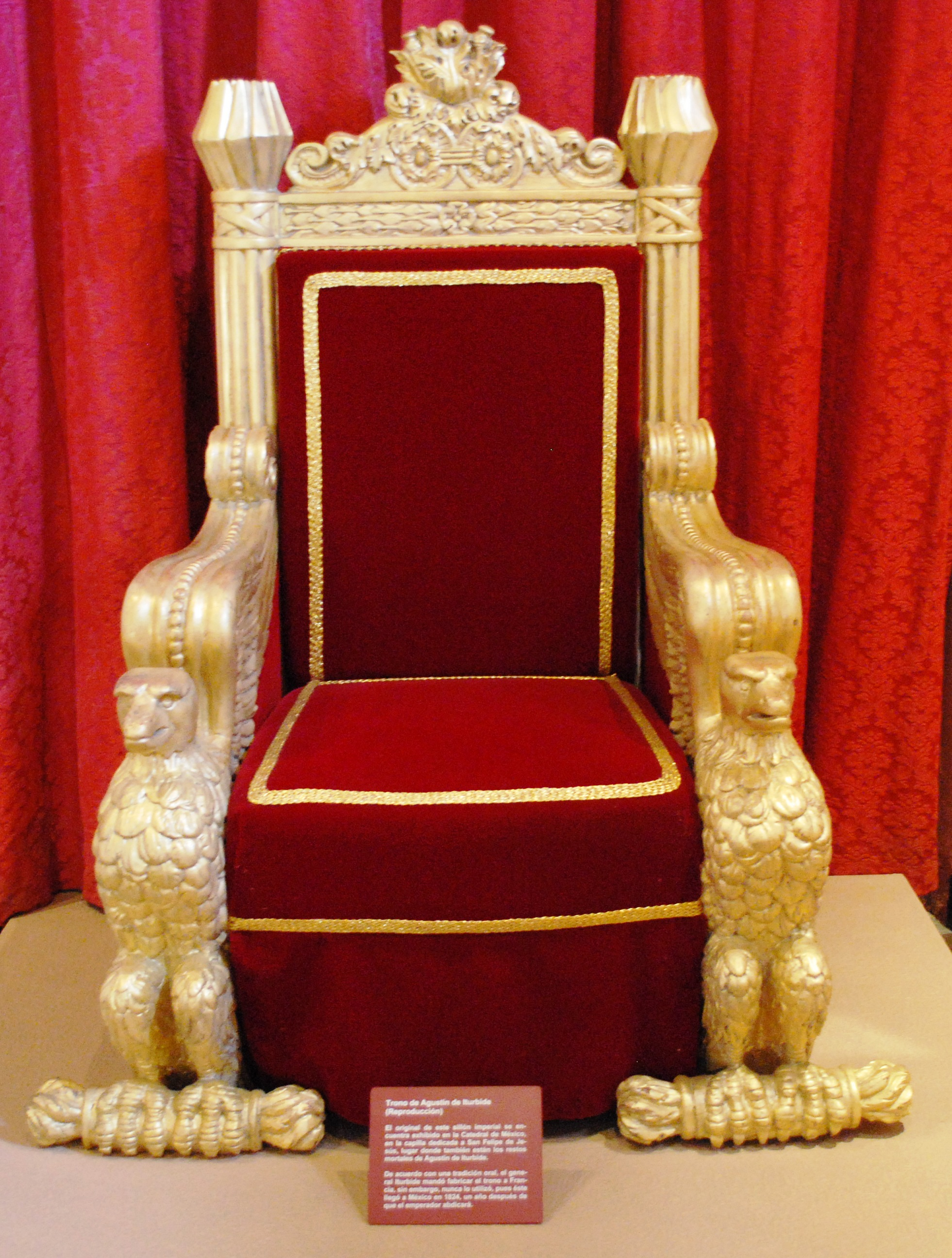
Trono de Agustín de Iturbide en el Museo Nacional de las Intervenciones

El imperio enfrentaba la oposición republicana y la resistencia de la guarnición española de San Juan de Ulúa. Iturbide, asistido por su Consejo de Estado, comenzó la abierta pugna contra el Congreso: su primera propuesta fue disminuir el número de diputados, para de esta manera deshacerse de alguna parte de sus enemigos e intentar así nulificarlos.
Después de la coronación, el comercio y la minería bajaron su actividad hasta que se estableció nuevamente la confianza, aunque algunos españoles peninsulares acaudalados, temiendo por su seguridad, prefirieron abandonar el imperio. Los partidarios del Plan de Iguala, al sentirse defraudados, engrosaron las filas de la logia masónica escocesa, la cual hizo sentir su influencia en la política. El brigadier de Nuevo Santander, Felipe de la Garza, al enterarse de que los Tratados de Córdoba se habían roto, propuso al Congreso adaptar un gobierno republicano, ofreciendo una fuerza de caballería de 2000 efectivos. El ministro plenipotenciario de Colombia, Miguel Santa María, animó a los diputados para seguir la política republicana que había adaptado su propio país. Por medio de agentes que tenía introducidos en las logias y en los círculos oposicionistas, Iturbide se enteró de la situación. El emperador expidió sus pasaportes a Santa María y el 26 de agosto ordenó el arresto de los diputados José Joaquín Herrera, Lombardo, Teresa de Mier, Fagoaga, Echarte, Tarrazo, Obregón, Tagle, Echenique, Anaya, Iturribarría, Zebadua, Zercero, Mayorga y otros más. Los reclamos del Congreso fueron inmediatos, Iturbide justificó que, facultado por la Constitución española, había procedido a la aprehensión de los involucrados por causa de conspiración, pidió calma y solicitó esperar la resolución de los tribunales.

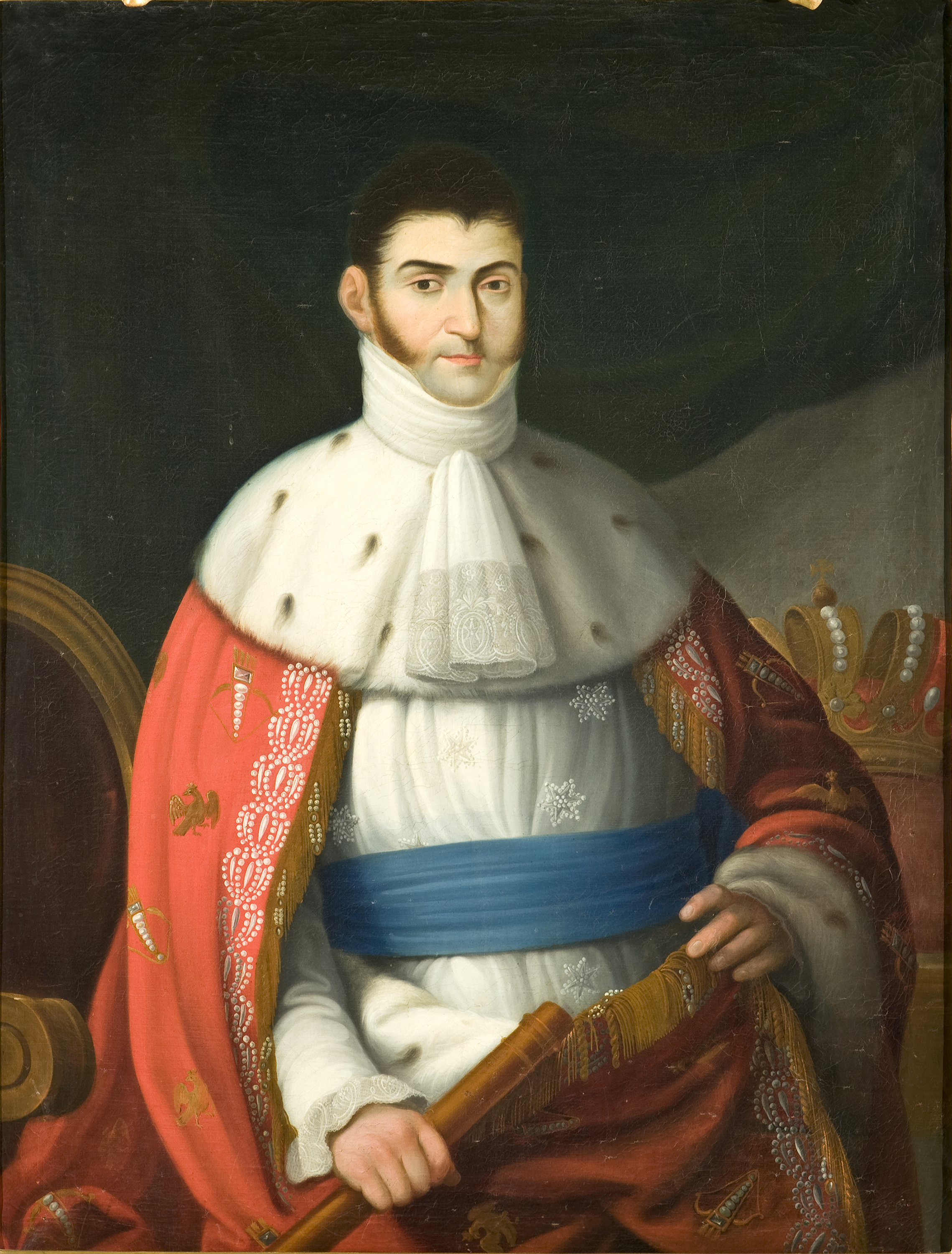
Iturbide disolvió el Congreso Nacional bajo su régimen.

El día 27 de agosto, el general De la Garza envió una misiva dirigida al emperador, firmada por el Ayuntamiento de Soto la Marina, los electores e individuos de la Diputación provincial, el párroco y oficiales de Nuevo Santander, en la que apoyaba los reclamos del Congreso. Iturbide consideró la misiva como una sublevación, giró órdenes al brigadier Zenón Fernández para presentarse en la zona y batir a De la Garza, después se le confirió el mando de la región Huasteca al coronel Manuel Gómez Pedraza. De la Garza fue hecho prisionero en Soto la Marina. En Ciudad de México, los diputados acusados de conspiración continuaron presos. El 27 de septiembre, Lorenzo de Zavala propuso ante el pleno reformar el Congreso, arguyendo la desigualdad de representación de las provincias, la necesidad de reducir el número de diputados y concluyendo que se requería realizar una nueva convocatoria. Sin embargo, la propuesta fue rechazada.
El 31 de octubre, Iturbide lanzó un decreto por el que se disolvió la Asamblea Constituyente, bajo el argumento de considerar «utópica» su labor. El general Luis Cortázar y Rábago fue el encargado de anunciar el decreto al presidente del Congreso Mariano Marín. Él mismo dio un plazo de media hora para desalojar el recinto. Con el apoyo de cuarenta y cinco diputados —entre ellos, Lorenzo de Zavala— y ocho suplentes, se creó una Junta Nacional Instituyente encargada de lograr una estabilidad política y económica. Para lograr estos objetivos, la Junta debería diseñar un método para la designación de los miembros de un nuevo Congreso, así como la creación de una Comisión de Hacienda la cual estuvo a cargo de Mariano Larraguibel. Este órgano dotó de un documento fundamental a la organización del país con la promulgación el 18 de diciembre del Reglamento Provisional Político del Imperio Mexicano; dicho estatuto transitorio dio certeza legal a las disposiciones del emperador, que en el papel sería el máximo responsable del ejercicio de gobierno. El reglamento también establecía los mecanismos para la organización territorial, la impartición de justicia, la educación, la hacienda pública y la organización de un nuevo congreso constituyente.

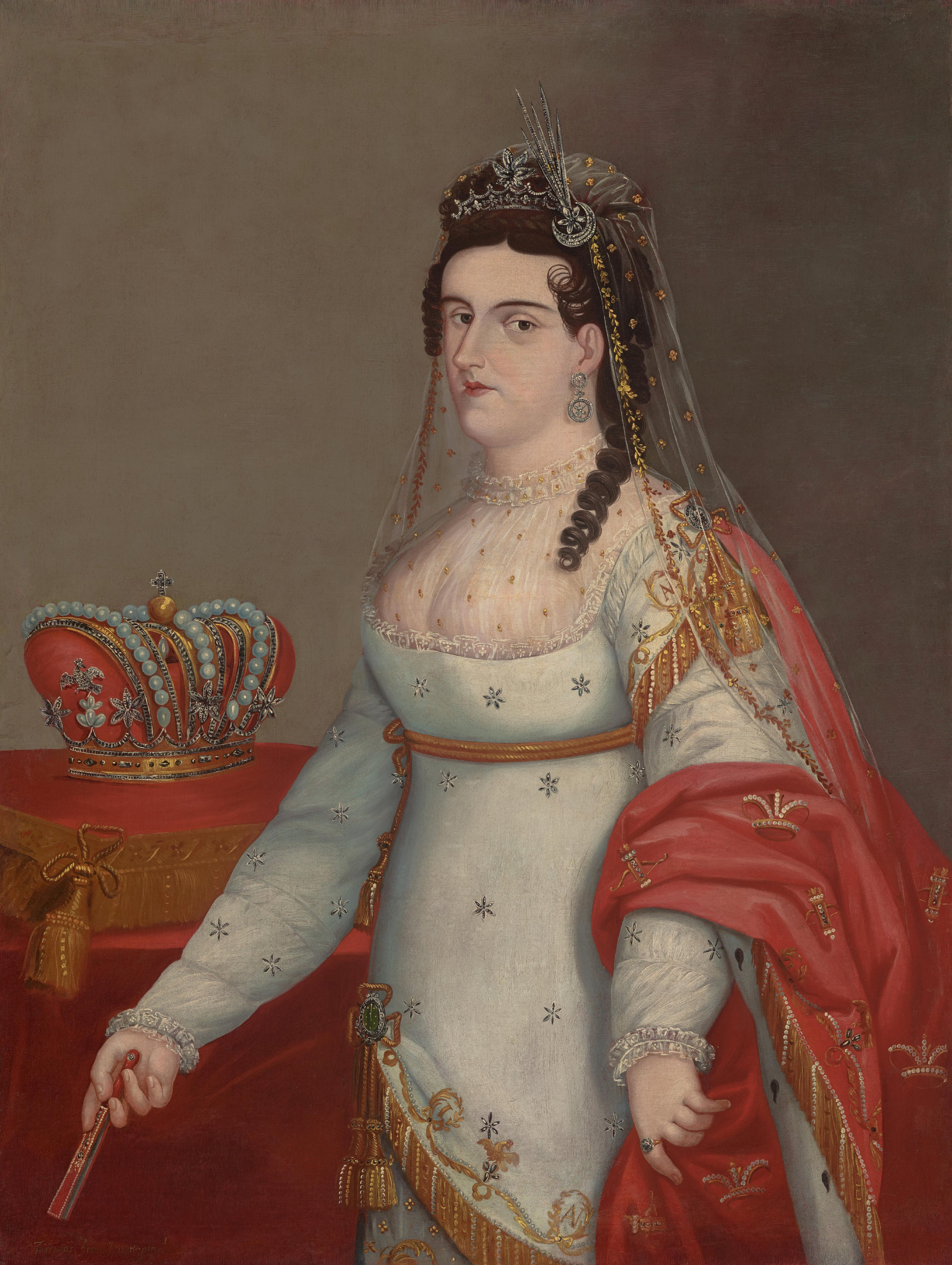
Ana María Huarte, emperatriz consorte de México, retrato de Josephus Arias Huerta, 1822

Una vez instalada la Junta, los asuntos pendientes a resolver fueron las hostilidades por parte de Francisco Lemaur, comandante sustituto de García Dávila en San Juan de Ulúa, así como la revisión del tesoro imperial. Un préstamo fue negociado en Londres, el cual nunca llegó, y otro más con Diego Berry, pero tampoco pudo concretarse. Ante la difícil situación económica del erario, se impuso un préstamo de 2 800 000 de pesos con la hipoteca de una contribución general de todos los habitantes del imperio. También se prohibió la exportación de dinero a los españoles que querían migrar, y solamente se les permitió viajar con la ropa de uso y muebles necesarios. Otras medidas incluyeron: la restricción de la libertad de prensa, y penas contra conspiradores. Por otro lado, se determinó que no era factible lograr un presupuesto por 20 000 000 de pesos, de los cuales se necesitaban 1 500 000 para los gastos de la renta real. El déficit se intentó cubrir mediante el producto de la renta de tabaco y la captación de cuatro reales sobre todos los individuos de ambos sexos de catorce a sesenta años de edad.
Para solventar la falta de recursos y salvaguardándose en la fe pública, Iturbide tomó fondos de una conducta de plata de propiedad privada por una cantidad de 1 297 200 pesos, que se encontraba depositada en Perote y Jalapa; esta acción provocó el descontento de los comerciantes. Fue emitido papel moneda sin respaldo, y la Gaceta Imperial de México publicó el 31 de diciembre de 1822 el permiso de impresión hasta por un monto de 4 000 000 de pesos. Otra medida de Iturbide fue la autorización expedida a Stephen Austin, el 3 de enero de 1823, para colonizar Texas.

### Plan de Casa Mata

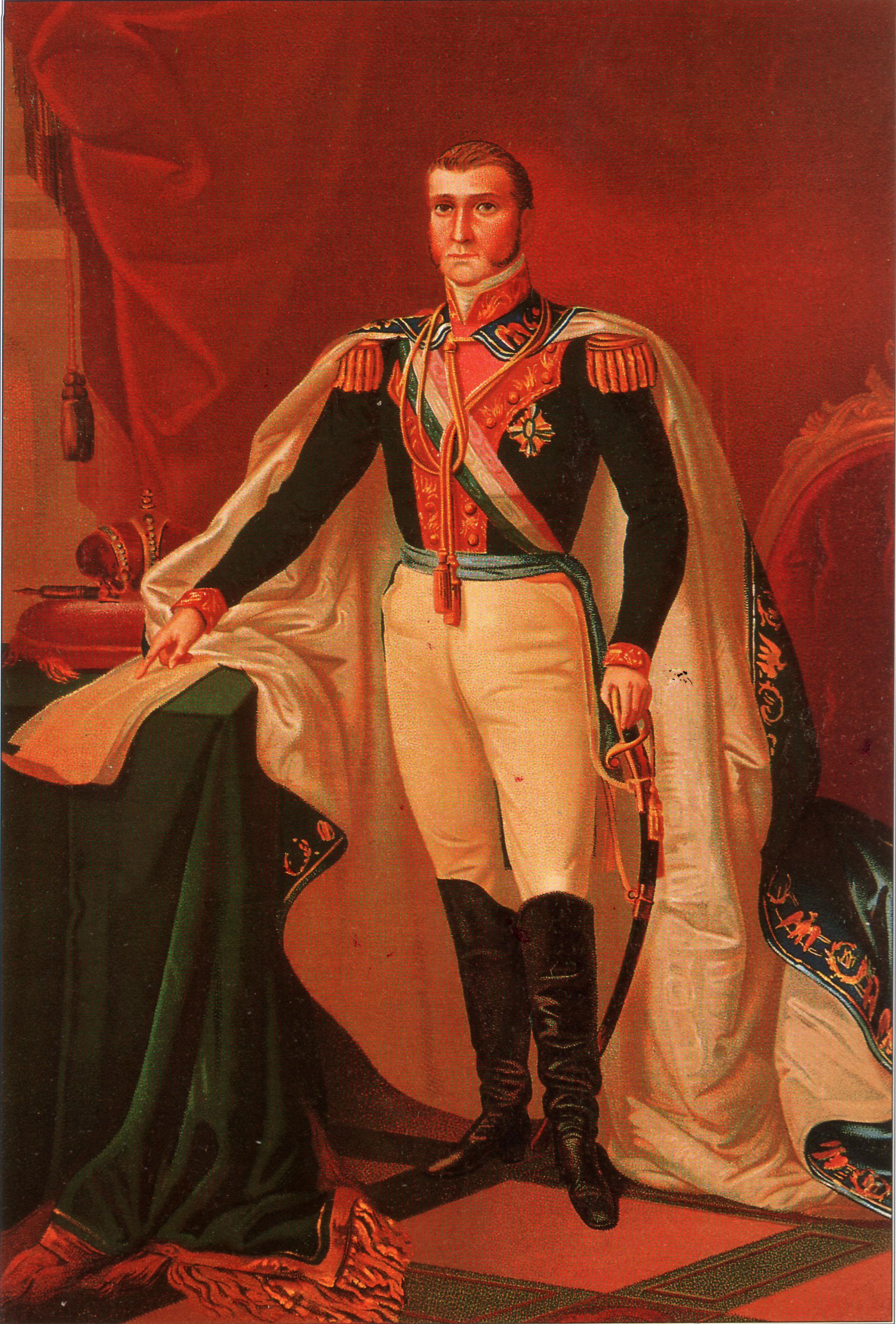
Iturbide Emperador, atribuido a Josephus Arias Huerta.

Desde que se unió al Plan de Iguala, Antonio López de Santa Anna mantuvo una relación estrecha con Iturbide, quien lo nombró gobernador militar de Veracruz. Entablaron comunicación y amistad personal por medio de correspondencia durante más de un año. En octubre de 1822, Santa Anna, sin flota y sin artillería pesada, pretendió tomar el fuerte de San Juan de Ulúa. Debido a que el proyecto era de especial interés, Iturbide giró órdenes al general José Antonio de Echávarri para supervisar las operaciones, pero todo se trataba de una cadetada y el plan fracasó. El 16 de noviembre, Iturbide se trasladó a Xalapa con el pretexto de tomar las precauciones necesarias para la toma de San Juan de Ulúa, pero en realidad quería destituir a Santa Anna y conducirlo a Ciudad de México. Durante esos días la emperatriz había dado a luz a un nuevo príncipe y el emperador regresó a celebrar el acontecimiento. No obstante, requirió la presencia de Santa Anna en México, pero este se negó a asistir. De acuerdo a la crónica de Carlos María Bustamante, el manifiesto de Santa Anna fue trazado por el ministro plenipotenciario Miguel Santa María, quien estaba por embarcarse a la Gran Colombia y había mantenido correspondencia con Joel R. Poinsett solicitándole interceder para que en Washington D. C. no se reconociera el gobierno de Iturbide.
Quien fuera para Santa Anna, el «amadísimo general», «dignísimo y particularmente amado emperador» se convirtió en «el déspota más injusto», «que en lugar de ser el libertador, se había convertido en un tirano». El 2 de diciembre, Santa Anna realizó una proclama a la población de Veracruz, entre sus enunciados destacaban:
1) Al emanciparse el país, se trató de buscar un gobierno fundado sobre los principios de igualdad, justicia y razón.
2) México eligió desde el principio el gobierno rerpresentativo, a través del Congreso que ha sucumbido ante la fuerza.
3) En nombre de la nación se proclama, en consecuencia, la República, bajo las condiciones que determine una asamblea representativa de la nación.
La respuesta del emperador fue inmediata: destacó a los generales José Antonio de Echávarri. José María Lobato y Luis Cortázar para someter la sublevación. El día 3 de diciembre, Santa Anna lanzó un nuevo manifiesto, pero esta vez dirigido a la Gran Nación Mexicana. En el documento expresó sus protestas por la disolución del Congreso, por la vulneración de la inviolabilidad de los diputados y por la incautación de bienes de propiedad privada, lo cual representaba quebrantar el juramento que el propio emperador había hecho. Desconcertado por las proclamas republicanas y por la agitación en Veracruz, Francisco Lemaur estableció comunicación con Santa Anna. Con el interés de proteger la fortaleza de San Juan de Ulúa pronunció su posición contraria a la tiranía. Santa Anna se reunió con Lemaur y convino un armisticio de mutua conveniencia. Echávarri y Lobato consideraron este acto como una traición a la nación.

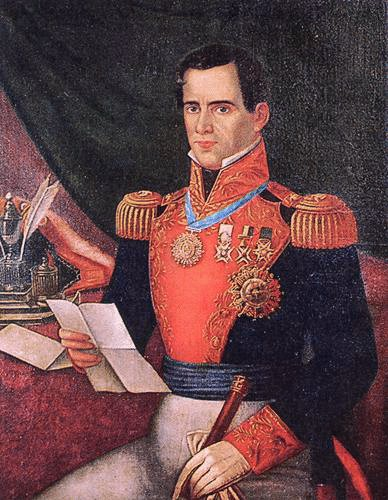
Antonio López de Santa Anna, creador del Plan de Casa Mata.

El 6 de diciembre de 1822, Guadalupe Victoria salió de su refugio para secundar el movimiento. Conociendo el prestigio y popularidad del exinsurgente, Santa Anna optó por entregarle la jefatura. Juntos proclamaron el Plan de Veracruz, el cual estaba conformado por diecisiete artículos principales y veintidós adicionales, entre los más importantes se proponía: tener exclusividad de la religión católica, preservar la independencia, radicar la soberanía en el Congreso, declarar la nulidad de la investidura imperial de Iturbide por haber forzado la voluntad del Congreso y vigencia de la Constitución española hasta que el Congreso redactase una nueva. El día 9 de diciembre, Iturbide se dio cuenta de la peligrosidad ante la posible alianza de los rebeldes con los españoles de Lemaur. Al día siguiente, Santa Anna propuso a Echávarri unirse al movimiento republicano, pero el general consentido del emperador se negó haciendo pública su respuesta el día 16 de diciembre, en la cual increpaba al rebelde como falso republicano desenmascarando su intención velada de venganza contra el emperador, quien le había separado del mando de la provincia.
El 21 de diciembre, Santa Anna realizó un avance hacia Xalapa pero fue vencido por el general Calderón. Obligado a replegarse, el 24 de diciembre se reunió con un grupo de 300 efectivos de Guadalupe Victoria en Puente del Rey y retomó el mando de la rebelión. Echávarri recibió refuerzos para sitiar a los rebeldes elevando su capacidad militar a 3000 soldados, no obstante, retrasó el inicio del ataque, probablemente a causa de conversaciones entabladas a través de la logia escocesa. El día 26 de diciembre, despreocupado en la capital, Iturbide participó en el bautizo de su hijo Felipe de Jesús Andrés María de Guadalupe, cuya ceremonia llevó a cabo el obispo de Puebla. Mientras tanto, Santa Anna aprovechó nuevamente la popularidad de Guadalupe Victoria arengando a la población para engrosar sus filas y nombrándolo nuevamente general en jefe del movimiento los primeros días de enero.
El 5 de enero de 1823, los ex insurgentes Vicente Guerrero y Nicolás Bravo se trasladaron a Chilapa en las montañas del sur con la intención de sublevarse. Iturbide envió a Epitacio Sánchez y Gabriel de Armijo en su persecución. El 13 de enero de 1823, en el frente del sur, se desarrolló la batalla de Almolonga. Las fuerzas rebeldes fueron derrotadas, resultando gravemente herido Guerrero, pero Epitacio Sánchez murió durante el combate. A pesar del éxito de las fuerzas imperiales, la insurrección se extendió de manera incontenible hacia la zona de Oaxaca.
Todavía el 22 de enero, Santa Anna reportó a Guadalupe Victoria haber sido atacado por los cuatro puntos cardinales por las fuerzas imperiales. Pero un giro radical aconteció cuando los generales Echávarri, Lobato y Cortázar firmaron el 1 de febrero de 1823 el Plan de Casa Mata. De acuerdo a Lucas Alamán la razón de este cambio de ideología obedeció a la influencia de las logias masónicas, de acuerdo a Santa Anna se debió al apoyo de Lemaur y de acuerdo a los análisis de Nettie L. Benson: «un trabajo fundamental ya había sido preparado», probablemente tras bambalinas, por Miguel Ramos Arizpe y José Mariano de Michelena.

### Abdicación
El Plan de Casa Mata estuvo conformado por once artículos, sus principales bases fueron: la formación de un nuevo Congreso —los antiguos diputados podrían ser reelectos o sustituidos—; se circularía a cada jefe del ejército una copia del plan; las diputaciones provinciales ejercerían el control administrativo de las provincias y se prohibió atentar contra la persona del emperador. El documento fue enviado a todas las provincias y fue adaptado con gran celeridad. Con la propuesta descrita en el plan para elegir nuevos miembros del Congreso, enemigos y amigos de Iturbide estuvieron de acuerdo en dicha convocatoria.
Tras la abdicación de Iturbide, cada diputación asumió la jurisdicción administrativa y política de su área, estableciendo un sistema federal de facto y mermando al poder central. Durante esos días había llegado a Ciudad de México el capitán comanche Guonique y un jefe de la tribu cheroqui para celebrar tratados de paz con el imperio, pues sus pueblos habían sido forzados a salir del territorio de los Estados Unidos. Guonique se comprometió a colaborar con 20 000 hombres para apoyar a Iturbide, pero todo resultó ser un embuste[cita requerida].
El 4 de marzo, Iturbide expidió un decreto para restaurar el Congreso, tres días más tarde los diputados se reunieron. El emperador asistió a la primera reunión pronunciando un discurso en el que protestó obsequiar la voluntad general, recomendó al Congreso elegir el lugar que estimase conveniente para su residencia, así como proveer recursos para las tropas pronunciadas y concluyó por encarecer la conveniencia de una amnistía para olvidar los agravios y errores pasados.
El 19 de marzo de 1823, el secretario de Justicia Juan Gómez Navarrete comunicó por medio de una carta la abdicación de Iturbide:

Reconocido el soberano Congreso por la Junta y tropas adheridas al Plan o Acta de Casa Mata, cesó el motivo porque yo conservé la fuerza en la inmediaciones de la capital. La corona la admití con suma repugnancia, sólo para servir a la patria; pero desde el momento en que entreví que su conservación podría servir si no de causa, al menos de pretexto para una guerra intestina, me resolví dejarla.

No hice yo abdicación de ella, porque no había representación nacional reconocida generalmente [...] hay ya el reconocimiento, y hago por tanto la abdicación absoluta.

Mi presencia en el país sería siempre pretexto para desavenencias, y se me atribuirían planes en que nunca pensara. Y para evitar aún las más remota sospecha, me expatriaré gustoso y me dirigiré a una nación extraña. Sólo le pediré al Congreso que pague la nación las deudas que he contraído con particulares amigos, que no son de gran consideración; pues aunque el mismo Congreso dejó a mi arbitrio que tomara para mí lo que necesitara y la Junta me hizo una asignación, yo no podía hacer uso de lo uno ni de lo otro, cuando las necesidades de las tropas, empleados y funcionarios públicos llegaban a mi corazón.
Carta de abdicación de Agustín de Iturbide.

El 26 de marzo se realizó una junta de guerra en la que participó el marqués de Vivanco, Echávarri, Bravo, Barragán y otros oficiales. Se determinó que Iturbide saliese con su familia escoltado por el general Nicolás Bravo tal y como lo había solicitado el propio exemperador. Aún después de realizada la abicación, hubo choques entre la población cuando entró el llamado Ejército Libertador a Ciudad de México que fue recibido en la ermita de San Antonio por grupos armados y el populacho. Pero todo fue inútil, el fraile Aguilar, que encabezaba a un grupo, tuvo que refugiarse en el convento de La Merced y el sargento Pio Marcha fue apresado en el Salto del Agua.
El Congreso se reunió y confió el Poder Ejecutivo a un triunvirato, en el que llegaron a turnarse los generales Pedro Celestino Negrete, Nicolás Bravo, Vicente Guerrero y Guadalupe Victoria, como suplentes Miguel Domínguez y Mariano Michelena. El 7 de abril de 1823, el Congreso declaró la coronación de Agustín de Iturbide como obra de violencia y de la fuerza y de derecho nulo. Asimismo, el Congreso declaró que en ningún tiempo hubo derecho para obligar a la nación mexicana a sujetarse a ninguna ley ni tratado, en consecuencia consideró no subsistentes el Plan de Iguala y los Tratados de Córdoba, quedando en absoluta libertad para constituirse en la forma de gobierno que más le acomodase.
Vicente Filisola fue avisado de la proclama del Plan de Casa Mata. El 29 de marzo convocó a una reunión en la ciudad de Guatemala. El 24 de junio el Congreso local votó su separación de México, con excepción de la provincia de Chiapas, la cual prefirió mantenerse unida. El 1 de julio de 1823, se constituyó la llamada Provincias Unidas del Centro de América.

## Exilio

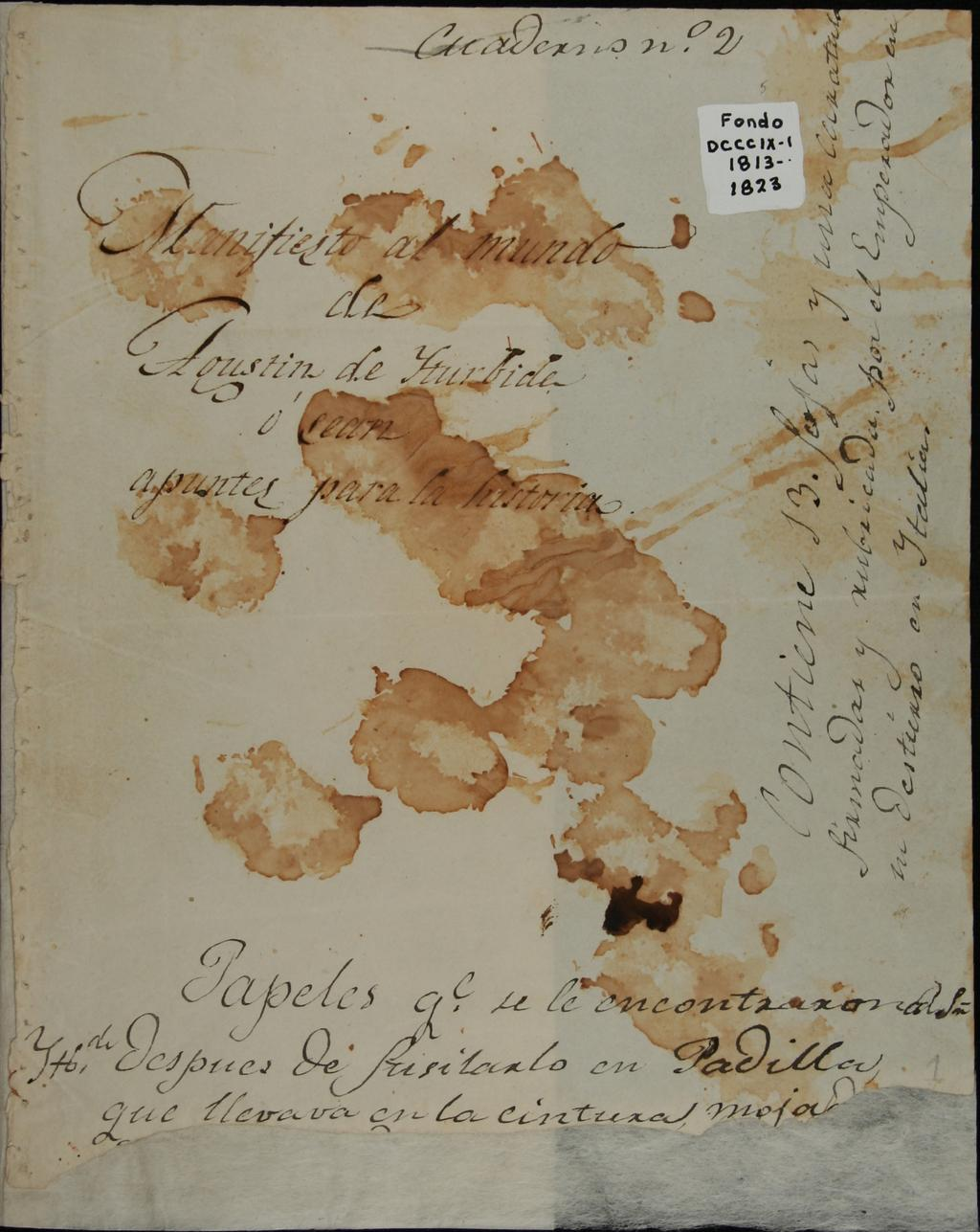
Manifiesto de Agustín de Iturbide al mundo (Manifiesto de Liorna)

El Congreso asignó una pensión anual de veinticinco mil pesos a Iturbide, con la condición de que estableciera su residencia en cualquier lugar de Italia. También su familia tendría el derecho de la pensión que las leyes designasen en caso de muerte del exemperador. El 9 de mayo, Iturbide llegó a la desembocadura del río La Antigua, Veracruz y Guadalupe Victoria acudió a despedirlo; el exemperador, como muestra de gratitud y reconocimiento, quiso regalarle un reloj, el ex insurgente no lo quiso admitir y le dio a cambio un pañuelo de seda, el cual guardó hasta el momento de su muerte. El 11 de mayo de 1823, Iturbide en compañía de su esposa, ocho hijos y diecinueve sirvientes, se embarcó en la fragata inglesa Rowllins con destino a Europa. Asimismo, solicitó protección por temor a ser atacado por un barco pirata o un barco español.
El Congreso invitó a regresar al ministro plenipotenciario de Colombia, Miguel Santa María, a pesar de que este había sido señalado como autor del Plan de Veracruz. Además mandó eliminar la corona del águila que tenía el escudo nacional, declaró nulo el nombramiento de los ministros del Supremo Tribunal de Justicia y sacó de circulación el papel moneda de Iturbide. Se expidió un decreto para declarar buenos y meritorios los servicios hechos a la patria durante los once primeros años de guerra de independencia a Miguel Hidalgo, Ignacio Allende, Juan Aldama, Mariano Abasolo, José María Morelos, Mariano Matamoros, Miguel Bravo, Hermenegildo Galeana, Xavier Mina, Pedro Moreno y Víctor Rosales.

### Manifestaciones republicanas e iturbidistas
Las provincias de Guanajuato, Michoacán, San Luis Potosí, Zacatecas y Oaxaca enviaron comisionados a la convocatoria de Congreso, pero sus peticiones se convirtieron en exigencias. Texas, Coahuila, Nuevo León y Tamaulipas pretendieron separarse para constituir un Estado independiente. El 12 de mayo, en Guadalajara, se registró un levantamiento de masas populares que hizo evidente el desacuerdo entre la población, donde hubo aclamaciones y gritos «¡Viva Agustín I!» En Sonora, fray Bernardo del Espíritu Santo, autoridad puramente eclesiástica, reprobó el Plan de Casa Mata. Adicionalmente a la división de iturbidistas, borbonistas y republicanos, comenzó una pugna entre centralistas y federalistas, quienes tomaron posturas separatistas. Un año más tarde, un pronunciamiento contrario a los designios del Congreso nacional —en el que participaron simpatizantes de Iturbide— fue encabezado por Luis Quintanar y Anastasio Bustamante en Guadalajara. Nicolás Bravo y Pedro Celestino Negrete acudieron a la zona para ocupar la ciudad y negociar la emancipación. En Tepic, el barón de Rossenberg y Eduardo García —pariente del propio exemperador— se manifestaron abiertamente a favor Iturbide y fueron reducidos por el coronel Luis Correa. Una vez derrotados se ordenó su fusilamiento. Entonces surgieron manifestaciones a favor de Iturbide como en Ciudad de México, cuando veinticinco conspiradores fueron aprehendidos, al encontrárseles papeles, planes y una acta que estaban dispuestos a remitir a Londres, entre ellos se encontraban el diputado José Antonio Andrade y el coronel Reyes Veramendi.
Iturbide llegó a Livorno el 2 de agosto de 1823. Se alojó en la casa de campo de Paulina Bonaparte e intentó trasladarse a Roma pero no se le permitió. También se entrevistó con el excónsul de España, Mariano Torrente, quien mostró su interés por conocer la historia del exemperador. Por su parte, Iturbide escribió en Livorno, Toscana, su Manifiesto al mundo, también conocido como Manifiesto de Liorna —fechado el 27 de septiembre de 1823— pero no pudo publicarlo. Debido a persecuciones y acosos, viajó por Suiza, la ribera del Rin y Bélgica hasta llegar a Ostende. Posteriormente cruzó el canal de la Mancha para llegar a Londres, en donde se estableció el 1 de enero de 1824. Mediante la ayuda de un amigo suyo, llamado Quin, pudo publicar su Manifiesto. Los movimientos de Iturbide fueron observados e informados por el padre José María Marchena, espía mexicano, que puntualmente mantuvo informado al ministro de Interior y Relaciones Exteriores Lucas Alamán. Durante su estancia en Londres, el exemperador recibió cartas de México, en la que sus partidarios le animaban a regresar. El 13 de febrero, Iturbide envió mensaje dirigido al Congreso, en el que notificó su salida de Italia, así como su deseo y disposición para prestar sus servicios al gobierno de México, pues consideraba que la independencia la nación corría peligro por los esfuerzos que hacía España con ayuda de la Santa Alianza para reconquistar los territorios americanos.
Desde marzo de 1824, durante las sesiones del Congreso mexicano, fueron mencionados y discutidos los levantamientos iturbidistas. El 3 de abril, por sesenta y seis votos contra dos, se declaró traidor a Agustín de Iturbide, siempre que se presentase en cualquier punto del territorio mexicano bajo cualquier título, al igual que cualquier persona que cooperase en favorecer su regreso. El 22 de abril, se dictaminó que si Iturbide pisaba suelo mexicano sería declarado traidor y enemigo del Estado, por tal motivo cualquiera podría darle muerte. El 28 de abril, el dictamen fue ratificado y se hizo extensivo a quienes ayudasen su retorno.

## Aprehensión y muerte

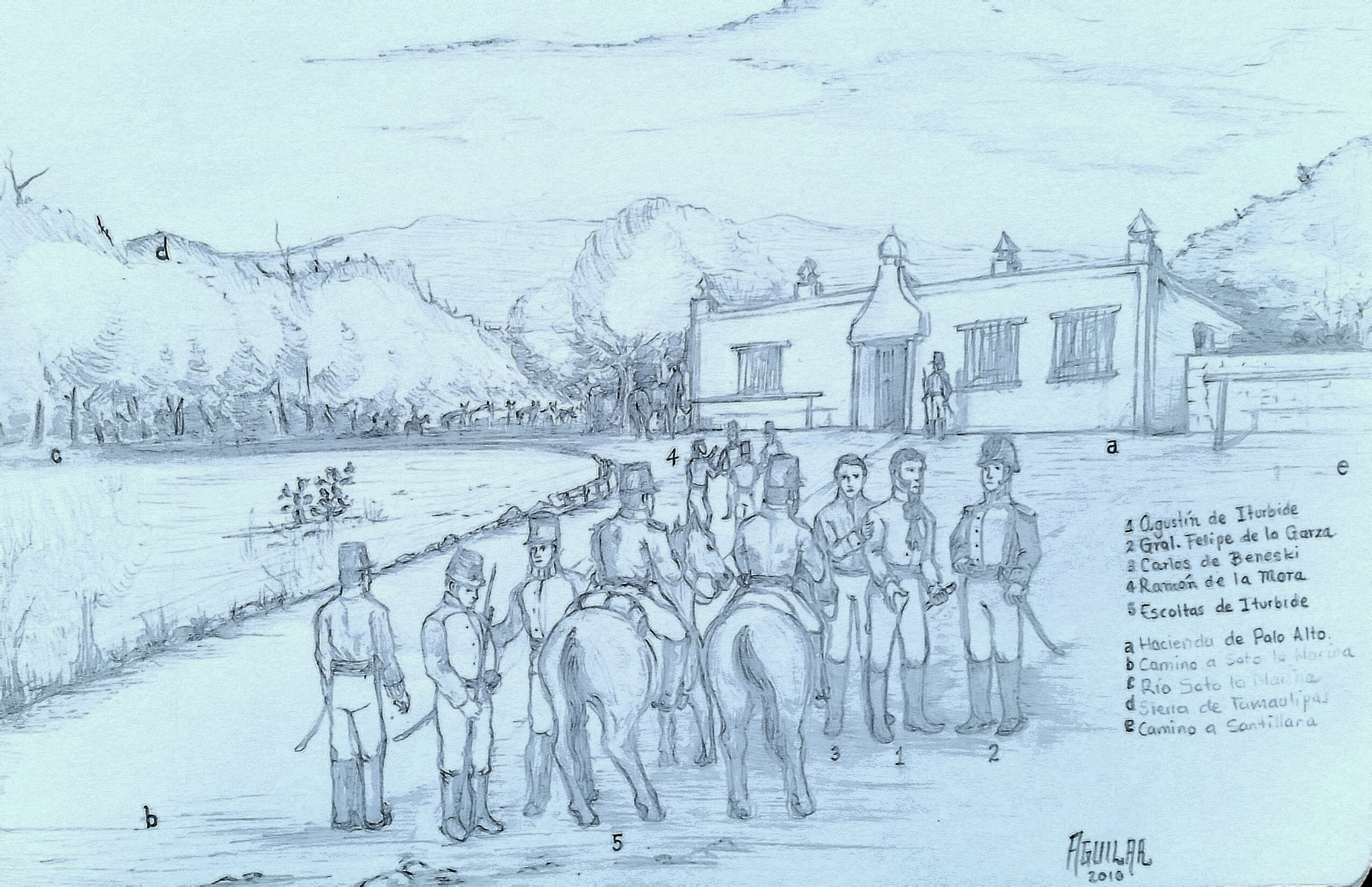
Iturbide preso en la hacienda de Palo Alto, jurisdicción de Santillana, Nuevo Santander el día 18 de julio de 1824.

El 4 de mayo de 1824, Iturbide se embarcó en el bergantín inglés Spring, lo acompañaron su esposa, dos de sus hijos menores, Ramón Malo, el padre José López, el padre José Treviño, el italiano Macario Morandini, el impresor inglés John Armstrong, y el coronel polaco Carlos Beneski quien había sido partícipe durante las campañas mexicanas. Llevaba consigo una prensa, documentos personales y un manifiesto que dirigiría al pueblo de México.
El 14 de julio, la embarcación ancló en la barra de Soto la Marina. Beneski descendió de la nave para presentarse con el comandante militar Felipe de la Garza y le mostró una carta del padre Treviño, en la cual se le recomendaba para proponer al gobierno mexicano un proyecto de colonización irlandesa. De la Garza preguntó por Iturbide, el polaco contestó que el exemperador se encontraba en Londres con su familia, de esta forma se autorizó el desembarco.
El 15 de julio, Iturbide —en compañía de Beneski— cabalgó por Soto la Marina, y fue reconocido por el teniente coronel Juan Manuel Azúnzolo y alcalde. Confirmada la sospecha, el día 16, el cabo Jorge Espino realizó la detención de los viajeros en un lugar llamado Los Arroyos. De la Garza se entrevistó con ambos, Iturbide le explicó que había viajado a México para ofrecer sus servicios a la patria, el comandante le notificó que se encontraba fuera de la ley conforme al decreto expedido por el Congreso el 28 de abril, también le reclamó el engaño a Beneski, quien respondió que era militar y que había procedido de acuerdo a las órdenes recibidas.

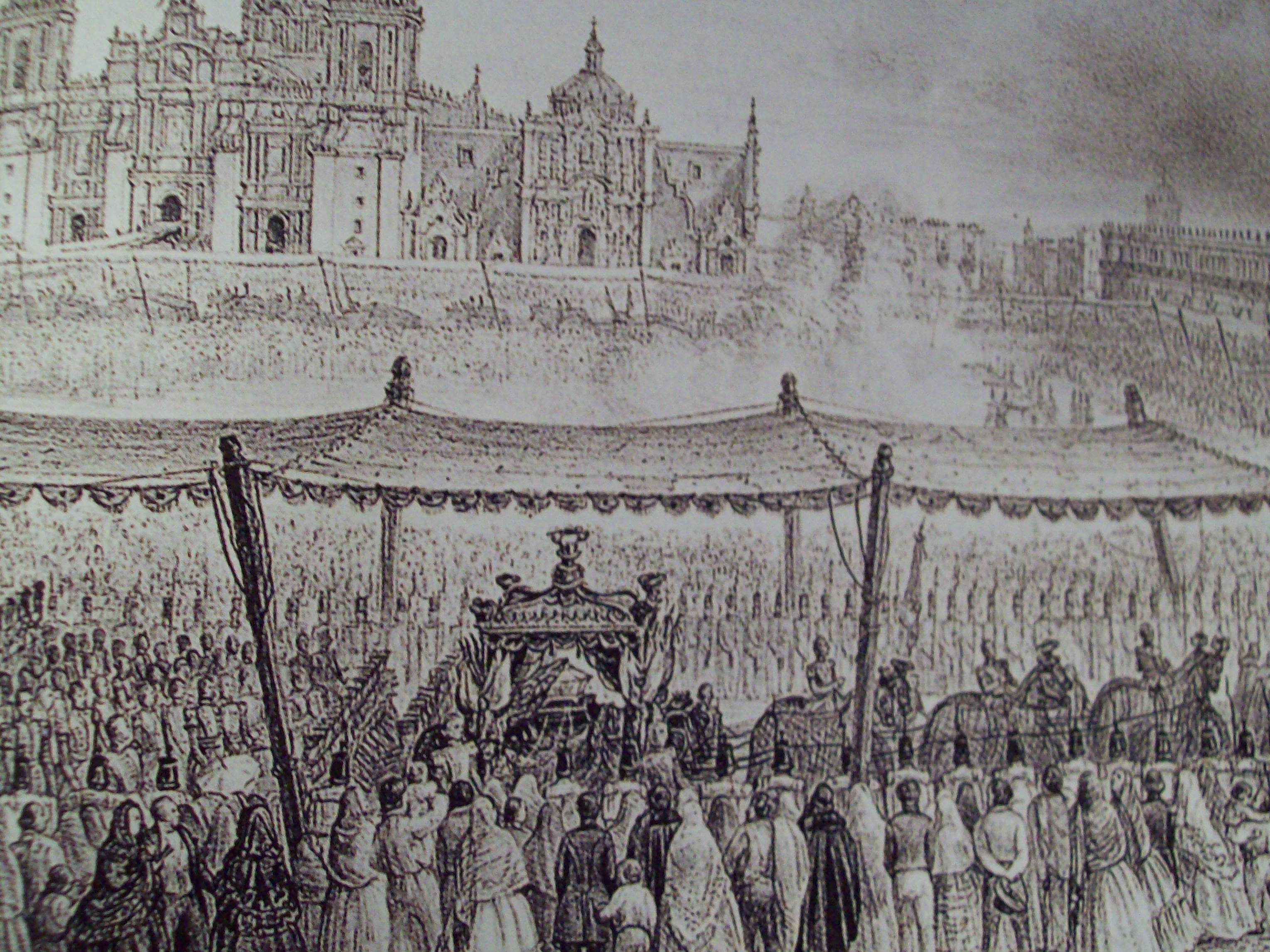
Traslado de los restos de Agustín de Iturbide a la Catedral Metropolitana de la Ciudad de México, en 1838.

De la Garza trasladó a Iturbide a Padilla, en donde se encontraba sesionando el Congreso local del recién creado estado de Tamaulipas. El gobernador era Bernardo Gutiérrez de Lara, quien había simpatizado con Hidalgo y Morelos, dirigiendo a un grupo de insurgentes en la zona de Texas. En su defensa, Iturbide arguyó la posible invasión que se preparaba con ayuda de la Santa Alianza, pero nadie le creyó. El Congreso local ordenó cumplir el decreto federal.
El 19 de julio de 1824 Iturbide fue fusilado en Padilla (Tamaulipas). Sus últimas palabras fueron: 

¡Mexicanos!, en el acto mismo de mi muerte, os recomiendo el amor a la patria y observancia de nuestra santa religión; ella es quien os ha de conducir a la gloria. Muero por haber venido a ayudaros, y muero gustoso, porque muero entre vosotros: muero con honor, no como traidor: no quedará a mis hijos y su posteridad esta mancha: no soy traidor, no.

## Restos mortales

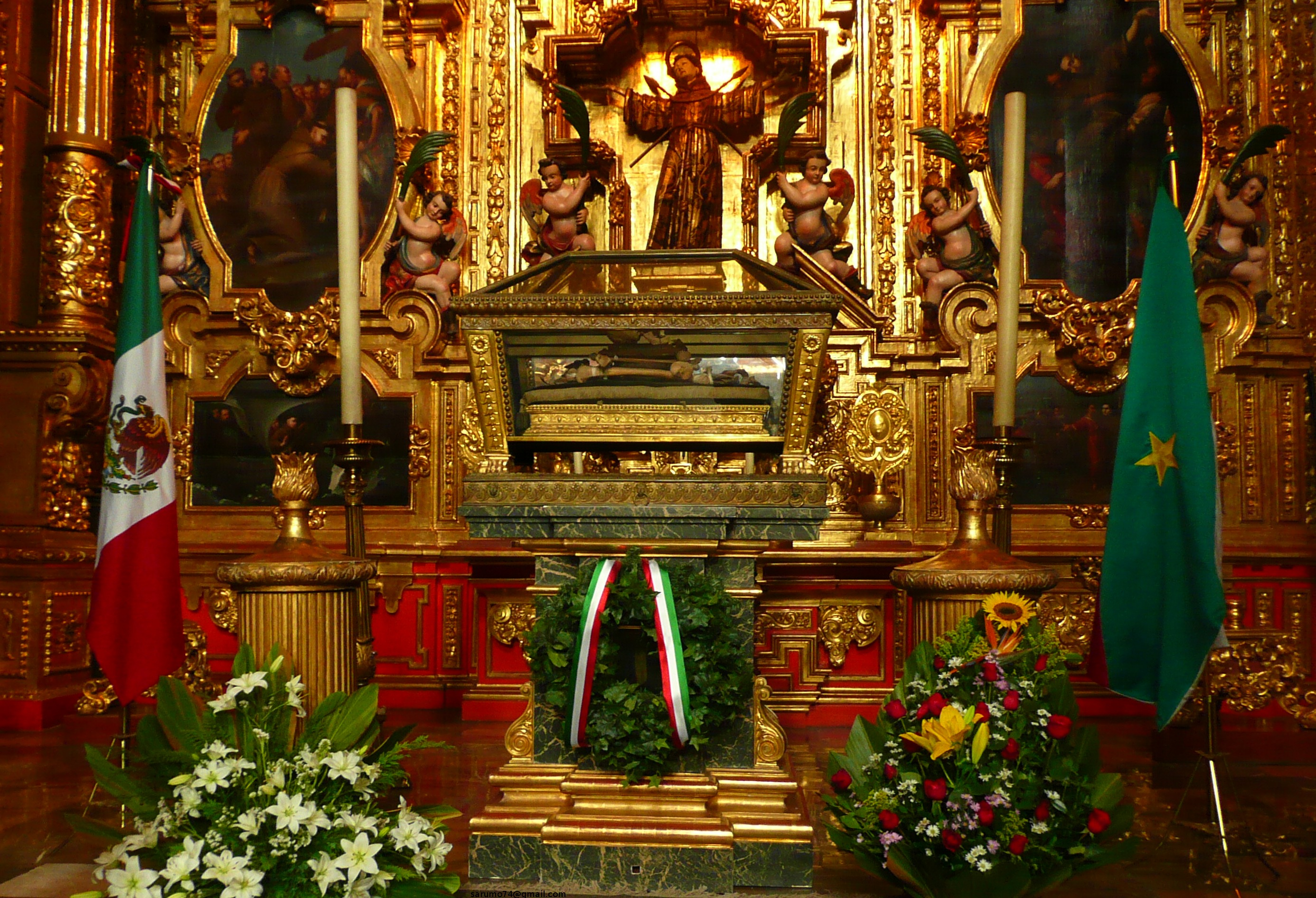
Exhibición de los restos mortales del emperador y general Agustín de Iturbide en la catedral Metropolitana de Ciudad de México, con motivo de los festejos del Bicentenario de la Independencia de México, en 2010.

En 1838, bajo la presidencia de Anastasio Bustamante, los restos mortales de Iturbide fueron trasladados a Ciudad de México y se inhumaron con honores en la Capilla de San Felipe de Jesús en la catedral Metropolitana, donde permanecen hasta ahora, exhibidos en una urna de cristal.

## Legado y honores
Su nombre, asociado con la bandera nacional, se conservó durante mucho tiempo en una estrofa de la letra original del Himno Nacional de México, escrito en 1854, la cual se suprimió en 1943:

VII Estrofa del Himno Nacional Mexicano:

Si a la lid contra hueste enemiga nos convoca la trompa guerrera, de Iturbide la sacra bandera ¡mexicanos! valientes seguid.

Y a los fieros bridones les sirvan las vencidas enseñas de alfombra; los laureles del triunfo den sombra a la frente del bravo adalid.
Manifiesto al mundo de Agustín de Iturbide:

El Congreso de México trató de erigir estatuas a los jefes de la insurrección y hacer honores a sus fúnebres cenizas.

A estos mismos jefes yo había perseguido, y volvería a perseguir si retrogradáramos a aquellos tiempos.

Paradójicamente, el sable que utilizó Iturbide durante el desfile de entrada del Ejército Trigarante en Ciudad de México se colocó en el salón del Congreso junto con los nombres escritos en letras de oro de los insurgentes a quienes había combatido. En su exhibición, reza lo siguiente:

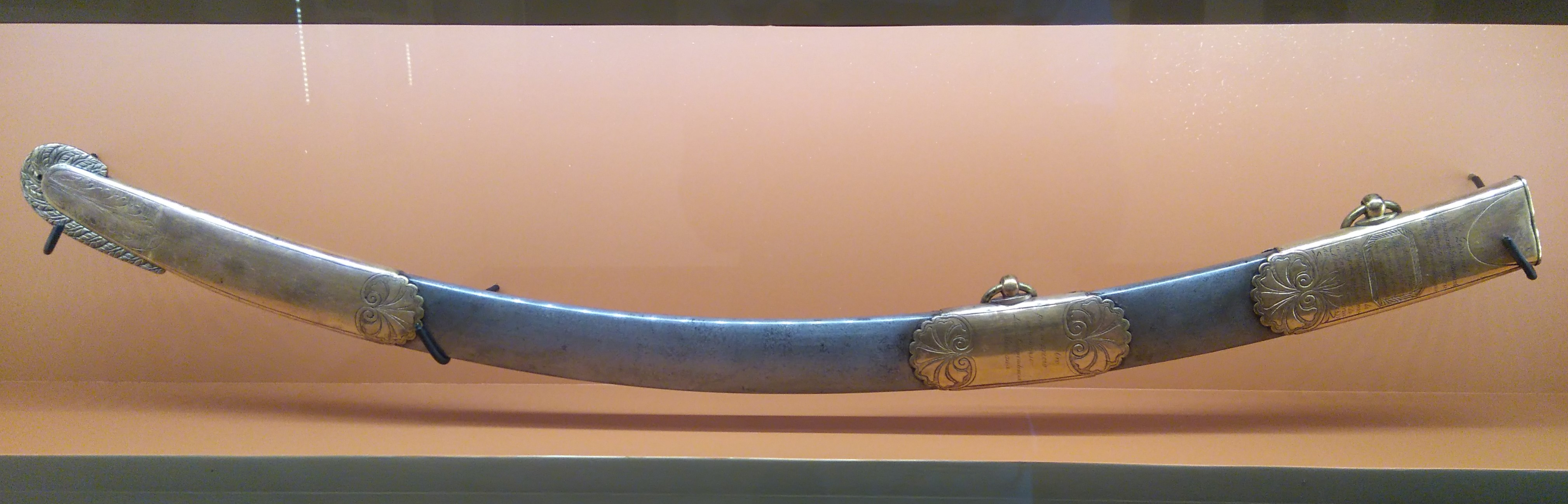
Sable de Agustín de Iturbide, usado el 27 de septiembre de 1821.

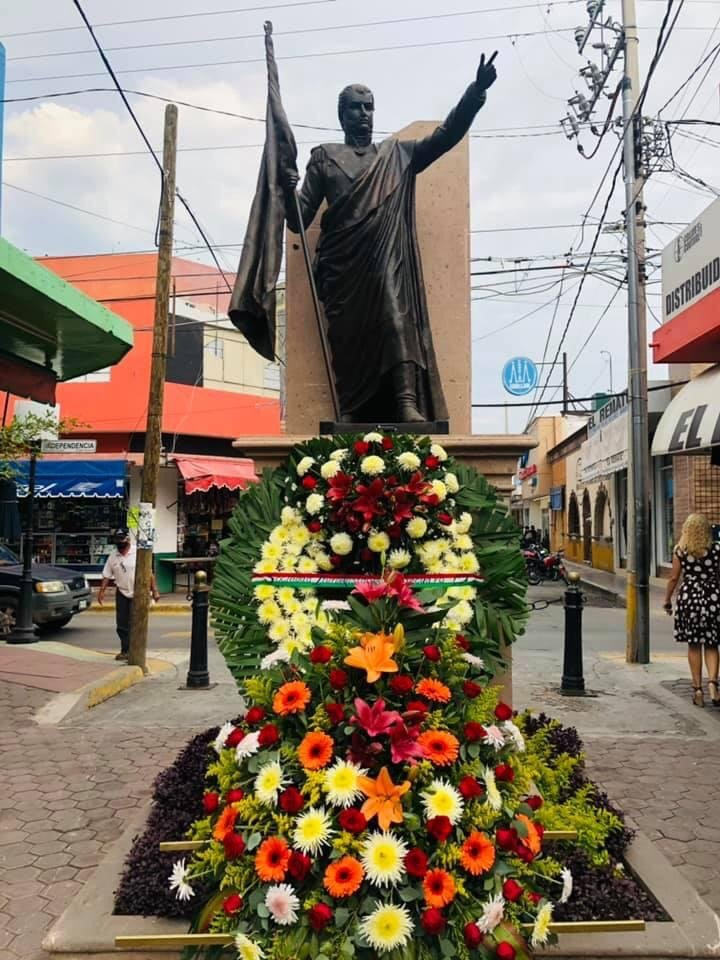
Monumento a Iturbide, en la ciudad de Yurécuaro, Michoacán

En la boquilla y primera anilla se lee: "El General Anastasio Bustamante, fiel amigo y colaborador del Héroe de Yguala, dedica al Congreso Mexicano este sable por ser el mismo que el inmortal Yturbide usó en la Campaña de siete meses en que se logró la libertad de la Patria. Año 1839". Y en la segunda anilla: "No es de Oro, pero su precio es inmenso. La Yndependencia Mexicana". Museo Nacional de las Intervenciones

## Descendientes
Con su esposa, Ana María Huarte, tuvo diez hijos:
- Agustín Jerónimo, príncipe imperial de México (30 de septiembre de 1807-11 de diciembre de 1866). Luchó al lado del libertador Simón Bolívar y se convirtió en su edecán, nunca se casó ni tuvo hijos.

- Sabina de Iturbide, princesa mexicana (30 de diciembre de 1810-14 de julio de 1871). Nunca se casó, tomó los hábitos de monja.
- Juana María de Iturbide, princesa mexicana (8 de marzo de 1812-2 de octubre de 1828). Nunca se casó, y tomó los hábitos de monja haciéndose llamar hermana Margarita de Jesús, María y José.

- Princesa Josefa de Iturbide, princesa mexicana (22 de diciembre de 1814-5 de diciembre de 1891). Nunca se casó, fue amiga y dama de la corte de la emperatriz Carlota de México y fue la más longeva de sus hermanos y la última de ellos en morir.

- Ángel de Iturbide, príncipe mexicano (2 de octubre de 1816-21 de julio de 1872). Se casó con Alice Green, una ciudadana estadounidense, con descendencia.

- María de Jesús de Iturbide, princesa mexicana (21 de febrero de 1818-10 de julio de 1849). Nunca se casó, tomó los hábitos de monja en el exilio en los Estados Unidos. Se hacía llamar María Isis.

- María de los Dolores de Iturbide, murió en la infancia (1819-10 de julio de 1820)

- Salvador de Iturbide y Huarte, príncipe mexicano (16 de julio de 1820-7 de junio de 1856). Se casó con Rosario Marzán, tuvieron descendencia.

- Felipe de Iturbide, príncipe mexicano (30 de noviembre de 1822-19 de noviembre de 1853). Fue el único entre los hijos de los emperadores de México que nació siendo príncipe.

- Agustín Cosme de Iturbide (octubre 1824-10 de mayo de 1873). Su madre estaba embarazada de él en el momento en que su padre fue fusilado. Nació en Nueva Orleáns y fue militar. Nunca contrajo matrimonio.

## Distinciones
- Gran maestre de la Orden de Guadalupe.
- Cruz de la independencia.

## Ancestros
| \| \| \| \| \| \| \| \| \| \| \| \| \| \| \| \| \| \| \| \| 16. José de Iturbide \| \| \| \| \| \| \| \| \| \| \| \| \| \| \| \| \| \| \| \| \| \| \| \| \| \| \| \| \| \| \| \| \| \| \| \| \| \| \| \| \| \| \| \| \| \| \| \| \| \| \| \| \| \| 8. José de Iturbide e Irigaray \| \| \| \| \| \| \| \| \| \| \| \| \| \| \| \| \| \| \| \| \| \| \| \| \| \| \| \| \| \| \| \| \| \| \| \| \| \| \| \| \| \| \| \| \| \| \| \| \| \| \| \| \| \| 17. Antonia de Irigaray \| \| \| \| \| \| \| \| \| \| \| \| \| \| \| \| \| \| \| \| \| \| \| \| \| \| \| \| \| \| \| \| \| \| \| \| \| \| \| \| \| \| \| \| \| \| \| \| \| \| \| \| \| \| 4. José de Iturbide y Álvarez de Eulate \| \| \| \| \| \| \| \| \| \| \| \| \| \| \| \| \| \| \| \| \| \| \| \| \| \| \| \| \| \| \| \| \| \| \| \| \| \| \| \| \| \| \| \| \| \| \| \| \| \| \| \| \| \| 18. Pedro Álvarez de Eulate \| \| \| \| \| \| \| \| \| \| \| \| \| \| \| \| \| \| \| \| \| \| \| \| \| \| \| \| \| \| \| \| \| \| \| \| \| \| \| \| \| \| \| \| \| \| \| \| \| \| \| \| \| \| 9. Magdalena Álvarez de Eulate y Vicuña \| \| \| \| \| \| \| \| \| \| \| \| \| \| \| \| \| \| \| \| \| \| \| \| \| \| \| \| \| \| \| \| \| \| \| \| \| \| \| \| \| \| \| \| \| \| \| \| \| \| \| \| \| \| 19. Josefa de Vicuña \| \| \| \| \| \| \| \| \| \| \| \| \| \| \| \| \| \| \| \| \| \| \| \| \| \| \| \| \| \| \| \| \| \| \| \| \| \| \| \| \| \| \| \| \| \| \| \| \| \| \| \| \| \| 2. José Joaquín de Iturbide y Arregui, príncipe de la Unión \| \| \| \| \| \| \| \| \| \| \| \| \| \| \| \| \| \| \| \| \| \| \| \| \| \| \| \| \| \| \| \| \| \| \| \| \| \| \| \| \| \| \| \| \| \| \| \| \| \| \| \| \| \| 20. Juan de Arregui \| \| \| \| \| \| \| \| \| \| \| \| \| \| \| \| \| \| \| \| \| \| \| \| \| \| \| \| \| \| \| \| \| \| \| \| \| \| \| \| \| \| \| \| \| \| \| \| \| \| \| \| \| \| 10. José de Arregui y Chocarro \| \| \| \| \| \| \| \| \| \| \| \| \| \| \| \| \| \| \| \| \| \| \| \| \| \| \| \| \| \| \| \| \| \| \| \| \| \| \| \| \| \| \| \| \| \| \| \| \| \| \| \| \| \| 21. Josefa de Chocarro \| \| \| \| \| \| \| \| \| \| \| \| \| \| \| \| \| \| \| \| \| \| \| \| \| \| \| \| \| \| \| \| \| \| \| \| \| \| \| \| \| \| \| \| \| \| \| \| \| \| \| \| \| \| 5. Josefa de Arregui y Gaztelu \| \| \| \| \| \| \| \| \| \| \| \| \| \| \| \| \| \| \| \| \| \| \| \| \| \| \| \| \| \| \| \| \| \| \| \| \| \| \| \| \| \| \| \| \| \| \| \| \| \| \| \| \| \| 22. José de Gaztelu \| \| \| \| \| \| \| \| \| \| \| \| \| \| \| \| \| \| \| \| \| \| \| \| \| \| \| \| \| \| \| \| \| \| \| \| \| \| \| \| \| \| \| \| \| \| \| \| \| \| \| \| \| \| 11. Josefa de Gaztelu y Esnoz \| \| \| \| \| \| \| \| \| \| \| \| \| \| \| \| \| \| \| \| \| \| \| \| \| \| \| \| \| \| \| \| \| \| \| \| \| \| \| \| \| \| \| \| \| \| \| \| \| \| \| \| \| \| 23. Benita de Esnoz \| \| \| \| \| \| \| \| \| \| \| \| \| \| \| \| \| \| \| \| \| \| \| \| \| \| \| \| \| \| \| \| \| \| \| \| \| \| \| \| \| \| \| \| \| \| \| \| \| \| \| \| \| \| 1. Agustín I, emperador de México \| \| \| \| \| \| \| \| \| \| \| \| \| \| \| \| \| \| \| \| \| \| \| \| \| \| \| \| \| \| \| \| \| \| \| \| \| \| \| \| \| \| \| \| \| \| \| \| \| \| \| \| \| \| 24. Juan de Aramburu \| \| \| \| \| \| \| \| \| \| \| \| \| \| \| \| \| \| \| \| \| \| \| \| \| \| \| \| \| \| \| \| \| \| \| \| \| \| \| \| \| \| \| \| \| \| \| \| \| \| \| \| \| \| 12. Martín Pérez de Aramburu y Olaciregui \| \| \| \| \| \| \| \| \| \| \| \| \| \| \| \| \| \| \| \| \| \| \| \| \| \| \| \| \| \| \| \| \| \| \| \| \| \| \| \| \| \| \| \| \| \| \| \| \| \| \| \| \| \| 24. Mariana de Olaciregui \| \| \| \| \| \| \| \| \| \| \| \| \| \| \| \| \| \| \| \| \| \| \| \| \| \| \| \| \| \| \| \| \| \| \| \| \| \| \| \| \| \| \| \| \| \| \| \| \| \| \| \| \| \| 6. Sebastián de Aramburu y Udicibar \| \| \| \| \| \| \| \| \| \| \| \| \| \| \| \| \| \| \| \| \| \| \| \| \| \| \| \| \| \| \| \| \| \| \| \| \| \| \| \| \| \| \| \| \| \| \| \| \| \| \| \| \| \| 26. Martín de Udicibar \| \| \| \| \| \| \| \| \| \| \| \| \| \| \| \| \| \| \| \| \| \| \| \| \| \| \| \| \| \| \| \| \| \| \| \| \| \| \| \| \| \| \| \| \| \| \| \| \| \| \| \| \| \| 13. Teresa de Udicibar y Zubicoeta \| \| \| \| \| \| \| \| \| \| \| \| \| \| \| \| \| \| \| \| \| \| \| \| \| \| \| \| \| \| \| \| \| \| \| \| \| \| \| \| \| \| \| \| \| \| \| \| \| \| \| \| \| \| 27. Mariana de Zubicoeta \| \| \| \| \| \| \| \| \| \| \| \| \| \| \| \| \| \| \| \| \| \| \| \| \| \| \| \| \| \| \| \| \| \| \| \| \| \| \| \| \| \| \| \| \| \| \| \| \| \| \| \| \| \| 3. Josefa de Aramburu y Carrillo de Figueroa \| \| \| \| \| \| \| \| \| \| \| \| \| \| \| \| \| \| \| \| \| \| \| \| \| \| \| \| \| \| \| \| \| \| \| \| \| \| \| \| \| \| \| \| \| \| \| \| \| \| \| \| \| \| 28. José Carrillo de Figueroa \| \| \| \| \| \| \| \| \| \| \| \| \| \| \| \| \| \| \| \| \| \| \| \| \| \| \| \| \| \| \| \| \| \| \| \| \| \| \| \| \| \| \| \| \| \| \| \| \| \| \| \| \| \| 14. Joaquín Carrillo de Figueroa y Villaseñor \| \| \| \| \| \| \| \| \| \| \| \| \| \| \| \| \| \| \| \| \| \| \| \| \| \| \| \| \| \| \| \| \| \| \| \| \| \| \| \| \| \| \| \| \| \| \| \| \| \| \| \| \| \| 29. María de Villaseñor \| \| \| \| \| \| \| \| \| \| \| \| \| \| \| \| \| \| \| \| \| \| \| \| \| \| \| \| \| \| \| \| \| \| \| \| \| \| \| \| \| \| \| \| \| \| \| \| \| \| \| \| \| \| 7. Nicolasa Carrillo de Figueroa y Méndez de Villaseñor \| \| \| \| \| \| \| \| \| \| \| \| \| \| \| \| \| \| \| \| \| \| \| \| \| \| \| \| \| \| \| \| \| \| \| \| \| \| \| \| \| \| \| \| \| \| \| \| \| \| \| \| \| \| 30. Domingo de Villaseñor \| \| \| \| \| \| \| \| \| \| \| \| \| \| \| \| \| \| \| \| \| \| \| \| \| \| \| \| \| \| \| \| \| \| \| \| \| \| \| \| \| \| \| \| \| \| \| \| \| \| \| \| \| \| 15. María Méndez de Villaseñor y de la Huerta \| \| \| \| \| \| \| \| \| \| \| \| \| \| \| \| \| \| \| \| \| \| \| \| \| \| \| \| \| \| \| \| \| \| \| \| \| \| \| \| \| \| \| \| \| \| \| \| \| \| \| \| \| \| 31. Catalina Méndez de la Huerta \| \| \| \| \| \| \| \| \| \| \| \| \| \| \| \| \| \| \| \| \| \| \| \| \| \| \| \| \| \| \| \| \| \| \| \| \| \| \| \| \| \| \| \| \| \| \| \| \| \| \| \| |                                                             |  |  |  |  |  |  |  |  |  |  |  |  |  |  |  |
| |                                                             |  |  |  |  |  |  |  |  |  |  |  |  |  |  |  |
| | 16. José de Iturbide                                        |  |  |  |  |  |  |  |  |  |  |  |  |  |  |  |
| |                                                             |  |  |  |  |  |  |  |  |  |  |  |  |  |  |  |
| |                                                             |  |  |  |  |  |  |  |  |  |  |  |  |  |  |  |
| | 8. José de Iturbide e Irigaray                              |  |  |  |  |  |  |  |  |  |  |  |  |  |  |  |
| |                                                             |  |  |  |  |  |  |  |  |  |  |  |  |  |  |  |
| |                                                             |  |  |  |  |  |  |  |  |  |  |  |  |  |  |  |
| | 17. Antonia de Irigaray                                     |  |  |  |  |  |  |  |  |  |  |  |  |  |  |  |
| |                                                             |  |  |  |  |  |  |  |  |  |  |  |  |  |  |  |
| |                                                             |  |  |  |  |  |  |  |  |  |  |  |  |  |  |  |
| | 4. José de Iturbide y Álvarez de Eulate                     |  |  |  |  |  |  |  |  |  |  |  |  |  |  |  |
| |                                                             |  |  |  |  |  |  |  |  |  |  |  |  |  |  |  |
| |                                                             |  |  |  |  |  |  |  |  |  |  |  |  |  |  |  |
| | 18. Pedro Álvarez de Eulate                                 |  |  |  |  |  |  |  |  |  |  |  |  |  |  |  |
| |                                                             |  |  |  |  |  |  |  |  |  |  |  |  |  |  |  |
| |                                                             |  |  |  |  |  |  |  |  |  |  |  |  |  |  |  |
| | 9. Magdalena Álvarez de Eulate y Vicuña                     |  |  |  |  |  |  |  |  |  |  |  |  |  |  |  |
| |                                                             |  |  |  |  |  |  |  |  |  |  |  |  |  |  |  |
| |                                                             |  |  |  |  |  |  |  |  |  |  |  |  |  |  |  |
| | 19. Josefa de Vicuña                                        |  |  |  |  |  |  |  |  |  |  |  |  |  |  |  |
| |                                                             |  |  |  |  |  |  |  |  |  |  |  |  |  |  |  |
| |                                                             |  |  |  |  |  |  |  |  |  |  |  |  |  |  |  |
| | 2. José Joaquín de Iturbide y Arregui, príncipe de la Unión |  |  |  |  |  |  |  |  |  |  |  |  |  |  |  |
| |                                                             |  |  |  |  |  |  |  |  |  |  |  |  |  |  |  |
| |                                                             |  |  |  |  |  |  |  |  |  |  |  |  |  |  |  |
| | 20. Juan de Arregui                                         |  |  |  |  |  |  |  |  |  |  |  |  |  |  |  |
| |                                                             |  |  |  |  |  |  |  |  |  |  |  |  |  |  |  |
| |                                                             |  |  |  |  |  |  |  |  |  |  |  |  |  |  |  |
| | 10. José de Arregui y Chocarro                              |  |  |  |  |  |  |  |  |  |  |  |  |  |  |  |
| |                                                             |  |  |  |  |  |  |  |  |  |  |  |  |  |  |  |
| |                                                             |  |  |  |  |  |  |  |  |  |  |  |  |  |  |  |
| | 21. Josefa de Chocarro                                      |  |  |  |  |  |  |  |  |  |  |  |  |  |  |  |
| |                                                             |  |  |  |  |  |  |  |  |  |  |  |  |  |  |  |
| |                                                             |  |  |  |  |  |  |  |  |  |  |  |  |  |  |  |
| | 5. Josefa de Arregui y Gaztelu                              |  |  |  |  |  |  |  |  |  |  |  |  |  |  |  |
| |                                                             |  |  |  |  |  |  |  |  |  |  |  |  |  |  |  |
| |                                                             |  |  |  |  |  |  |  |  |  |  |  |  |  |  |  |
| | 22. José de Gaztelu                                         |  |  |  |  |  |  |  |  |  |  |  |  |  |  |  |
| |                                                             |  |  |  |  |  |  |  |  |  |  |  |  |  |  |  |
| |                                                             |  |  |  |  |  |  |  |  |  |  |  |  |  |  |  |
| | 11. Josefa de Gaztelu y Esnoz                               |  |  |  |  |  |  |  |  |  |  |  |  |  |  |  |
| |                                                             |  |  |  |  |  |  |  |  |  |  |  |  |  |  |  |
| |                                                             |  |  |  |  |  |  |  |  |  |  |  |  |  |  |  |
| | 23. Benita de Esnoz                                         |  |  |  |  |  |  |  |  |  |  |  |  |  |  |  |
| |                                                             |  |  |  |  |  |  |  |  |  |  |  |  |  |  |  |
| |                                                             |  |  |  |  |  |  |  |  |  |  |  |  |  |  |  |
| | 1. Agustín I, emperador de México                           |  |  |  |  |  |  |  |  |  |  |  |  |  |  |  |
| |                                                             |  |  |  |  |  |  |  |  |  |  |  |  |  |  |  |
| |                                                             |  |  |  |  |  |  |  |  |  |  |  |  |  |  |  |
| | 24. Juan de Aramburu                                        |  |  |  |  |  |  |  |  |  |  |  |  |  |  |  |
| |                                                             |  |  |  |  |  |  |  |  |  |  |  |  |  |  |  |
| |                                                             |  |  |  |  |  |  |  |  |  |  |  |  |  |  |  |
| | 12. Martín Pérez de Aramburu y Olaciregui                   |  |  |  |  |  |  |  |  |  |  |  |  |  |  |  |
| |                                                             |  |  |  |  |  |  |  |  |  |  |  |  |  |  |  |
| |                                                             |  |  |  |  |  |  |  |  |  |  |  |  |  |  |  |
| | 24. Mariana de Olaciregui                                   |  |  |  |  |  |  |  |  |  |  |  |  |  |  |  |
| |                                                             |  |  |  |  |  |  |  |  |  |  |  |  |  |  |  |
| |                                                             |  |  |  |  |  |  |  |  |  |  |  |  |  |  |  |
| | 6. Sebastián de Aramburu y Udicibar                         |  |  |  |  |  |  |  |  |  |  |  |  |  |  |  |
| |                                                             |  |  |  |  |  |  |  |  |  |  |  |  |  |  |  |
| |                                                             |  |  |  |  |  |  |  |  |  |  |  |  |  |  |  |
| | 26. Martín de Udicibar                                      |  |  |  |  |  |  |  |  |  |  |  |  |  |  |  |
| |                                                             |  |  |  |  |  |  |  |  |  |  |  |  |  |  |  |
| |                                                             |  |  |  |  |  |  |  |  |  |  |  |  |  |  |  |
| | 13. Teresa de Udicibar y Zubicoeta                          |  |  |  |  |  |  |  |  |  |  |  |  |  |  |  |
| |                                                             |  |  |  |  |  |  |  |  |  |  |  |  |  |  |  |
| |                                                             |  |  |  |  |  |  |  |  |  |  |  |  |  |  |  |
| | 27. Mariana de Zubicoeta                                    |  |  |  |  |  |  |  |  |  |  |  |  |  |  |  |
| |                                                             |  |  |  |  |  |  |  |  |  |  |  |  |  |  |  |
| |                                                             |  |  |  |  |  |  |  |  |  |  |  |  |  |  |  |
| | 3. Josefa de Aramburu y Carrillo de Figueroa                |  |  |  |  |  |  |  |  |  |  |  |  |  |  |  |
| |                                                             |  |  |  |  |  |  |  |  |  |  |  |  |  |  |  |
| |                                                             |  |  |  |  |  |  |  |  |  |  |  |  |  |  |  |
| | 28. José Carrillo de Figueroa                               |  |  |  |  |  |  |  |  |  |  |  |  |  |  |  |
| |                                                             |  |  |  |  |  |  |  |  |  |  |  |  |  |  |  |
| |                                                             |  |  |  |  |  |  |  |  |  |  |  |  |  |  |  |
| | 14. Joaquín Carrillo de Figueroa y Villaseñor               |  |  |  |  |  |  |  |  |  |  |  |  |  |  |  |
| |                                                             |  |  |  |  |  |  |  |  |  |  |  |  |  |  |  |
| |                                                             |  |  |  |  |  |  |  |  |  |  |  |  |  |  |  |
| | 29. María de Villaseñor                                     |  |  |  |  |  |  |  |  |  |  |  |  |  |  |  |
| |                                                             |  |  |  |  |  |  |  |  |  |  |  |  |  |  |  |
| |                                                             |  |  |  |  |  |  |  |  |  |  |  |  |  |  |  |
| | 7. Nicolasa Carrillo de Figueroa y Méndez de Villaseñor     |  |  |  |  |  |  |  |  |  |  |  |  |  |  |  |
| |                                                             |  |  |  |  |  |  |  |  |  |  |  |  |  |  |  |
| |                                                             |  |  |  |  |  |  |  |  |  |  |  |  |  |  |  |
| | 30. Domingo de Villaseñor                                   |  |  |  |  |  |  |  |  |  |  |  |  |  |  |  |
| |                                                             |  |  |  |  |  |  |  |  |  |  |  |  |  |  |  |
| |                                                             |  |  |  |  |  |  |  |  |  |  |  |  |  |  |  |
| | 15. María Méndez de Villaseñor y de la Huerta               |  |  |  |  |  |  |  |  |  |  |  |  |  |  |  |
| |                                                             |  |  |  |  |  |  |  |  |  |  |  |  |  |  |  |
| |                                                             |  |  |  |  |  |  |  |  |  |  |  |  |  |  |  |
| | 31. Catalina Méndez de la Huerta                            |  |  |  |  |  |  |  |  |  |  |  |  |  |  |  |
| |                                                             |  |  |  |  |  |  |  |  |  |  |  |  |  |  |  |
| |                                                             |  |  |  |  |  |  |  |  |  |  |  |  |  |  |  |